# 東京駅の歴史

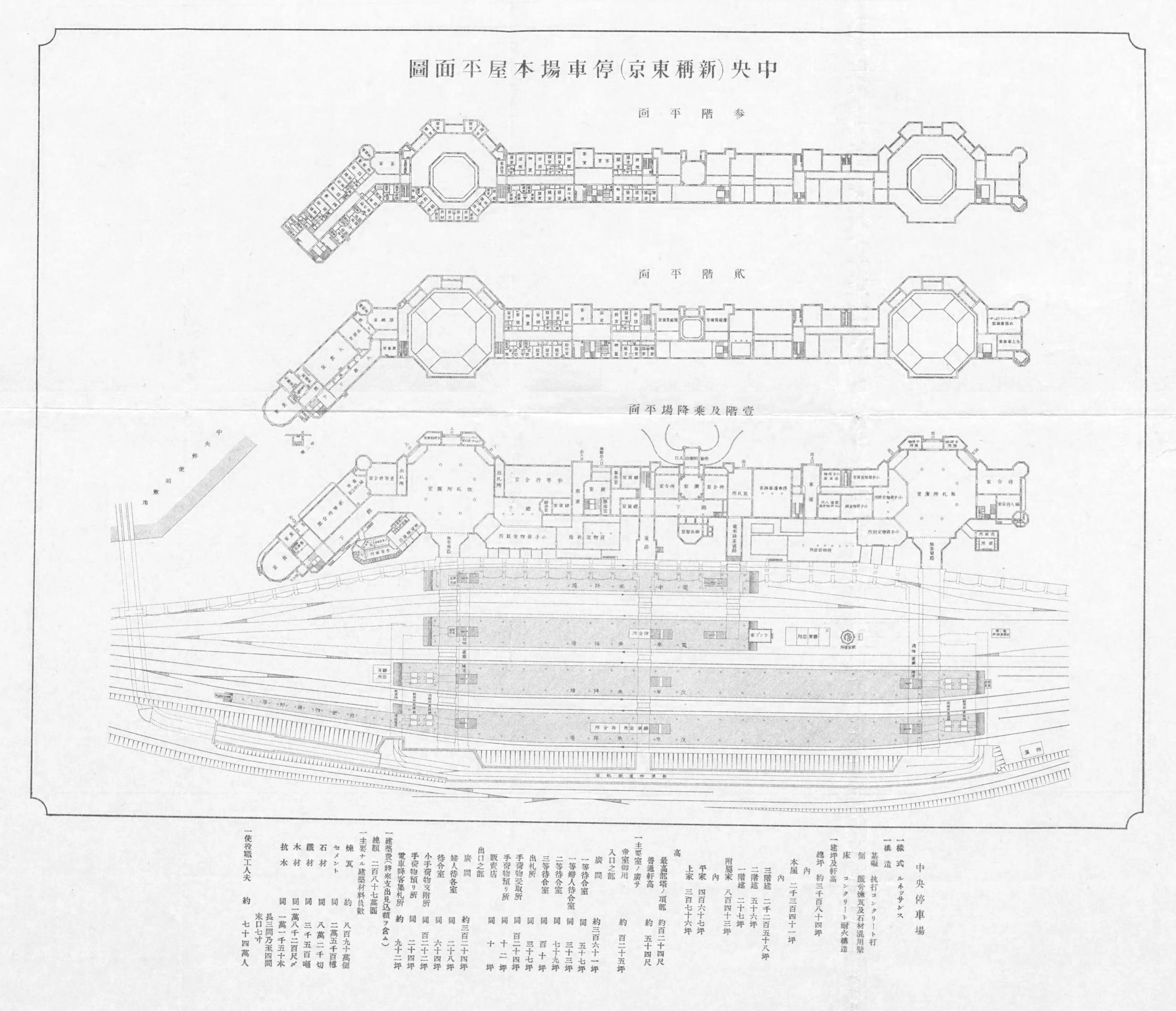
中央（新稱東京）停車場本屋平面図

東京駅の歴史（とうきょうえきのれきし）では、東日本旅客鉄道（JR東日本）・東海旅客鉄道（JR東海）・東京地下鉄（東京メトロ）東京駅の歴史を説明する。
日本の鉄道開業（1872年）から約12年後、東京中心部においてそれまで各方面別に分かれていたターミナル駅を高架線で結び中間点に中央停車場を設置する構想（東京市街高架鉄道構想）から始まり、1914年（大正3年）12月20日に開業し「東京駅」と命名された。東京駅の開業により、日本初の鉄道起点駅であり長らくターミナル駅であった新橋駅（初代）は、30年目にして旅客駅としての役目を終えた。
その後、計画通りに他のターミナル駅とも高架線で繋がり、中央本線の乗り入れ・山手線の環状運転の開始などにより、駅西側（丸の内）は東京の中央ビジネス街として発展し、駅利用客は急増した。
昭和初期にはプラットホームなどの増設工事を始めたが、第二次世界大戦により工事は中断され、戦争末期には空襲を受けて丸の内駅舎を焼失した。
大戦後丸の内駅舎の復旧が行われ、増設工事も再開された。1964年（昭和39年）10月1日には東海道新幹線が開通し、新幹線のターミナルともなった。
さらに地下鉄丸ノ内線の乗り入れ、総武・横須賀線の地下ホームの開業、京葉線の乗り入れと地下にもホームの増設が進んだ。1991年（平成3年）6月20日には東北新幹線が開通し、東北・上越方面へのターミナルともなった。

## 官営鉄道

### 東京の鉄道網のはじまり

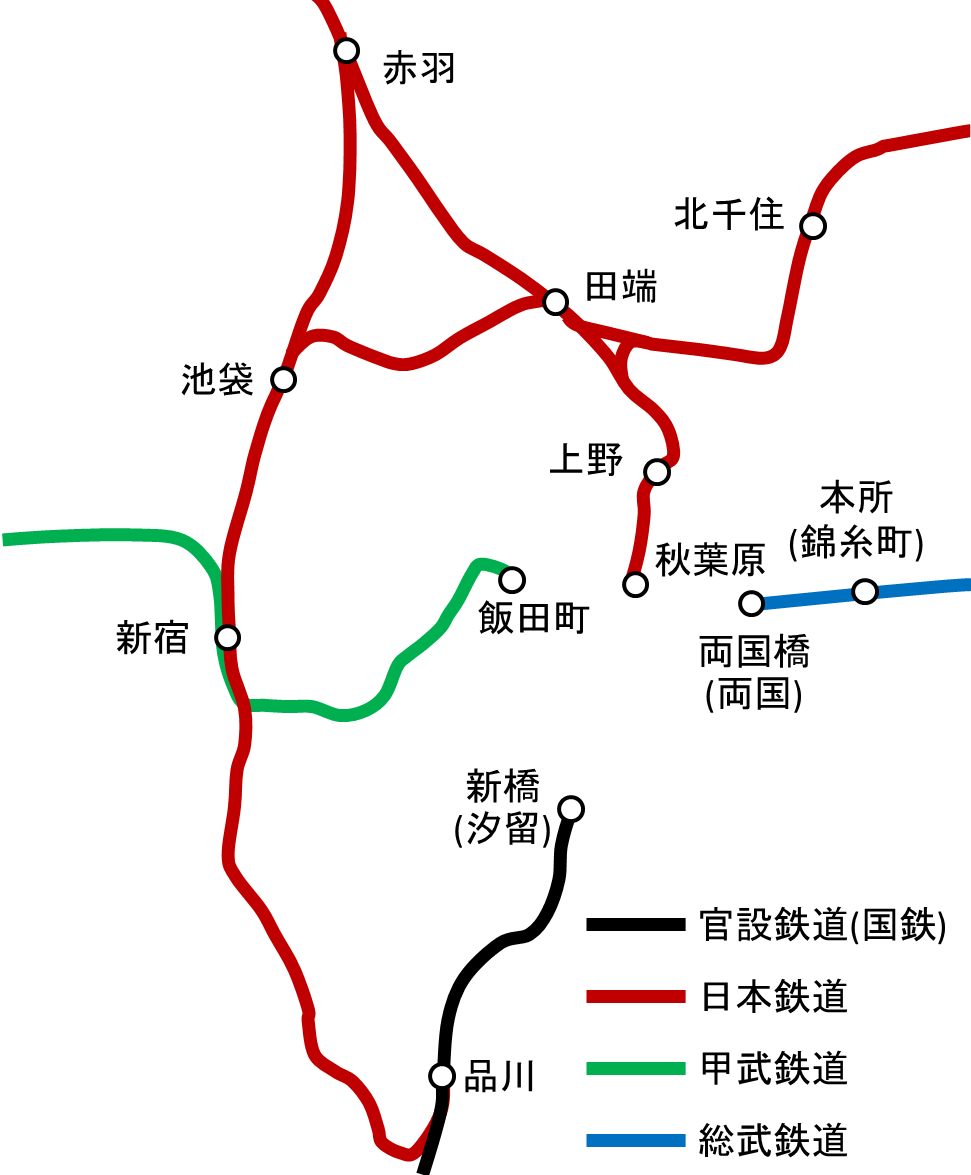
1904年4月5日、総武鉄道両国橋開業の時点での東京の鉄道網

東京の鉄道網の始まりは、1872年10月14日（旧暦明治5年9月12日）の日本の鉄道開業に際して新橋 - 横浜間が開通したことに始まる。この時の新橋駅は後に貨物駅となった汐留駅で、横浜駅は現在の桜木町駅であった。この際の新橋駅の位置の選定経緯は明確にされていないが、大名屋敷の跡地を入手できて駅や車庫、鉄道工場を建設するために必要なまとまった土地を確保できたこと、市街地を避けて横浜への路線を伸ばせる位置であったこと、当時から繁華街であった銀座にも比較的近かったことなどが理由であろうと推測されている。
その後東京と関西を結ぶ鉄道の建設が検討されたが、東海道と中山道のどちらを経由するかを決定するためには時間がかかった。中山道経由で建設する際の東京における経路としては、お雇い外国人のリチャード・ボイルの調査報告による、新橋から皇居の東側を北上する現行の東京駅経由ルートに近いものや、開拓使の役人松本荘一郎とお雇い外国人ジョゼフ・クロフォードの調査報告による小名木川駅を起点として北上し、既設の官設鉄道（国鉄）線との連絡は品川駅から分岐する線によるものなどがあった。政府は国土開発の観点から、既に開けている東海道よりも内陸の発展を促進する目的で中山道がよいとし、軍部も敵の軍艦による攻撃を受けやすい海岸沿いを避けられる内陸路線を支持したことから、一旦は中山道経由に決定された。
当初国営を原則とした鉄道であったが、西南戦争による政府の財政悪化もあり、民間に建設を認める方向に方針転換した。これを受けて発足した最初の私鉄が日本鉄道で、最初の建設区間として中山道鉄道の一部を構成する東京 - 高崎間の路線を建設することになった。日本鉄道建設に際しては、官設鉄道との連絡から品川を起点とすることも有力視されていたが、距離がやや長くなり東京西部の丘陵地帯を通過する工事に時間がかかると見込まれたこともあり、とりあえず上野駅を起点とする方針となって、1883年（明治16年）7月28日に上野 - 熊谷間が開通した。しかしその後、中山道経由の鉄道の建設の困難さが明らかになったこともあり、1886年（明治19年）に政府の方針が転換し、東海道経由で東西連絡鉄道を建設する方針に変わった。これを受け、当初は中山道経由の東西連絡鉄道に対する支線の位置づけであった新橋 - 横浜間の鉄道から延長する工事が始められ、1889年（明治22年）7月1日に東海道本線新橋 - 神戸間が全通した。一方の日本鉄道は同じ1889年の9月1日に青森までの東北本線を全通させ、さらに1898年（明治31年）8月23日には常磐線も全通した。また上野と秋葉原を結ぶ貨物線も1890年（明治23年）11月1日に開通した。
一方、東京の西に伸びる中央本線は、私鉄の甲武鉄道が建設した。1889年（明治22年）4月11日の新宿 - 立川間を皮切りに順次開通し、新宿より都心側では1895年（明治28年）4月3日に飯田町駅まで開通した。東京の東に延びる総武本線は、やはり私鉄の総武鉄道が建設した。総武鉄道の資金力では隅田川を横断することが難しかったこともあり、隅田川の東側に位置する両国橋駅（後の両国駅）をターミナルとして1904年（明治37年）4月5日に開通した。
官設鉄道と孤立して建設された日本鉄道の資材輸送が問題になったことから建設されたのが山手線で、1885年（明治18年）3月1日に赤羽 - 品川間が開通し、続いて田端 - 池袋間が1903年（明治36年）4月1日に開通した。この開通により官設鉄道線と日本鉄道線が連絡され、特に貨物輸送の面では市街地を荷車で運搬する必要が無くなった。しかし旅客輸送の面では当時山手線はまだ単線で不便であったことから、南北を乗り継ぐ旅客は新橋駅と上野駅の間で徒歩または人力車により連絡するのが普通であった。1882年（明治15年）には新橋と上野の間で馬車鉄道の運行が始まり、1時間に70台もの馬車が出発するほどの大盛況となった。1903年（明治36年）に馬車鉄道は路面電車に置き換えられたが、もともと繁華街の路面に敷かれていたこともあり増大する交通需要に対応しきれず、事故が多いことも問題となっていた。こうしたことから、自然に新橋と上野を結ぶ鉄道路線の計画が生まれることになった。

### 市区改正事業と東京中央停車場構想
ちょうどこの頃、東京市における道路や運河、上下水道、港などの都市施設の計画についてまとめて議論して、各省庁・機関・地元との調整を行おうとする市区改正と呼ばれる動きがあった。市区改正は現在の都市計画に相当する言葉で、東京においては第7代東京府知事松田道之が提案した総合的な都市計画が端緒となった。さらに松田の後任の芳川顕正は松田の構想を継承しつつも、日本全体のことを考えた道路や鉄道網を構想し、東京府に設置された東京市区改正取調委員局から内務省に対して1884年（明治17年）11月14日に提出された市区改正意見書では、「鉄道ハ新橋上野両停車場ノ線路ヲ接続セシメ、鍛冶橋内及万世橋ノ北ニ停車場ヲ設置スヘキモノトス」とされた。この鍛冶橋に設置を提案された停車場が後の東京駅につながることになる。
この意見書を受けて内務省に市区改正審査会が設置され、官庁や財界からの委員が審議を行った。その結果、新橋と上野を結ぶ高架鉄道を建設し、鍛冶橋付近に中央停車場を設置し旅客用の高架ホームを設けること、地平には貨物取扱設備を設けることなどの原案が固まった。この意見書はしばらく放置されていたが、国の正式な計画とするために元老院へ回され審議された。しかし守旧的であった元老院はその価値を理解せず、国庫に余裕がないとして1888年（明治21年）6月15日に否決してしまった。ところが当時の内務大臣山縣有朋や大蔵大臣松方正義はこれを巻き返し、閣議において元老院決定を一刀両断の上、1888年8月16日に勅令第62号として東京市区改正条例が公布された。
これを受けて、詳細を詰めるための東京市区改正委員会が発足した。そこでさらに議論が行われたのち、原案のように新橋と上野を高架線で結び、この間に中央停車場を設置することが答申された。この報告を受けて内務省は鉄道庁長官に対して1890年（明治23年）9月17日付で、中央停車場より南側を官設鉄道が、北側を日本鉄道が建設する形で、ただちに工事に着手するように訓令した。
中央停車場が計画されたのは、皇居の前にあたる丸の内（当時の町名は永楽町）だった。江戸時代には武家屋敷の建ち並んでいた一帯であり（外濠と内堀との間）、明治維新後には陸軍の兵営や練兵場、警視庁、裁判所、監獄などの政府関連施設が並んでいた。外濠を挟んで繁華街（京橋・日本橋など）に接するとはいえ東京の場末と言ってもよい場所であった。明治政府が安定して皇居の目前で警備を行う必要性も薄れてきたことから、兵営を郊外に移転させてこれらの土地の再開発が検討されることになり、丸の内の広大な敷地が三菱財閥に払い下げられて欧米様式のオフィス街の建設が開始された。馬場先門通りの部分だけは明治末までに煉瓦造りのオフィスビルができあがって「一丁倫敦」（その部分だけロンドンのようであるという意味）と呼ばれたが、それ以外の部分は依然として未開発の野原のままで、「三菱ヶ原」と呼ばれていた。この地に中央停車場が建設されたことが契機で、丸の内は日本のビジネスセンターとなった。

### 高架線の設計
| ヘルマン・ルムシュッテルのレリーフ（左）と、フランツ・バルツァーおよび新永間建築事務所の技術者の集合写真（右） |  | ヘルマン・ルムシュッテルのレリーフ（左）と、フランツ・バルツァーおよび新永間建築事務所の技術者の集合写真（右） |
| ヘルマン・ルムシュッテルのレリーフ（左）と、フランツ・バルツァーおよび新永間建築事務所の技術者の集合写真（右） |  | |

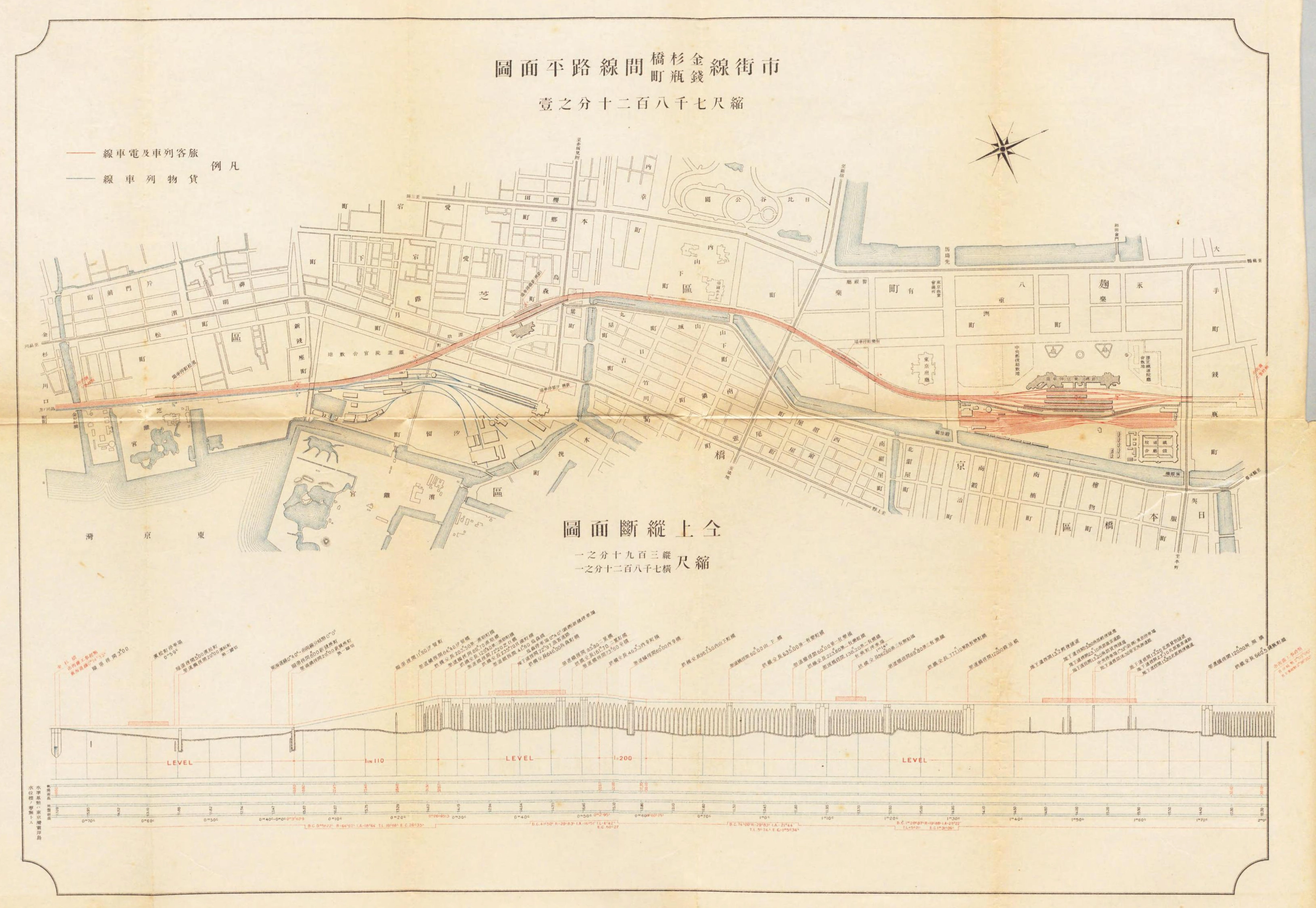
浜松町 - 東京間の高架橋平面図。赤線は旅客線、青線は貨物線

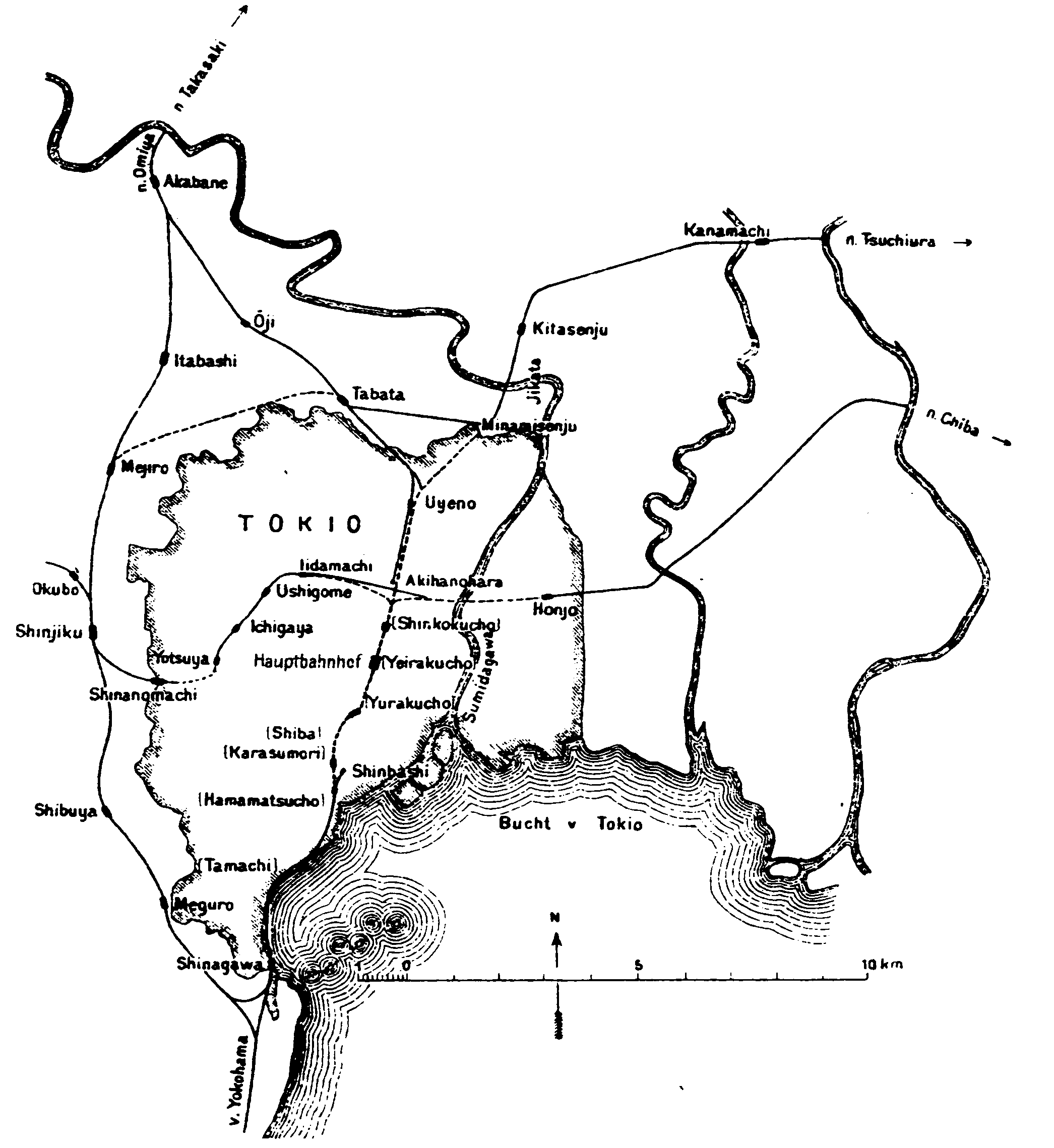
バルツァー計画の東京の鉄道網の計画

官設鉄道が新橋から中央停車場までの調査を行うように指名したのは、仙石貢であった。しかし鉄道建設の経験豊富な仙石としても、市街地における長い区間の高架線という日本で前例のないプロジェクトにあたっては容易ではなく、外国人技術者の支援を仰ぐことになった。この当時ヨーロッパの大都市でも、各方面から乗り入れてきた鉄道が頭端式のターミナルを形成しており、各方面への鉄道相互間の連絡方法に苦心し、また折り返しで錯綜する列車により線路容量が限られるという問題を同様に抱えていたが、唯一ドイツ帝国の首都ベルリンのみは、市街地を貫通する高架線と環状線の組み合わせによりこの問題を解決していた。このため、東京の鉄道のモデルもベルリンに求められることになった。
ちょうどこの時期、九州における鉄道網を建設した九州鉄道がドイツから招聘したお雇い外国人としてヘルマン・ルムシュッテルが日本に滞在していた。ルムシュッテルはプロイセン邦有鉄道（プロイセン国鉄）の技術者としてまさにベルリン市街線の高架の建設に携わった人物であった。日本鉄道は市街高架線の調査をルムシュッテルに依頼し、ルムシュッテルは自身が携わったベルリン市街線をモデルに、初めて東京市街高架線の具体的な設計案を描き出した。この設計案では、煉瓦積みのアーチ高架橋を連ねて上野から浜松町付近までの高架線を建設することになっており、また東京市街を一周する環状鉄道、後の山手線の提案も含まれていた。一方の官設鉄道では、他の案件で忙しい仙石貢の代わりにその部下の広川広四郎がルムシュッテルの助言を受けながら検討を進め、実際に建設される高架線につながる原設計案ができあがってきた。
こうした設計案を基に日本鉄道は1893年（明治26年）8月5日付で上野 - 新橋間の高架鉄道敷設の免許を申請した。申請書に添付の設計書によれば、上野 - 新橋間の建設費は中央停車場の建設費を含めて450万円 - 500万円と見積もられ、途中に秋葉原、白壁町（=神田）、中央停車場、幸橋（=新橋）の停車場を設置し、新銭座町（浜松町付近）において官設鉄道線に合流することとされていた。この頃、鉄道敷設法の制定や日清戦争の勃発などで遅れも生じていたが、官設鉄道の側でも1895年（明治28年）12月9日の第7回鉄道会議において中央停車場関連の予算約350万円を諮詢し、第9回帝国議会に予算案が上程されて1896年（明治29年）2月4日の衆議院本会議において議論され、可決成立した。これにより中央停車場計画に初めて予算的な裏付けが与えられることになった。日本鉄道の申請した免許については、この時期に東京市街へ乗り入れようとしていた他の諸鉄道の案件とともに、鉄道会議や市区改正委員会において審議されたが、結局鉄道国有法によって日本鉄道が国有化されるまでに実現へ向けて動き出すことはなかった。民間の鉄道会社にとってこの高架鉄道への投資負担は耐えられるものではなく、日本鉄道の経営陣が替わるうちに建設への熱意を失ってしまったとの見方がされている。
予算の成立を受けて、1896年（明治29年）4月28日に高架線や中央停車場の工事を担当する部署として新永間建築事務所が発足した。この名称は浜松町付近の旧町名新銭座町（しんせんざちょう、現港区東新橋付近）と中央停車場（東京駅）を建設する旧町名永楽町（えいらくちょう、現千代田区丸の内一丁目付近）との間を結び、また当時は建築と土木の区別がはっきりしていなかったため建築事務所と名付けられた。後のJR東日本東京工事事務所の前身組織である。また任期を終えて1894年（明治27年）に帰国したルムシュッテルに代わり、高架線建設の技術指導を求めてやはりドイツからフランツ・バルツァーが新たに招聘され、1898年（明治31年）に着任した。またルムシュッテルの元で設計に携わっていた広川広四郎は1896年に急死している。
ルムシュッテル在任時に計画された市街高架線のルートは実際に建設されたものにほぼ沿っており、新橋からやや西へカーブを描いて当時まだ残されていた外堀に沿って東京駅へ向かうものであった。これに対してバルツァーは距離を短縮するために汐留の旧新橋駅から直進して東京駅へ向かうルートを提案したが、これは繁華街として発展していた銀座を分断するものであり、現実的にも土地買収費用的にも受け入れられるものではなく、原案通りが採用されることになった。また1891年（明治24年）の濃尾地震で鉄道構造物が被害を受けたこともあり耐震性が懸念された。バルツァーはこのため、鋼製の構造物を採用すべきであると考えていた。鋼製構造物は高価であるが、重い煉瓦構造物は地盤の悪い東京では基礎工事に費用がかかって相殺されるものと考えられた。しかし当時の日本では鋼製構造物はすべて輸入に頼らなければならず資本が国外に流出するのに対して、煉瓦は国内製造業者に発注できるという点や、完成後の保守経費が安いことなどを考慮し、煉瓦製の高架橋を基本とし架道橋の部分のみ桁下の高さを確保するために鋼製構造とされた。結果的にこの高架橋は、関東大震災において大きな被害を受けていない。バルツァーは日本人技術者を指導しながら高架線の設計を行い、バルツァーの帰国後日本人技術者が独自に設計した部分を含めると1904年（明治37年）までかかって設計された。
バルツァーはさらに、東京全体の鉄道網を構想した。ルムシュッテル在任時にすでに東京を一周する環状鉄道の提案は出ていたが、バルツァーはこれに加えて総武鉄道と甲武鉄道を連結して秋葉原で南北の縦貫線と十字に交差させ、その他に双方とも中央停車場へ乗り入れる短絡線を造るという全体構想を描いた。これは1972年（昭和47年）の総武快速線東京駅乗り入れにより、細部は異なるものの結果的にほぼ実現している。

### バルツァーによる駅の設計

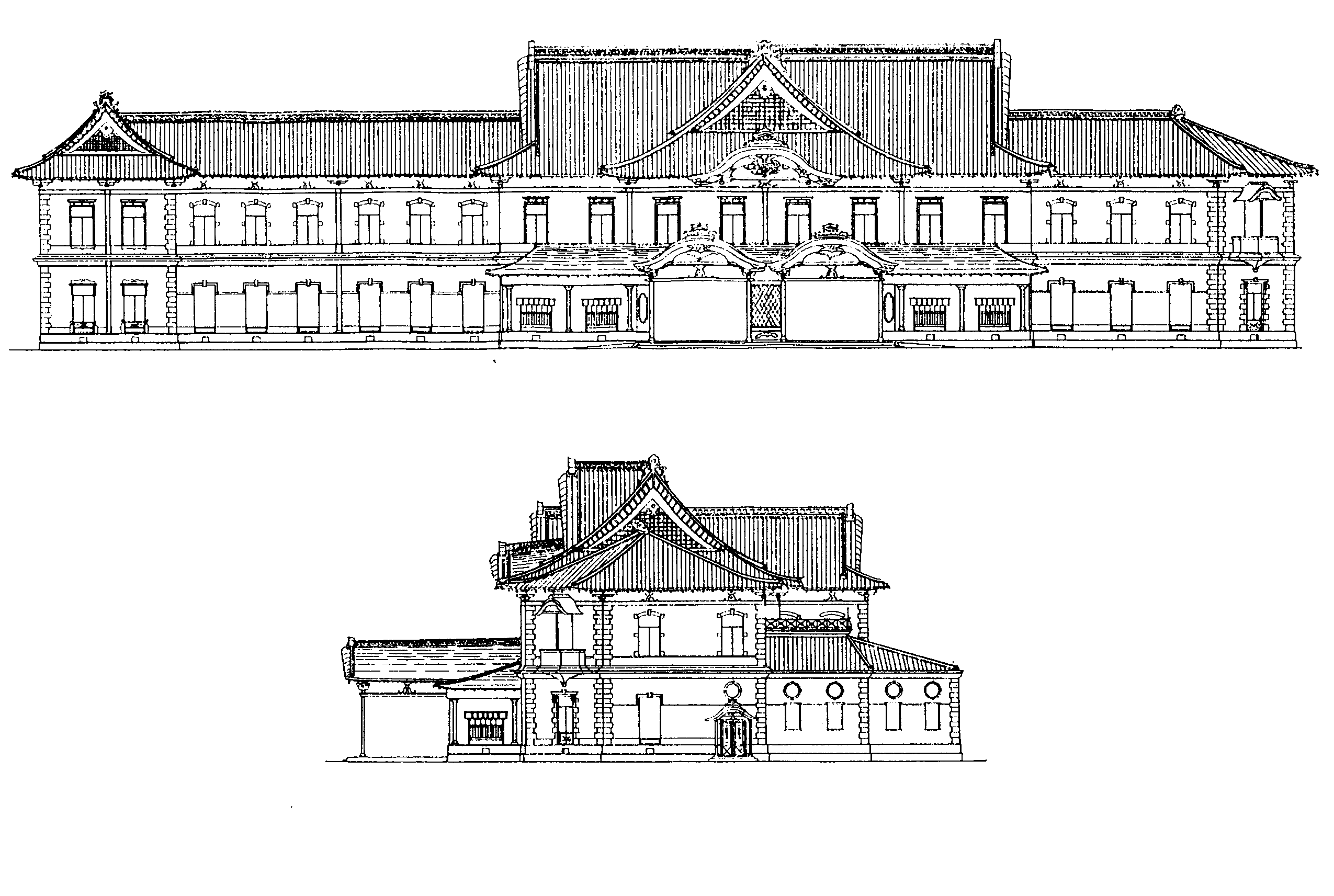
バルツァー設計の日本風東京駅舎、乗車口の正面と側面

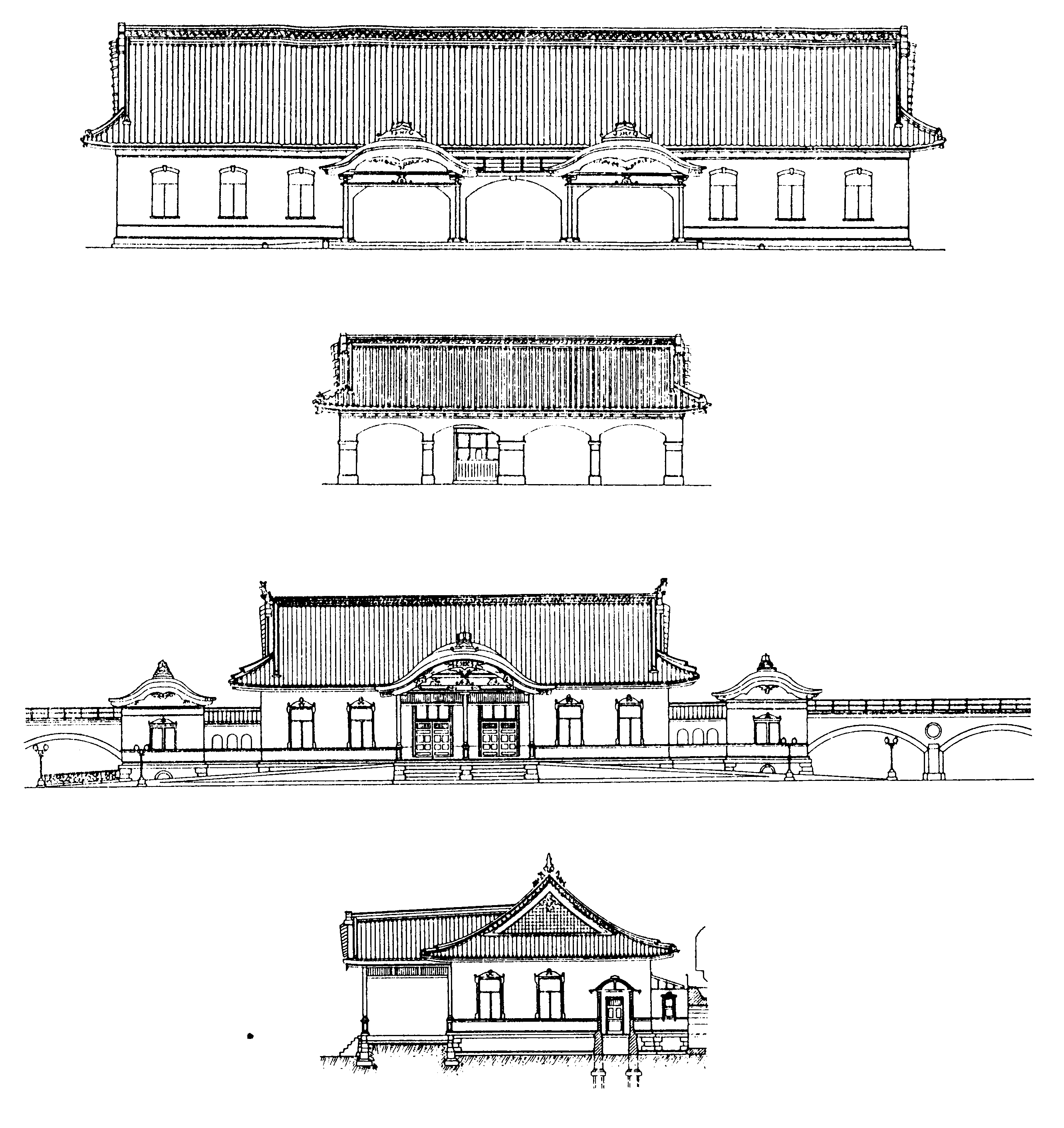
上から降車口、電車降車口、皇室口正面と側面

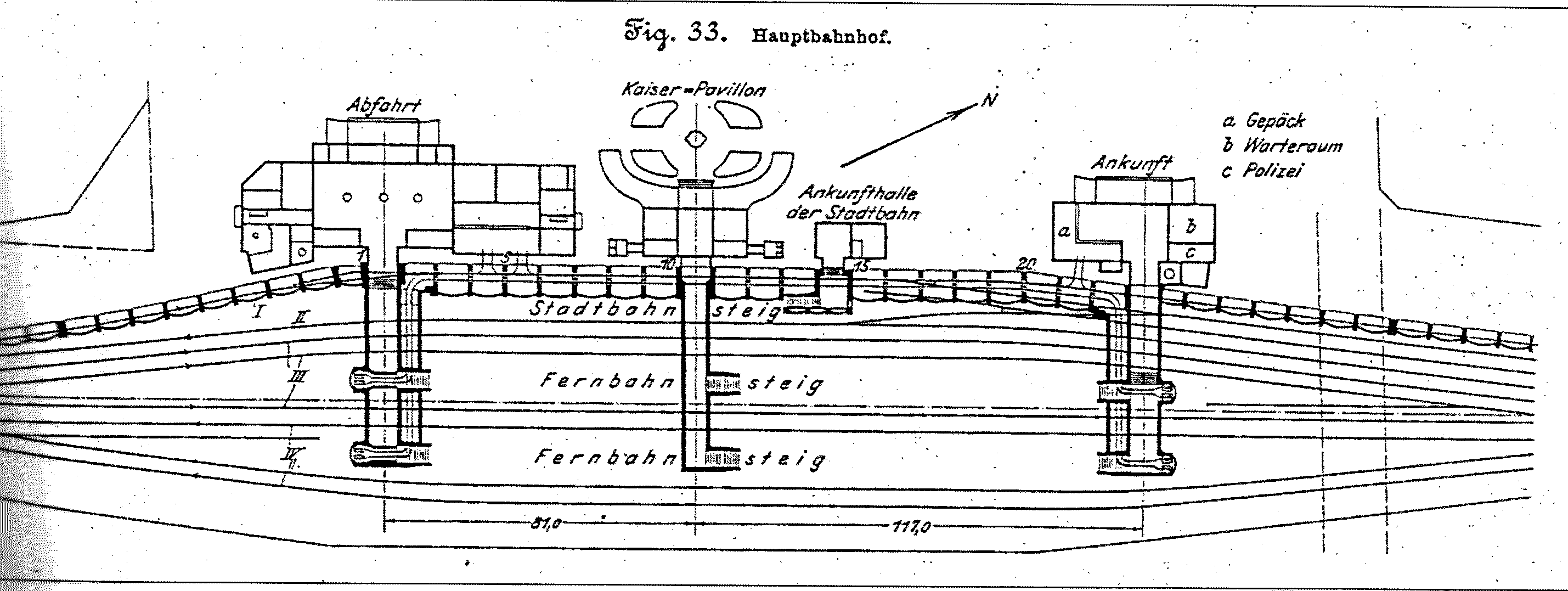
バルツァー設計の東京駅平面図

バルツァーは、中央停車場そのものの設計にも関与した。駅部分では線路は盛土の上にあり、駅舎はその西側に設けられる計画となっていた。日本建築に関心のあったバルツァーが提案した駅舎は、部分的に切石を用いた煉瓦造のもので、和風の入母屋破風や唐破風を取り入れた屋根を載せるという構造であった。日本の伝統的な城郭や寺社の建築様式を駅という新しい目的に利用することでバルツァーは、自国の文化を一顧だにせず洋風の建築様式の建物が無秩序に建てられていく東京の現状に一石を投じようとした。
バルツァー案の駅舎は5棟に分かれて建てられており、南側に乗車口、北側に降車口、中央に皇室用入口と近距離列車の降車口、この他に郵便局が置かれる構造となっていた。乗車口と降車口を別にするのは乗客動線の混乱を避ける目的で、ドイツなどではよく見られた方式であった。皇室専用口を中央に設けたのは、お召し列車の中央付近に連結される御料車へできるだけ近い位置に皇室専用通路を設けられるようにし、プラットホームに出てからの皇族の移動距離を短縮することで、一般旅客の立ち入り制限の範囲を狭める目的があった。しかし中央に皇室専用口を配置したことで乗車口と降車口が200 m余りも離れた位置に設けられることになり、使い勝手の悪いものとなってしまった。ヨーロッパの駅でも貴賓室が設けられる例は多くあったが、駅を広場の延長と考え一般大衆の利用するパブリックスペースとする思想が根強かったことから、貴賓室は駅の端部に設けて一般客との動線の交錯を避ける設計が一般的であった。乗車口の建物のみ2階建てで、1階に駅長室、出札口、待合室、手荷物扱い所、2階にレストランが設けられる設計であった。これに対して降車口は近距離用・長距離用ともに平屋で、施設も待合室、手荷物扱い所、鉄道公安室などが置かれる程度であった。
旅客用プラットホームは島式のものを3面用意し、駅舎に近い1面を近距離用（電車用）、遠い2面を長距離用（列車用）とする提案であった。ヨーロッパのターミナル駅ではプラットホーム全体を覆うドーム式大屋根を備えているところが多いが、中央停車場ではプラットホームごとに屋根を設ける方式が提案されていた。これは建設費を抑える目的の他に、日本では煤煙の多い石炭が使用されていたため屋根を設けると中が不快となることや、将来の拡張可能性などを考慮したものであった。これらのプラットホームへは乗車口・降車口・電車降車口から結ぶ3本の通路が設けられ、これとは別に皇室用通路や手荷物・郵便物の運搬用通路などが考慮されていた。電車用のプラットホームは列車用のものに比べて短いため、列車用プラットホームと降車口を結ぶ通路のところまで電車用プラットホームは届かない構造であった。このため、駅構内では南側の乗車口から入り乗車用通路からホームに上がり、到着時には北側の降車用通路に降り降車口に出る、南から北への一方通行が想定されていたが、電車と列車の間での乗換客だけは例外的に、南側の乗車用通路を利用する想定となっていた。
さらに当初は中央停車場に貨物施設を設置する計画となっており、バルツァーの設計でも八重洲側に貨物扱いの設備が考慮されていた。貨物扱い施設は、盛土工事の手間を節減し河川水運との連絡を改善する目的で、高架上の本線から下って旅客プラットホームよりは3 mほど低い位置にある盛土上に建設される計画となっていた。船溜を設けて水運との連絡を図る設備を備えることになっていた。
このようにバルツァーは中央停車場の具体的な設計を行ったが、しかしバルツァー案に含まれていた和風の駅舎案は、後に実際に東京駅舎の設計を担当することになる辰野金吾からは「赤毛の島田髷」と酷評された。日本建築に石や煉瓦を用いること自体が容易ではなく、日本を訪れた西洋婦人が物珍しさから、洋服を着ながら日本風に髪を結って日本の履物を履くようなものだとし、日本文化の消化が不十分であるとされた。一方皇室用入口を駅の中央に配置することは当時としても利用者に不便を強いるとして疑問視する声が上がっていたが、バルツァーの提案に対して鉄道作業局の上層部から特に反論はなく、また辰野金吾がこれを名案として自分の設計に取り入れたことから最終的に採用されたものと推測されている。これに加えてプラットホームと通路の配置や駅構内の配線計画など、平面計画はアレンジを加えつつも基本的にバルツァー提案のものが受け継がれて実際に用いられることになった。ただし電車用のプラットホームが1面増えて2面となり、合計4面のプラットホームを備えた形で完成している。また貨物扱い設備については、その後の鉄道国有化により秋葉原駅、飯田町駅、隅田川駅などの私鉄が保有していた貨物駅を国鉄が利用できるようになったこともあり東京駅での設置は見送られ、東京駅は純旅客駅として開業することになった。バルツァーは、将来的に貨物扱い設備を郊外に移転させればそのスペースを別の用途に転用できると示唆していたが、実際にはそこに車両基地を増設して開業することになり、後に東海道新幹線を実現するために重要な役割を果たすことになった。

### 辰野金吾による駅舎設計

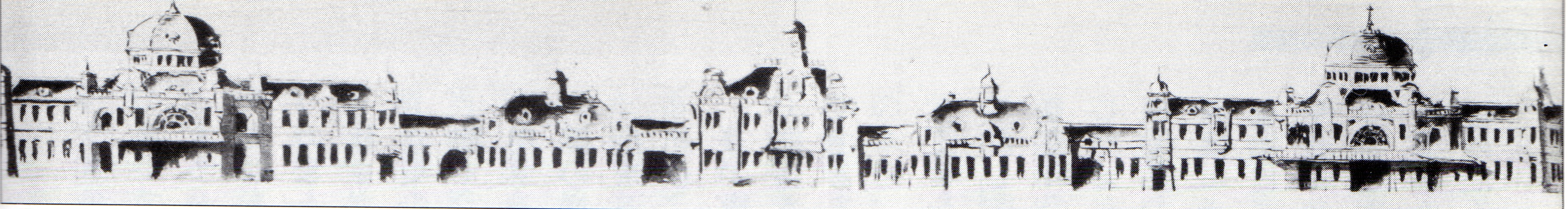
駅舎設計の第1案

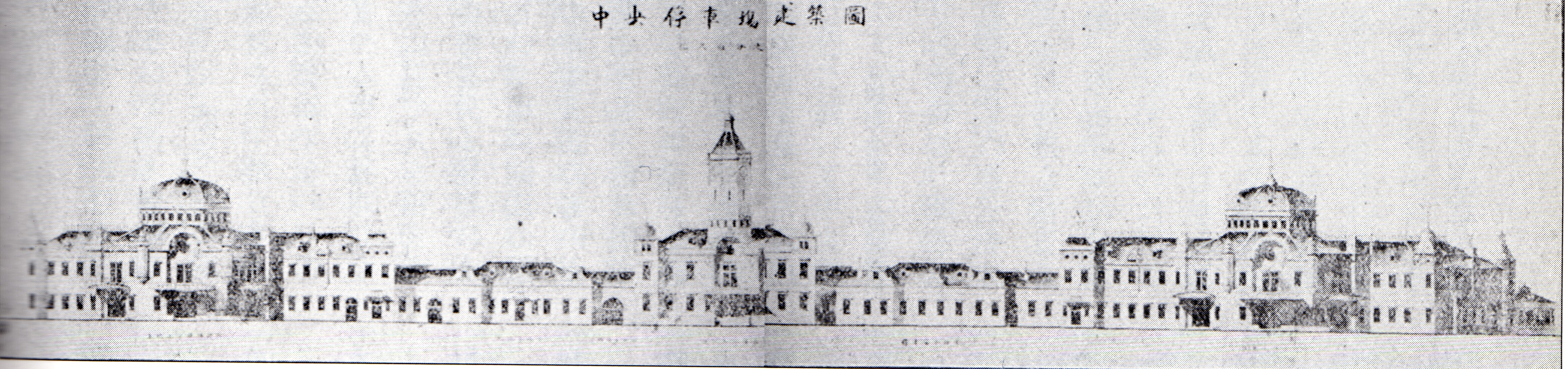
駅舎設計の第2案

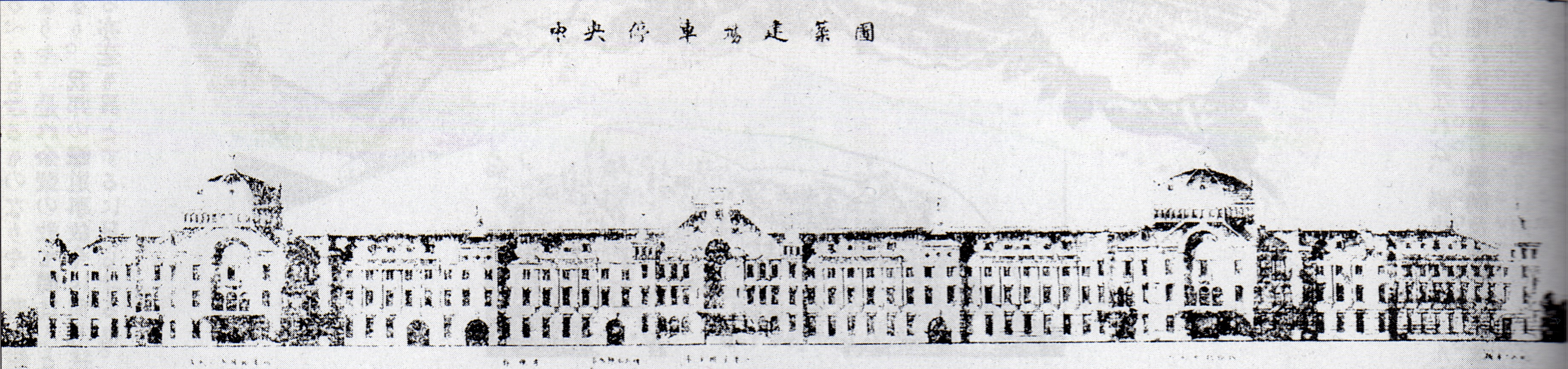
駅舎設計の第3案

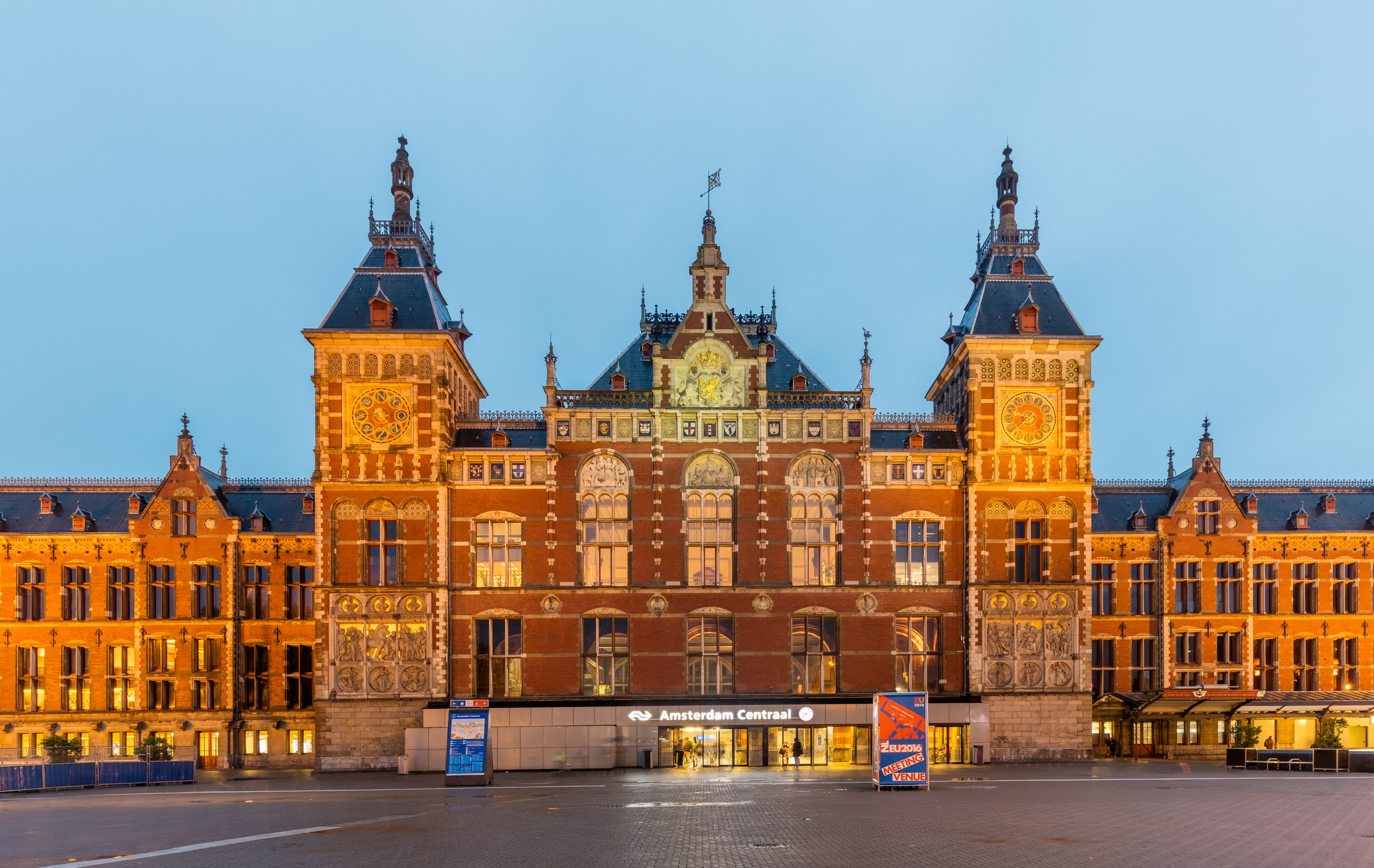
東京駅丸の内駅舎と比較されることがある、アムステルダム中央駅の駅舎

バルツァーの提案した日本風の駅舎案は、ヨーロッパ崇拝の時代にあった当時の日本にあっては受け入れられるものではなかった。このため改めて駅舎についての設計が行われることになり、当時の建築界の権威であった辰野金吾に依頼されることになった。辰野は自身で、日本銀行本店、中央停車場、国会議事堂の3つを手掛けることを目標としていたこともあり、辰野に依頼するのは当然視されたためか、依頼の経緯についてははっきりしたことがわかっていない。1903年（明治36年）12月に辰野に設計が依頼された。設計に際して辰野が受けた注文は、バルツァー案では建物が5棟並べられていてみすぼらしいので、建物を連続させて見栄えを壮観なものにしてほしい、ということであったとされる。結果的に辰野率いる辰野葛西建築事務所による駅舎設計は足掛け8年にも及ぶものとなった。
まず1904年（明治37年）早々に第1案の設計ができあがってきた。中央に皇室専用口を、両側に乗車口と降車口を配する基本的な構造はバルツァー案と同一で、これらの出入口については3階建て、それらをつなぐ部分は1階建てか2階建ての構造であった。これは、通過式の配線の駅構造に対応するために全長が300 m近いものとならざるを得ないのに、建築予算がわずか42万円と提示されていたため、出入口の間は低い建物でつなぐものとせざるを得なかったためであった。この時点で既に両翼の八角ドームの形態は現れており、ほぼそのまま最終案にまで残っている。さらに辰野はいくらか修正を繰り返しながら設計を進め、第2案が生み出された。規模は第1案とほぼ同じで屋根周りの表情を整えたものであった。しかし予算の限界もあり、この段階ではこの程度の設計であった。
その後国有鉄道を管轄していた鉄道作業局の帝国鉄道庁・鉄道院への改組などもあって設計作業は遅延した。しかし日露戦争における日本の勝利で国民感情が盛り上がったことや、1906年から1908年にかけて実施された鉄道国有化の影響もあり、一挙に駅舎の規模が拡大することになった。それまで予算は65万円と見積もられていたのが一挙に250万円とし、総3階建て構造にする方針が1907年（明治40年）に報じられている。これに関して、「後藤の大風呂敷」と呼ばれる初代鉄道院総裁の後藤新平の意向とする説もあるが、しかし後藤が鉄道院総裁に就任した1908年（明治41年）12月の時点では設計はほぼ完了して基礎工事が開始されていたので、後藤の意向以前に駅舎規模の拡大は決まっていたとする見解もある。
こうして第3案では、両翼に乗車口・降車口を、中央に皇室口を配する基本はそのままに、これらをつなぐ中間の部分を総3階建て構造とし、これにより水平線が通って建物のまとまり感が生み出された。第3案では皇室口の上に小さな塔が残されていたが、この塔を撤去したものが最終案となって建設されることになった。1910年（明治43年）12月、中央停車場の設計作業が最終的に完了した。
設計された駅舎は鉄骨煉瓦造のもので、荷重を煉瓦の壁面だけではなく鉄骨を組んだ柱や梁で支える構造になっている。煉瓦のみで建物の強度を確保していた時代には、壁は肉厚のものとなって内部の面積が狭くなり、窓や扉などの開口部の面積も制約を受けていたが、東京駅では鉄骨が強度を受け持つことによって壁を薄くでき、煉瓦の建物としては大きな室内面積を確保できている。また鉄筋コンクリートの適用が始まる時代の建物であり、それまで煉瓦造の建物では内部の床に木材を使うことが多かったが、東京駅では防火構造の鉄筋コンクリートスラブを床材に使っており、こうした材料の組み合わせによって大きなドームを備えた建物を可能としている。
この辰野金吾設計の駅舎は、ペトルス・カイペルス設計で1889年に完成したオランダのアムステルダム中央駅を参考にしたと言われることがある。しかし辰野がオランダを訪れた記録はなく、またアムステルダム中央駅を参考にしたと本人が述べた記録もない。さらに建築的に言えば、アムステルダム中央駅は垂直線を強調したゴシック建築を基本としながらルネサンス風を加味した設計であるのに対して、東京駅は帯石により水平線を強調したルネサンス建築という違いがあり、明らかに異なっている。当時のように鉄筋コンクリートの技術が発達していなかった時代には大規模な建物は煉瓦積みか石積みで造るほかなく、またどちらの駅も通過式の配線を前提にその線路の脇に駅舎を配置することから、構成は類似せざるを得ないとの解釈がある。またオランダのゴシック・リヴァイヴァル建築は、辰野と関わりのある歴史主義建築に通底していることもあり、両者が似た印象を持つことはある意味必然であると指摘されている。

### 建設工事

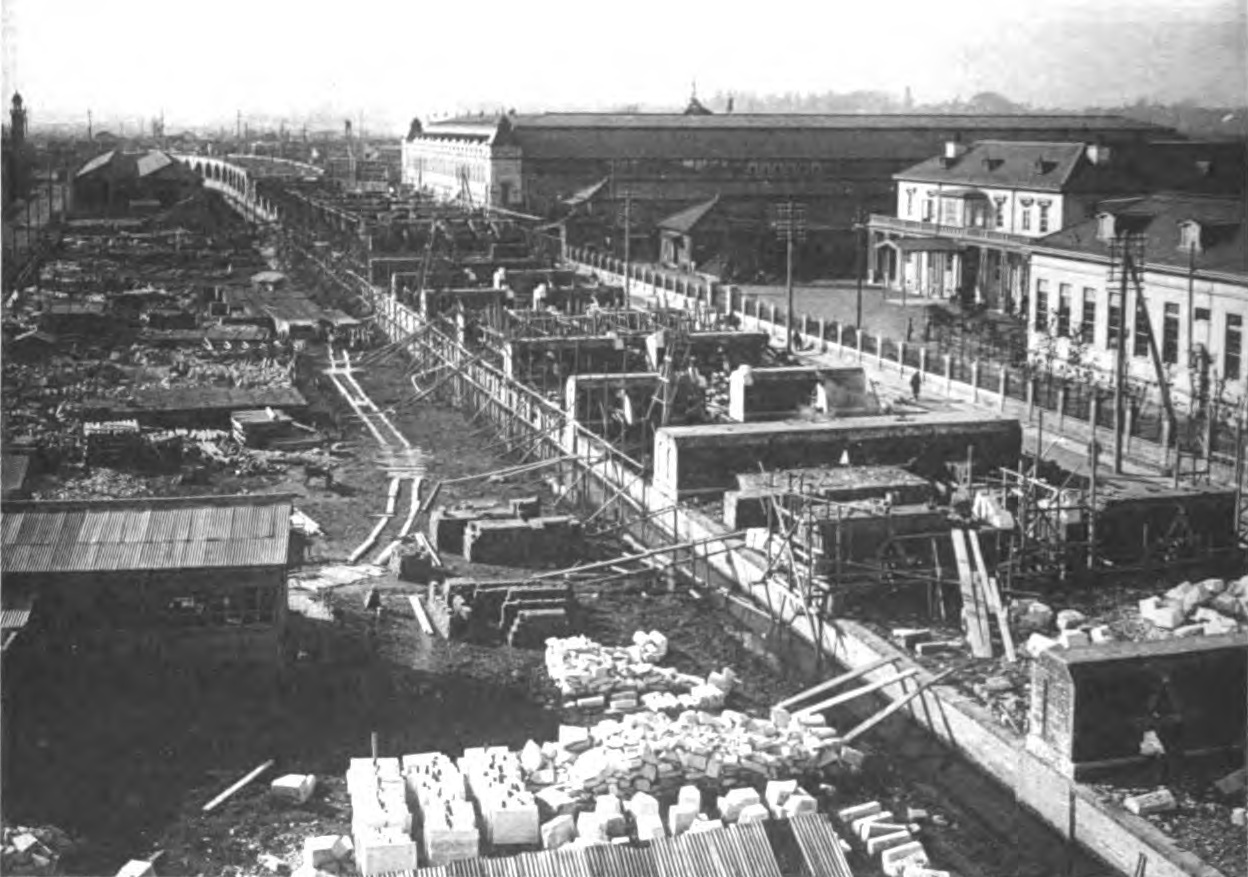
市街高架線のアーチ橋の建設工事の様子、内山下町付近

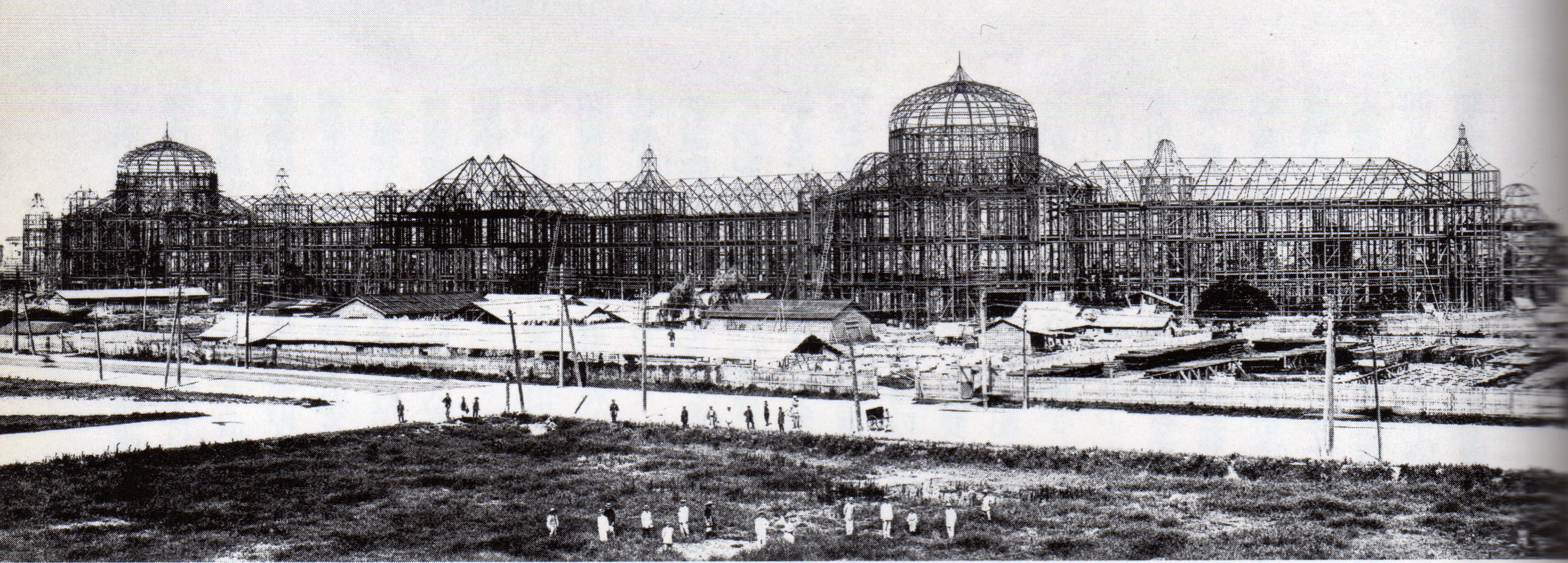
中央停車場駅舎建設工事、鉄骨が組みあがった状態

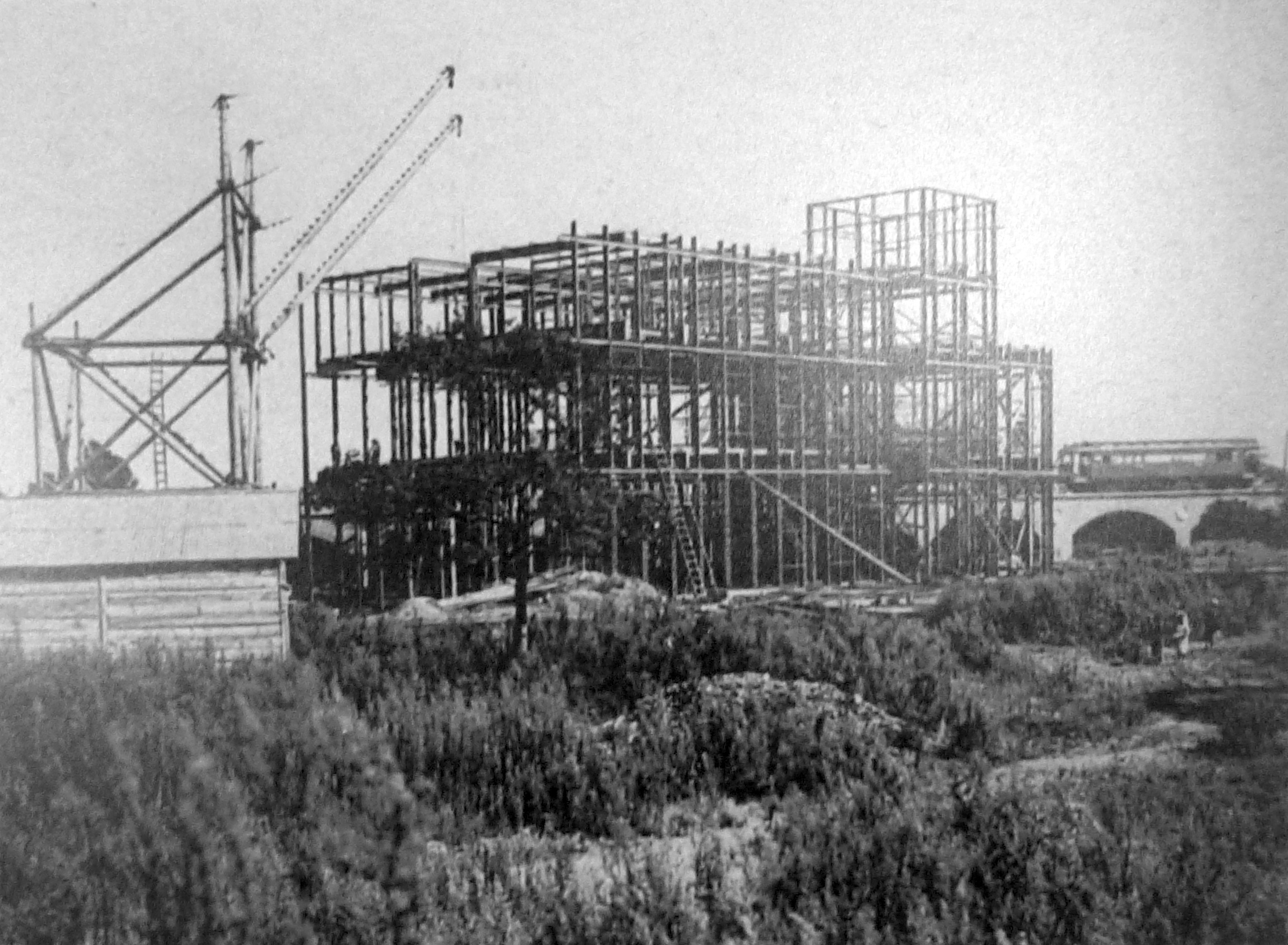
丸の内南口付近の建設工事、背後を山手線の電車（ホデ6100形）が通り抜けている

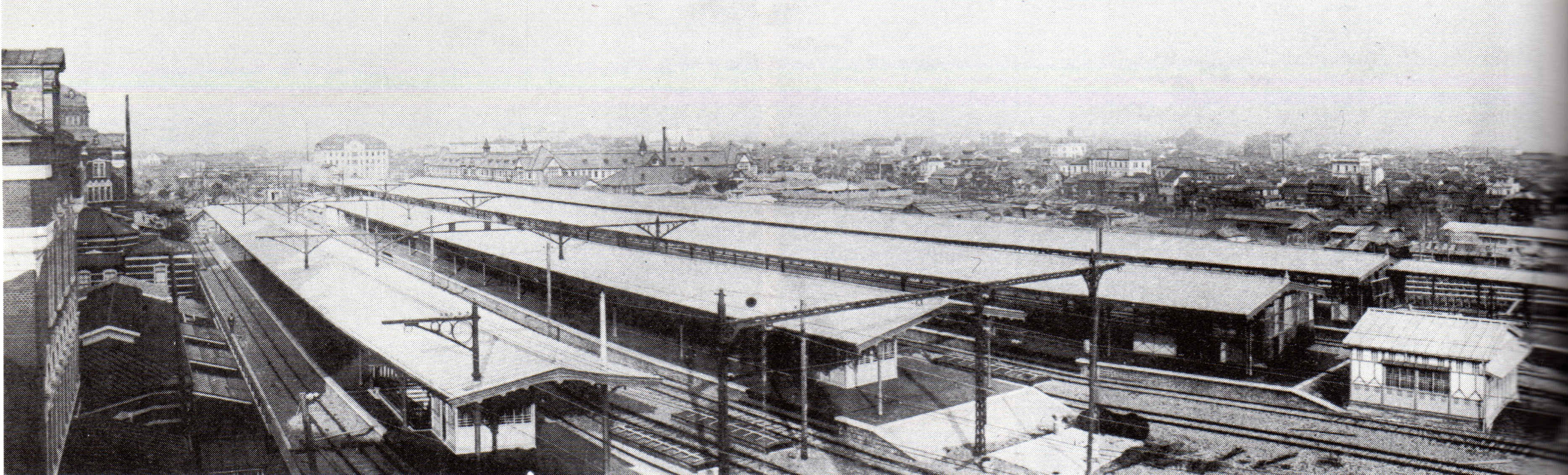
完成した直後の東京駅プラットホーム、手前が第1プラットホーム

中央停車場以北の建設については日本鉄道側の予算事情などによって先送りされることになり、まず官設鉄道の中央停車場以南の高架線が建設されることになった。この高架橋は複々線（4線）として建設され、そのうち2線を電車線と呼んで山手線と京浜線（後の京浜東北線）用に、もう2線を列車線と呼んで東海道本線と横須賀線用に用いることになった。1899年（明治32年）の地質調査から開始され、翌1900年（明治33年）に5つの工区に分けて着工した。しかし同年の義和団の乱（北清事変）や1904年 - 1905年の日露戦争など、戦乱による工事の中断が相次いだ。日露戦争後工事は再開され、さらに鉄道国有化により東京中心部の主要な鉄道はすべて国の手に帰したことから東京の鉄道網全体を国が責任を持って整備する体制が整った。1907年（明治40年）9月には煉瓦アーチ橋が、さらに1910年（明治41年）9月には架道橋の部分がそれぞれ全面完成した。部分完成した高架線を利用して、山手線の電車が1909年（明治40年）12月16日に品川から烏森（後の新橋）まで、1910年（明治41年）6月25日に有楽町まで、そして全面完成後の9月15日には現在の永代通りに面して建設された仮駅の呉服橋まで開通した。東京駅が完成するまでのおよそ4年間、山手線の電車はその工事中の構内を通り抜けて呉服橋駅に発着していた。
中央停車場については、1902年（明治35年）7月から高架橋の工事がまず始められた。駅舎についても、1908年（明治41年）3月25日に基礎工事が開始された。この時点で駅舎の設計そのものはすべて完了していなかったが、上部構造の概要が固まっていたことや、1912年（明治45年）に東京で万国博覧会「日本大博覧会」を開く計画があったことなどから、当局が工事速成を要望して設計完了前に着工されたものとされている。ただし博覧会については予算の超過や準備の遅延から結局中止となっている。
工事監督は金井彦三郎、基礎工事の指揮は今村信男、建築工事の指揮は小笠原鈅が担当した。建設を請け負ったのは関西を地盤とする当時新興の建設業者大林組で、指名競争入札により落札した。大林組としては、大阪電気軌道（現：近畿日本鉄道（近鉄））の生駒トンネルの工事と並んで、社業を発展させる二大工事と称された。大林組の工事は大変入念で、完成後に練達の検査官が検査をしても1つも欠点を発見できないと舌を巻いたほどで、鉄道院から褒状が送られている。基礎工事としては地表から3.6 mまで掘削したところに3.6 - 7.2 mの長さの松杭を60 cm間隔で合計11,050本打ち込み、その上に厚さ1.2 mの基礎コンクリートを打ち、さらに平鋼と丸鋼を格子状に並べたうえで再びコンクリートを打って完成させた。松杭は青森営林局から調達したもので、また鉄骨柱を建てる場所に礎石として配置した花崗岩は茨城県稲田産のものであった。鉄骨は一部八幡製鐵所（現：日本製鉄）製の国内産の他、イギリスおよびアメリカからの輸入鋼材が使用され、石川島造船所（後の石川島播磨重工業・現：IHI）が製作・組立を請け負った。1909年（明治42年）10月1日から1911年（明治44年）7月31日にかけて鉄骨の製作が行われ、現場での組み立ては1910年（明治43年）8月1日着工、1911年（明治44年）9月12日完成となった。使用された鋼材は約3,500トンに達する。壁体および床は1911年（明治44年）4月20日着工、1913年（大正2年）5月18日完成となった。煉瓦は構造用に日本煉瓦製造製のものを約767万個イギリス積みで、化粧用に品川白煉瓦製のものを92万7000個小口積みで使用し、目地の仕上げは覆輪目地とされている。他に、腰回り、入口、窓枠、車寄せ、馬車回り、柱形装飾などは花崗岩と擬石漆喰塗を混用した。皇室用の部屋は寄木張り、大理石敷き、白木格天井などで仕上げたが、一般用の部屋は1階に敷瓦・人工石敷・アスファルト敷、2・3階にコンクリート上に木造床、天井は漆喰塗などとなっている。屋根は銅板葺およびスレート葺で、スレートには宮城県雄勝産の約32万枚を用いている。南北の八角形大広間のドーム天井には、鷲の像や十二支をモチーフにしたレリーフ、兜や鎧など日本的なモチーフをデザインした装飾などが取り付けられている。電気工事、給排水工事、暖房工事などを含め、1914年（大正3年）12月15日に竣工となった。基礎工事の着手から6年9か月かかったが、設計が完了する前に基礎工事を始めてしかもそれが順調に進んだことから、基礎工事完了後設計が完了して建物の鉄骨組み立てが始められるまで1年1か月あまり工事が中断しており、実質的な工事期間は5年7か月あまりであった。
完成時の東京駅本屋は地上3階、地下1階建、建築面積約7800平方メートル、延べ床面積約2万3900平方メートルで、高さは地盤からドーム上面まで約34.8 m（避雷針を除く）、中央部の軒高は約16.7 m、長さは約335 mであるが南部の斜めに折れ曲がっているウィングを除くと約270 mであった。使用した材料は煉瓦926万6500個、セメント2万8843樽、花崗岩8万3395切、鉄材3500トン、木材1万8200尺、松丸太1万1050本に上った。作業員は延べ74万7294人で、1日平均300人強が働いていたがもっとも現場が忙しい時期には1000人近くが働いていた。工事中に4人が転落事故で亡くなっている。工費は「東京停車場建築工事報告」で集計の時点で282万2005円で、その当時工事中であったステーションホテルの費用約16万円を含めると約298万円に達した。正面から向かって右側（南側）の八角大広間は乗車口で、出札口、一等待合室、一二等婦人待合室、二等待合室、三等待合室、手荷物一時預所及鉄道案内所、小手荷物受取所、食堂、駅長室及事務室などが設置され、また駅舎背面の付属建物の中に一二等用便所洗面所、三等用便所洗面所、公衆電信電報郵便取扱所、物品販売店などが置かれていた。一方正面から向かって左側（北側）の八角大広間は降車口で、待合室、婦人待合室、小手荷物交付所、手荷物一時預所及鉄道案内所、公衆電信電話所、小手荷物倉庫、駅舎背後の付属建物に便所が置かれていた。中央部の皇室口の中には玄関広間、広間の両側に2か所の待合室、休憩室、また階段の上にも待合室が2室用意されていた。この皇室口の北側に隣接して電車用の降車口（電車降車口）がある。また左右それぞれ1か所ずつ、駅舎を貫通して背後に到達する車道があって、資材の搬入に使えるようになっていた。南側の車道の脇に東京ステーションホテルの入口があり、中央より南側の2階・3階はその客室などに使われていた。中央より北側の2階・3階および1階の大半は駅務室であった。地下室は北側と南側にあり、暖房用や給湯用のボイラーがあり、南側にはこの他に調理室、洗い場、食品保管庫などが設けられていた。
プラットホームは西側（丸の内駅舎側）に電車発着用の2面、東側（現在の八重洲側）に列車発着用の2面が用意された。このうちもっとも西側（丸の内駅舎側）の電車用1面のみ幅が30尺 (9.1 m) で、他は40尺 (12.1 m) 用意された。当時としては非常に広いプラットホームで、これは天皇行幸時の歓送迎の儀式に必要な大きさから決められたものであった。長さは電車用が492尺 (149.1 m)、列車用が775尺 (234.8 m) あった。乗車口・降車口・電車降車口と結ぶ3本の通路が高架下に通り、またこれとは別に皇室口から特別通路が設けられていた。さらに手荷物運搬用の通路や、東京中央郵便局と連絡する郵便物運搬用の地下通路なども設けられていた。この他構内には客車用の留置線、洗浄線、検査修繕設備、機関庫などが配置されていた。駅舎や高架線、プラットホーム、通路などを含めた中央停車場の総工費は407万1210円と集計されている。
皇居の真正面に駅が建設され行幸道路により直結され、また駅舎の中央に皇室口が設けられたことなど、完成した東京駅は「国家の中心駅」「天皇の駅」としての位置づけが強く打ち出されたものとなった。それは、利便性を無視して乗車口と降車口が200 m以上も離れたところに配置され、さらに当時の東京市街の繁華街であった日本橋に近い現在の八重洲側には出入口が設けられず、旧八重洲橋も不要として取り壊したことにも表れていた。これは当時としても批判を招き、当時新進の建築家であった遠藤新は、皇室口が中央にあるために建物内の有機的な連絡を欠き、各部分が自己主張をしてまとまりがないと痛烈な批評を加えている。実用性を無視した設計は、東京駅の利用客の急増が予想をはるかに上回るものだったとはいえ、完成して十数年で駅の機能が行き詰まることにつながり、以降絶えず改築工事が続けられるということになった。これは1937年（昭和12年）完成の名古屋駅が完成後60年以上にわたって大きな手を加えずに供用され続けたことに比して、少なくとも駅舎としての東京駅は失敗作との評価がなされている。

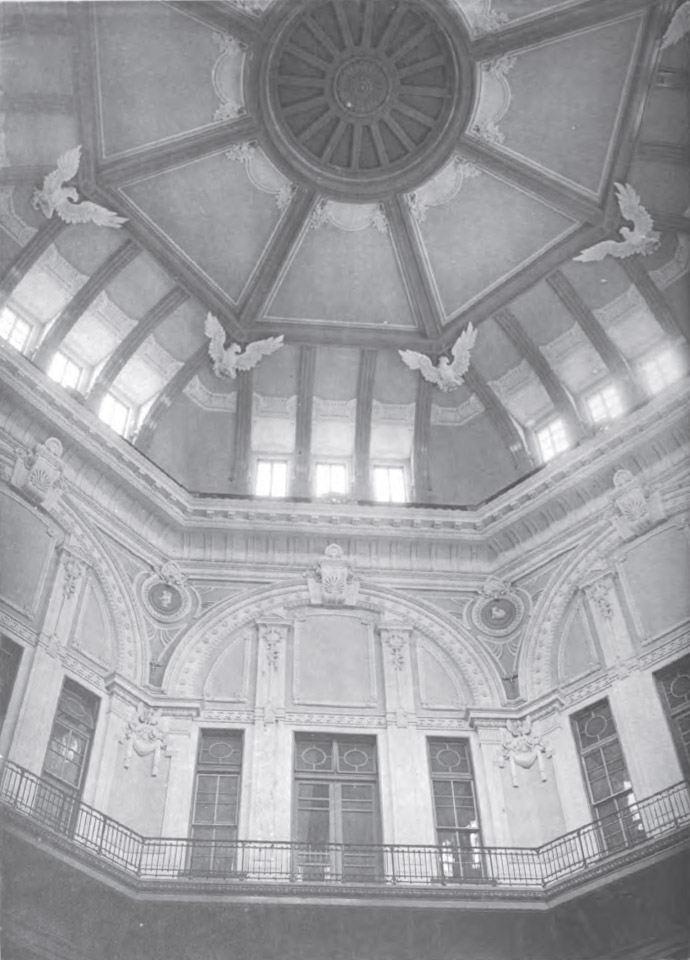
丸の内駅舎のドームの天井、完成時
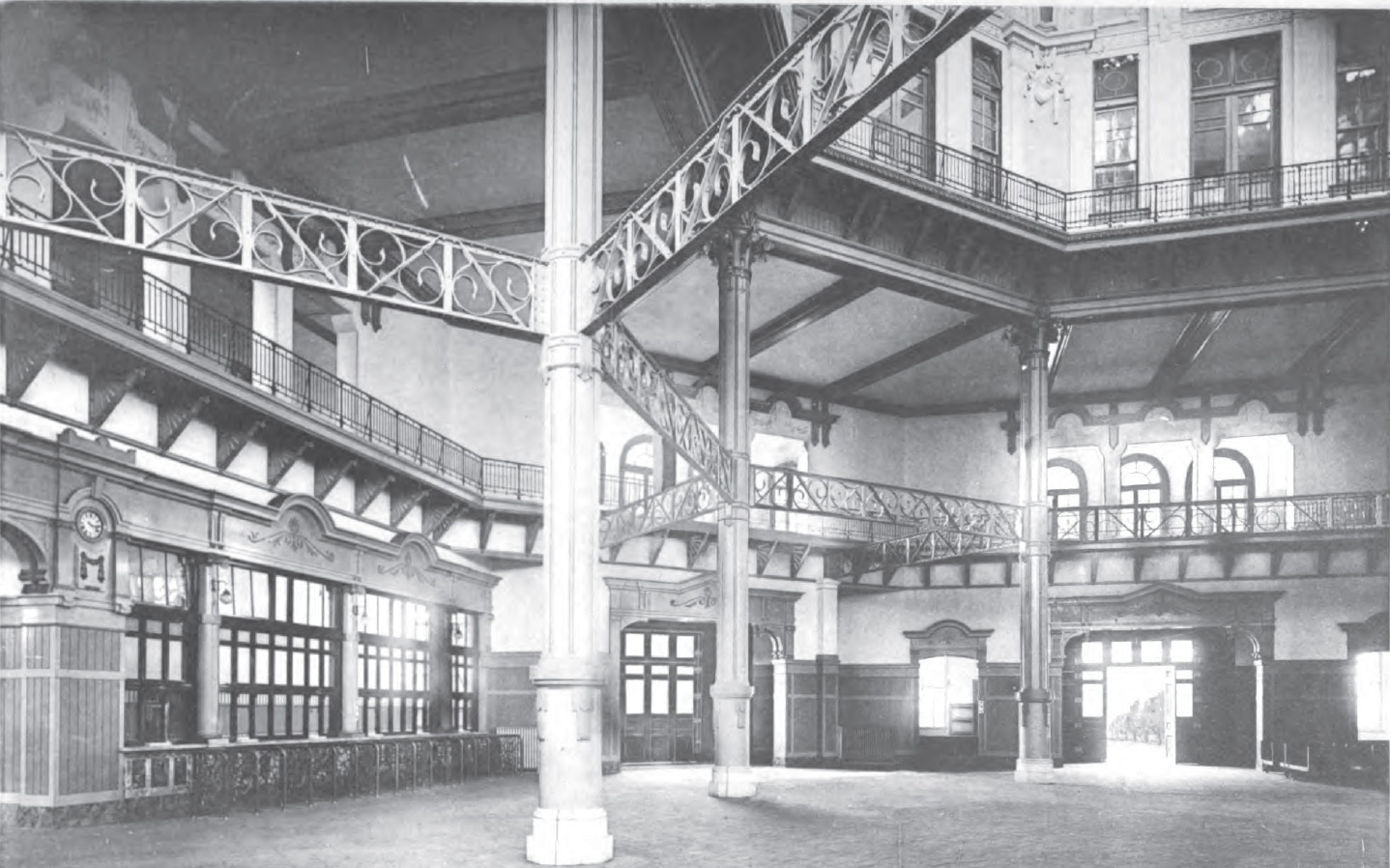
乗車口（丸の内南口）の広間
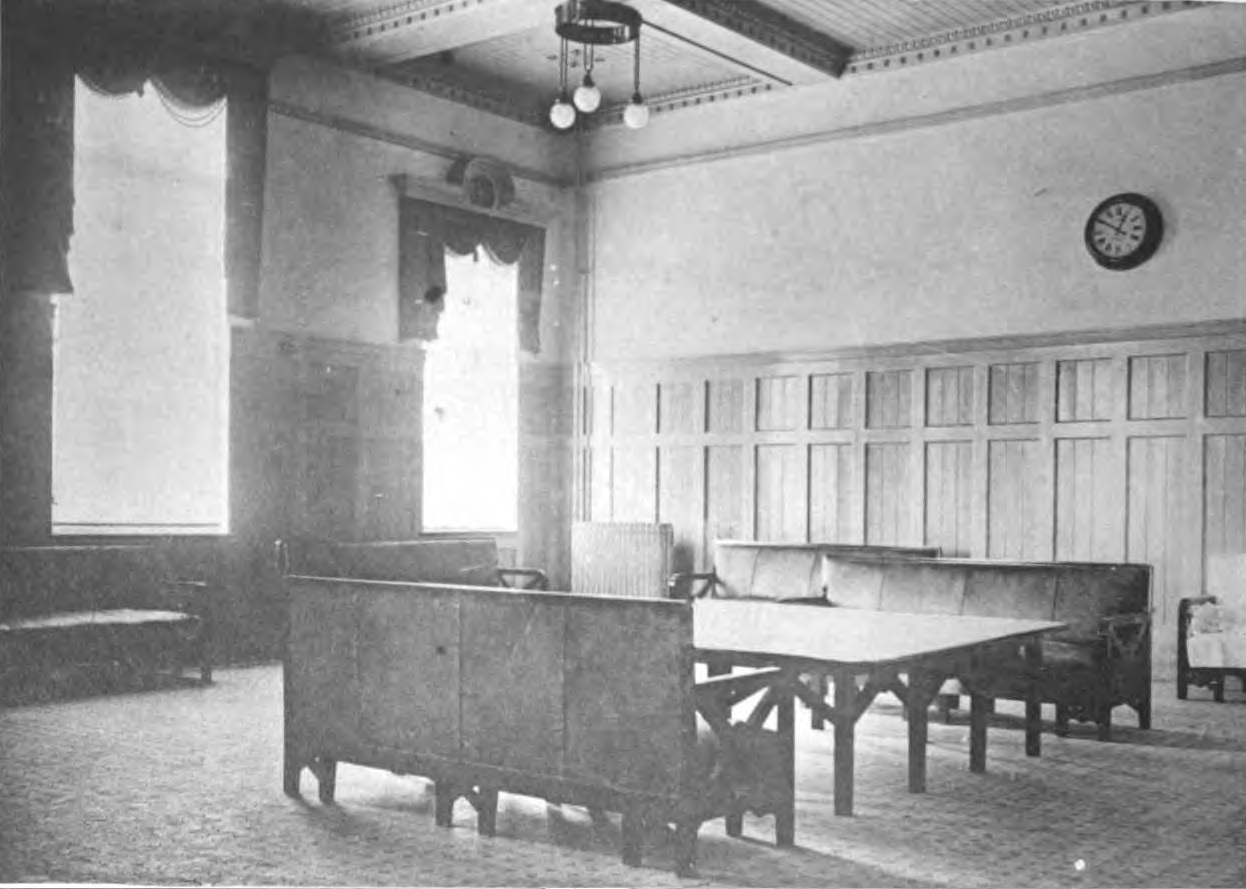
一等待合室
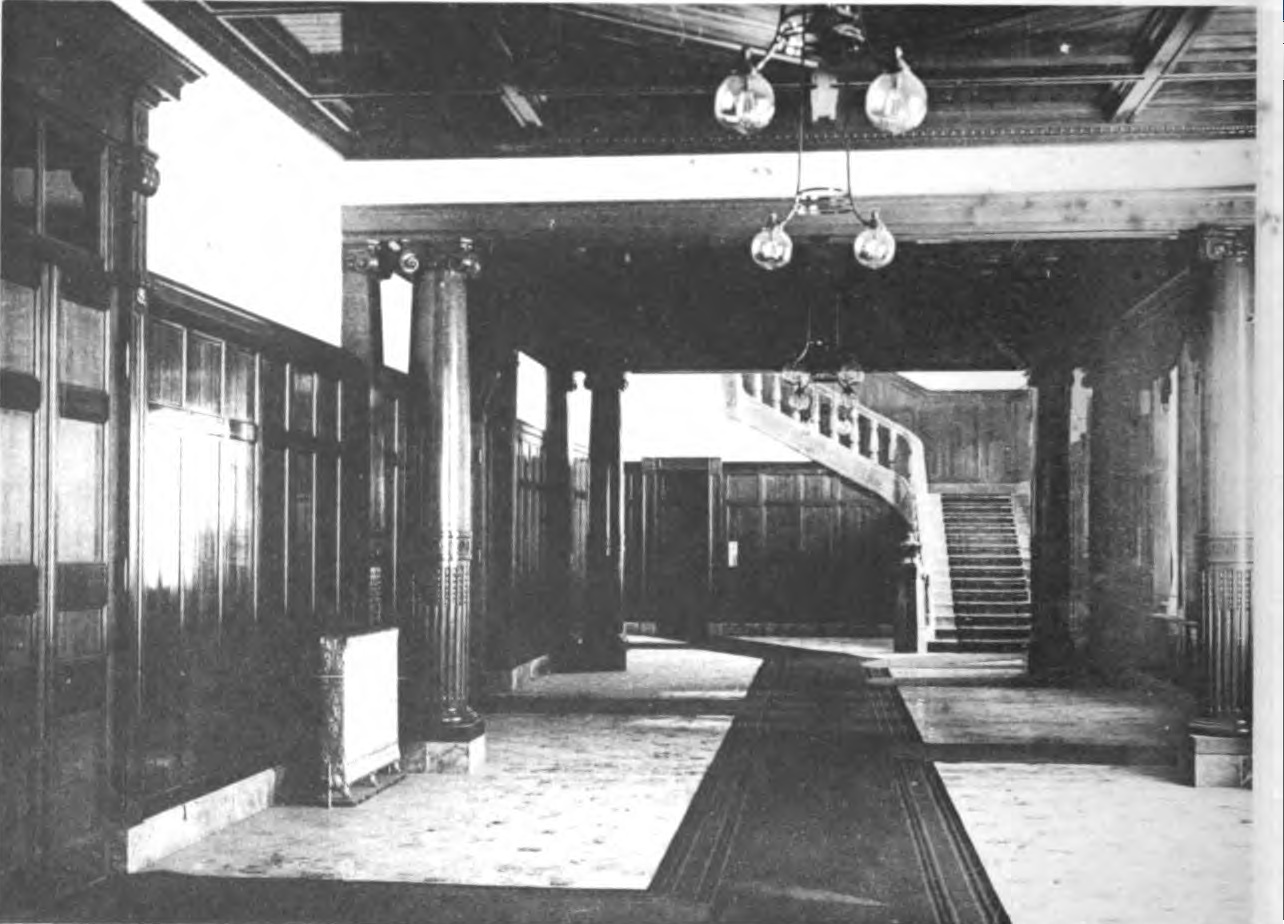
皇室用通路
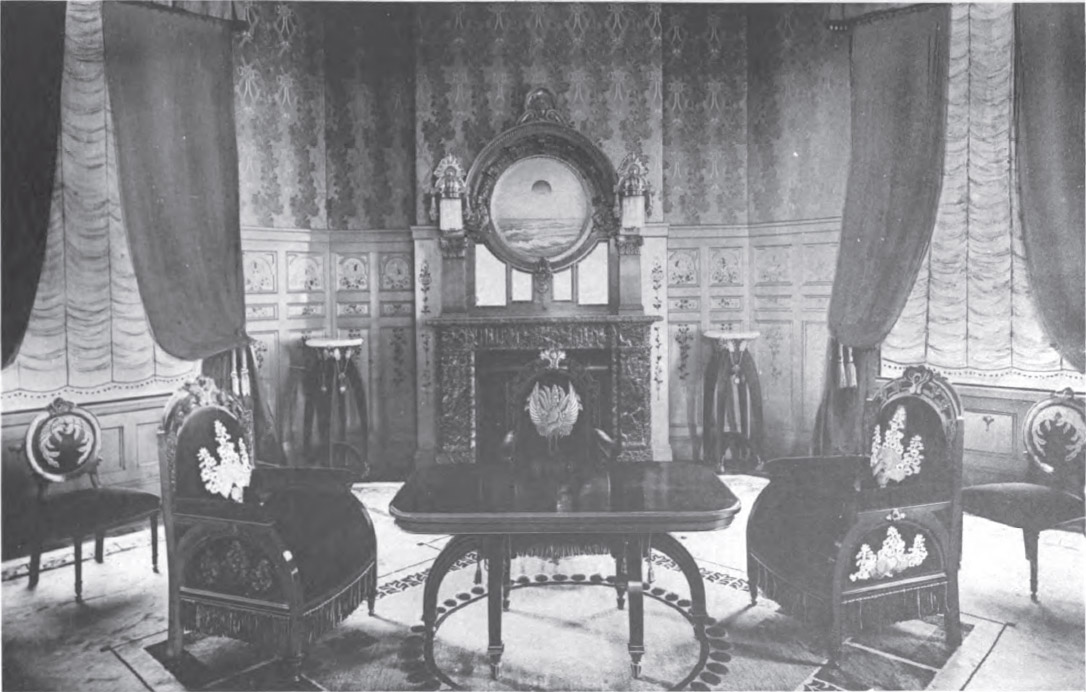
皇室用待合室

### 開業と初期のトラブル

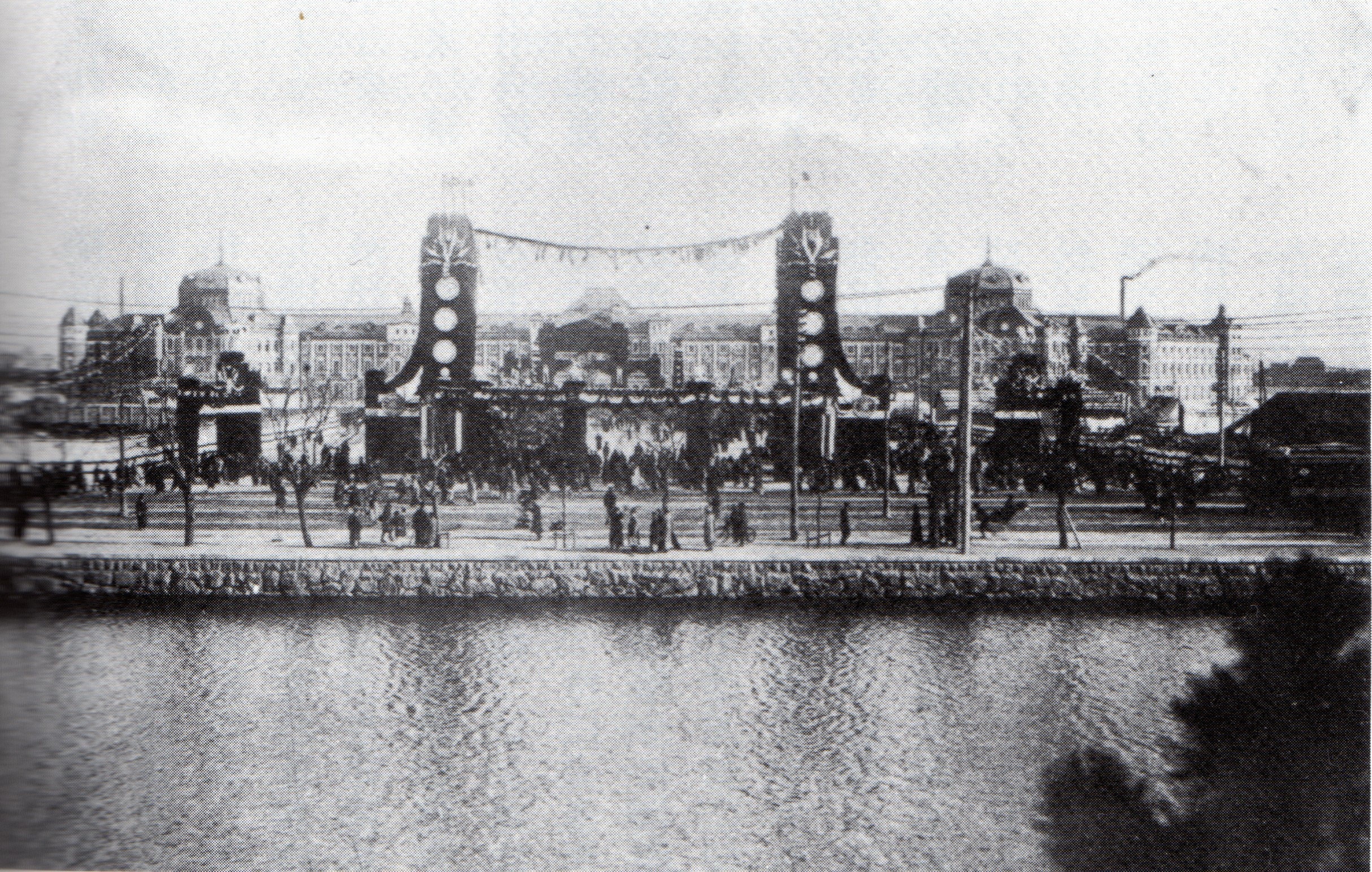
東京駅開業記念式典

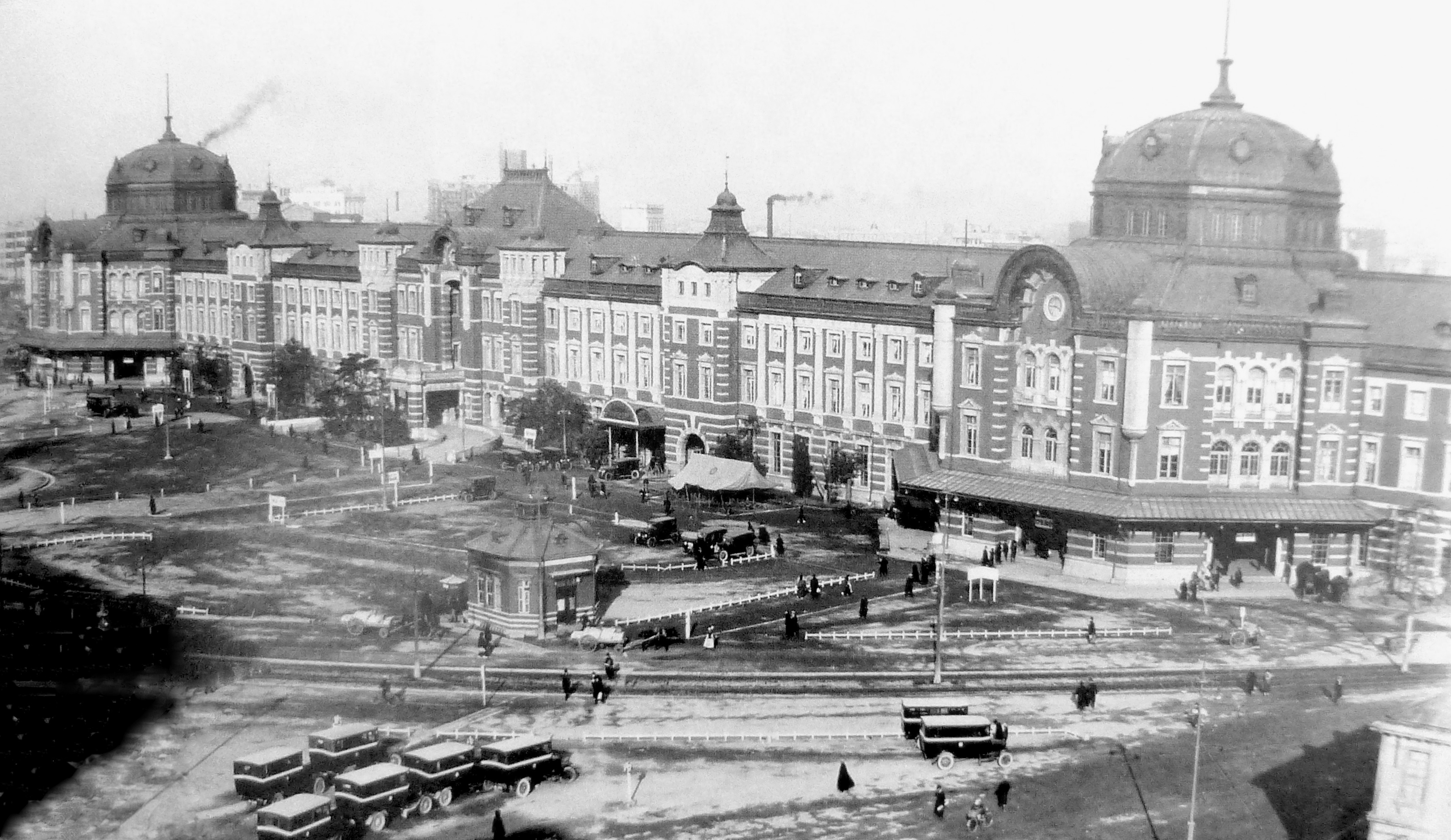
東京駅、大正３年

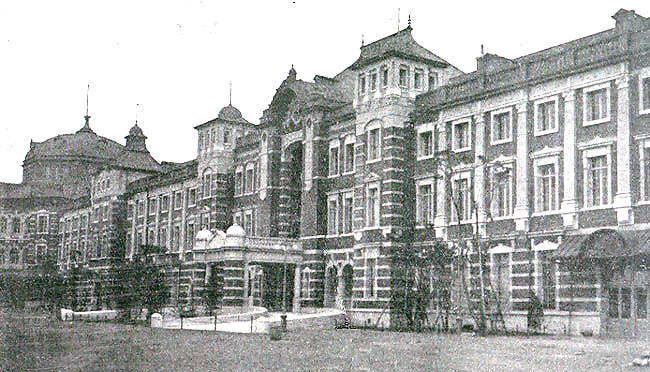
竣工当時の東京駅（前庭より）

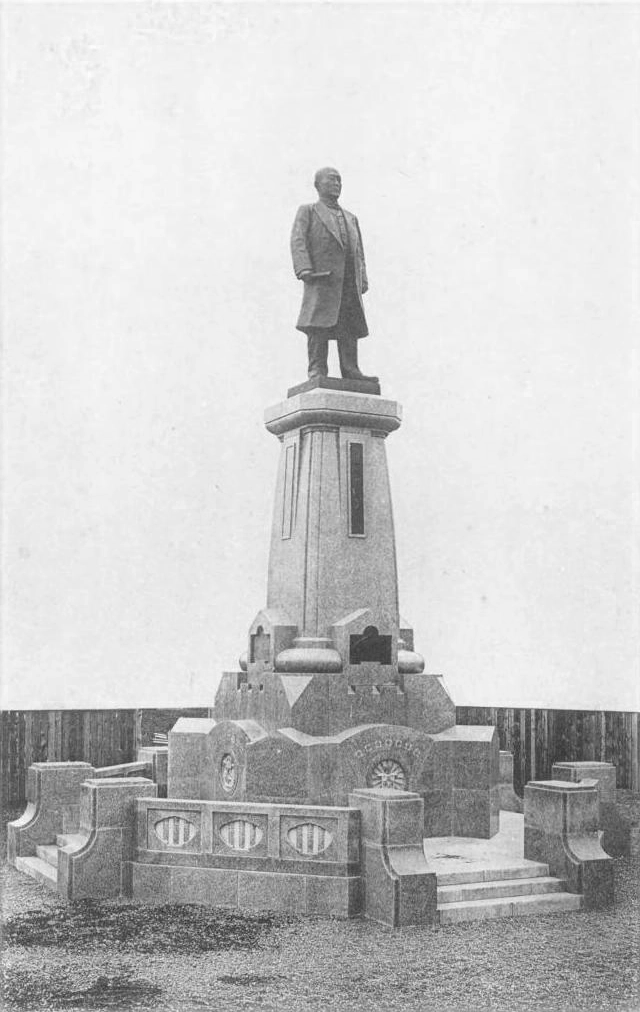
東京停車場前建立 井上勝銅像（1914年）

東京駅は建設段階では中央停車場と称されていたが、開業が迫りその名前をどうするかが問題となった。東京にはいくつもの駅があるので、中央停車場のみを東京駅と称するのは問題がある、諸外国の例を見ても中央駅とすべきである、という主張もあったが、地方の人にとっては東京駅の方が分かりやすいという主張もあった。東京駅の名を提案したのは当時の鉄道院文書課長の中川正太であったとされる。結局開業まで2週間ほどしかない1914年（大正3年）12月5日にようやく鉄道院総裁達第113号により、中央停車場を東京駅とすることが正式に発表された。
12月18日には、来賓を招いて開業記念式典が開催された。鉄道院は2,345名に招待状を出し、出席は1,508人であった。当初は大正天皇の臨幸を仰ぐ計画もあったが、即位大典の直前であるという理由で中止となっている。開業式では鉄道院総裁の仙石貢や内閣総理大臣の大隈重信、東京市長の阪谷芳郎らが祝辞を述べている。また折から日本は第一次世界大戦に参戦したところであったが、青島の戦いを指揮した神尾光臣中将が凱旋して皇居に参内することになり、開業式に合わせて東京駅に到着することになった。そこで鉄道院は前日夕方に大阪を出る列車に乗って上京した神尾中将に品川駅で降りてもらい、当時最新の電車に乗り換えて東京駅に送り込むことを策した。10時30分に予定通り神尾中将は東京駅に到着し、関係者からの歓迎を受けた。
こうして開業式の日程を無事に終えたが、その後東京駅開業と同時に横浜との間で運転を開始することになっていた京浜線（現・京浜東北線）の新鋭電車に来賓を乗せて横浜の高島町駅（現在の横浜駅と桜木町駅の間付近に存在した仮駅）まで往復する試乗会を行ったところ、不具合で大混乱をきたすことになってしまった。新しい試みの多い新形電車であったにもかかわらず試運転が不十分で、突き固めの十分でない新しい線路に重い車両を走らせたため線路が沈下し、パンタグラフと架線が合わなくなったり、架線にパンタグラフが引っかかったりして、来賓を乗せた電車はあちこちで立ち往生してしまった。結果的に横浜まで40分のふれこみのところが2時間以上も要することになり、面目を失った鉄道院は翌12月19日の朝刊に謝罪広告を出す羽目となってしまった。これに関して、石丸重美技監らが責任を問われて馘首されたとする説が広く流布しているが、当時の人事的な争いも絡んだもので、京浜線電車問題だけの責任ではないとされる。後に石丸重美は副総裁として復職し、今度は報復人事を断行している。またこの事件により、予定されていた関係者の叙勲が取り止められている。
こうした混乱もあったが、開業式の2日後の12月20日から東京駅は正式開業し、一般に営業を開始することになった。同時に呉服橋駅は廃止となり、また鉄道開業以来の始発駅であった新橋駅は旅客営業を廃止して汐留駅となった。高架線の上で営業していた烏森駅が代わって新橋駅となっている。12月20日0時23分発の下り列車をもって旧新橋駅は営業を終了し、非番の駅員まで召集して総出で備品類を特別列車に積み込んで東京駅への引越しを行い、5時20分の東京駅始発列車を迎えている。こうしたこともあり東京駅開業時の駅員は旧新橋駅勤務の駅員が中心で、駅員総数283名であった。初代駅長を務めたのも旧新橋駅長を1895年（明治28年）から長く務めていた高橋善一であった。また営業開始に際して東京駅発行の第1号乗車券は、売った駅員も買った乗客も姓が川端だったという偶然があった。
開業当初は1日の平均乗降人員は9,500人程度に過ぎなかった。丸の内のオフィス街は未完成で、周辺の交通機関も未整備だったためである。当時勤務していた駅員は、終列車が出るとシーンとして気持ちが悪いくらいだったと語っている。何もない原っぱの中に壮大な駅舎が立ち、夜になると周囲は真っ暗といった状況であった。
乗客の多くは下車後の便の良い新橋駅を使っていたが、東京駅の利用者を目当てに人力車の車夫が組合（最盛期500人規模）を結成。「駅周辺には何もないが人力車はある」との話が広まり、駅の利用者も徐々に増えていった（やがて人力車はタクシーに替わり1938年に組合は解散している）。開業時のダイヤは、1912年（明治45年）6月15日に初めて新橋 - 下関間に特別急行列車（特急）の運転が開始されたときのものが基本となっており、特急は1往復のみ、急行も5往復に過ぎなかった。
正式開業以来、第1プラットホームは山手線用、第2プラットホームは京浜線（現・京浜東北線）用、第3プラットホームは長距離列車の到着用、第4プラットホームは長距離列車の出発用として使用された。しかし、京浜線は前述のトラブルにより、12月26日から運転休止となり、入念な整備を終えて翌1915年（大正4年）5月10日からようやく運転を再開した。
丸の内駅舎にはホテルが併設された。当時のホテルは外国人客が中心で、外国人訪日客数の増減により損益の浮き沈みの激しい事業となっていた。一方で大型客船が入港するとその乗船客を受け入れるホテルが不足し、訪日客の増加を図る上でホテルの増設は課題となっていた。しかし国鉄がホテルを運営する必要はないという反対の動きもあり、駅舎内のホテル設置はその是非と規模を巡って二転三転することになった。結局東京駅開業直前にホテル設置が正式決定したためホテルの工事は遅れ、駅開業時点では食堂関連設備のみが完成していた。鉄道院は当初ホテルを直営にしたい意向を持っていたが、鉄道院総裁が替わるうちにホテル反対論もでてきたために、築地精養軒に委託されることになった。これは「宿泊は帝国、料理は精養軒」と当時の業界で言われており、ホテルだけで経営していくのは難しいだろうとの予測から、食堂の営業利益で補填を行わせることを考えたものだとされる。東京駅の開業式典においては完成していた食堂関連設備を利用して来客への祝宴料理の提供を行い、また12月20日の開業から1階の食堂は営業を開始した。宿泊部門は1915年（大正4年）11月2日に東京ステーションホテルとして営業を開始している。

### 中央本線乗り入れ・山手線環状運転開始・東海道本線電化

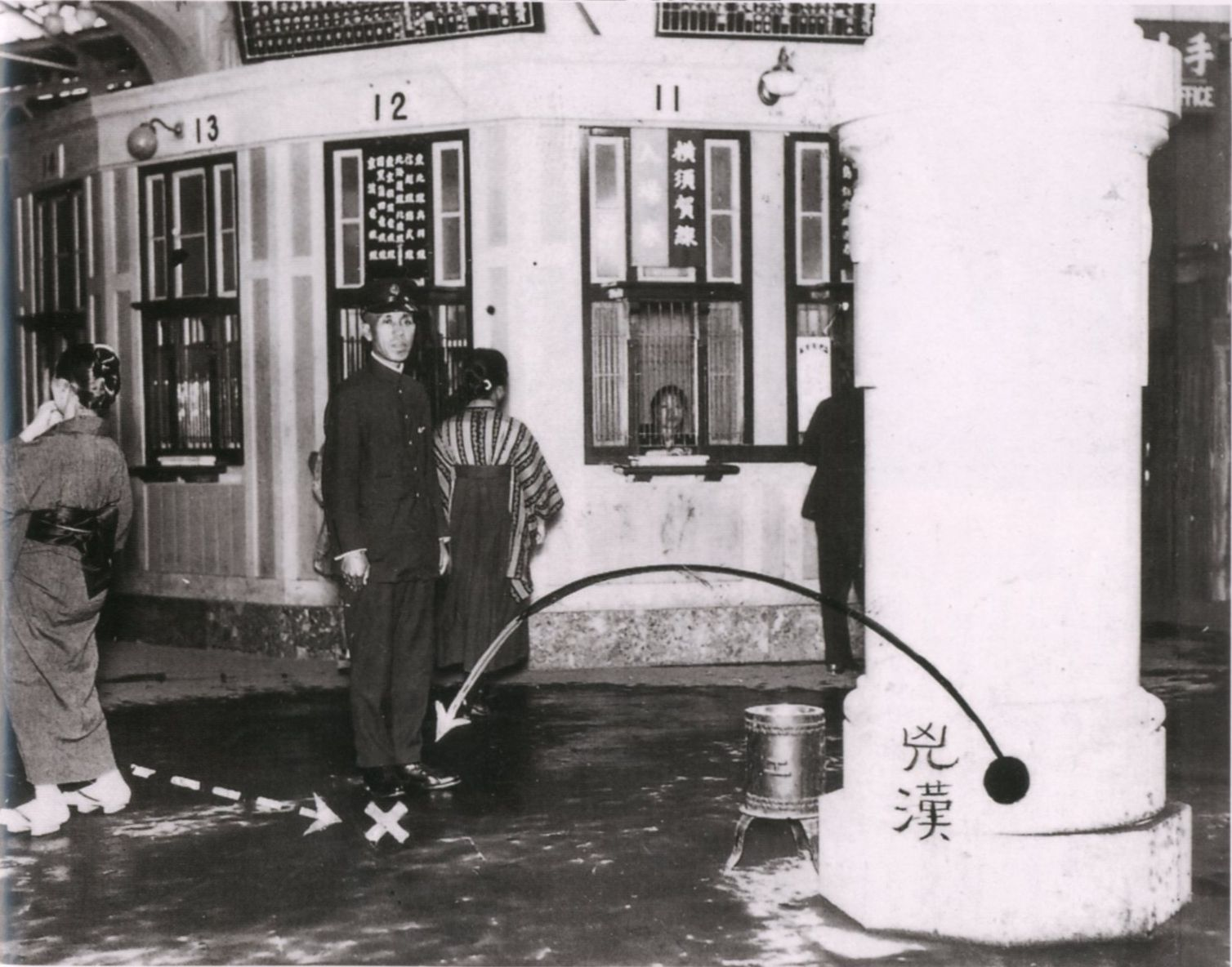
原敬首相暗殺事件直後の現場

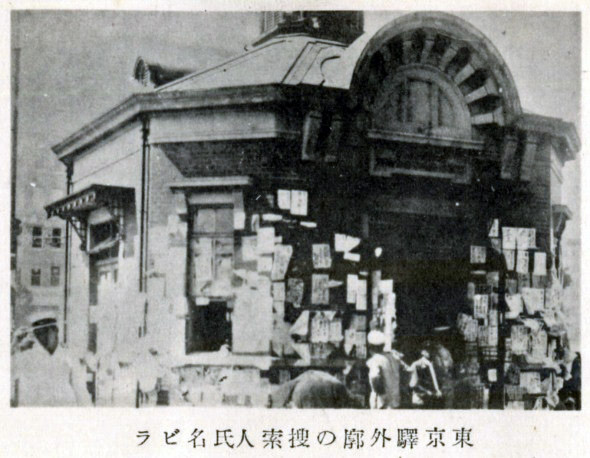
関東大震災直後、尋ね人のビラが貼られた東京駅警備巡査派出所（1968年、解体。1972年、博物館明治村に移築）

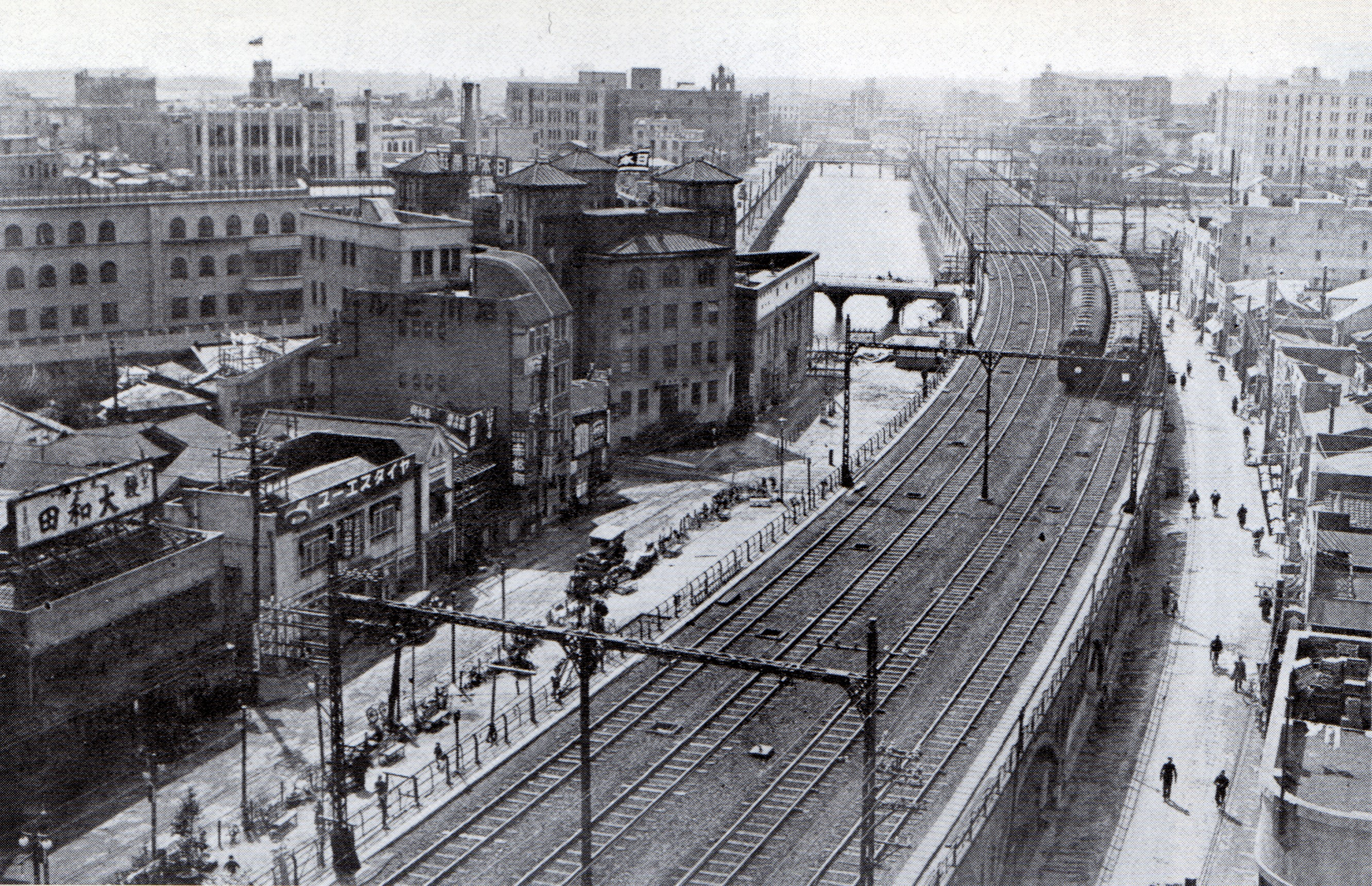
電化された東海道本線の東京付近、右側の線路を走っているのは山手線・京浜線の電車

東京から西へ延びる鉄道を営業していた甲武鉄道もまた鉄道国有化の際に買収され、国鉄の中央本線となっていた。甲武鉄道はもともと都心への乗り入れを希望しており、飯田町駅からさらに東へ、御茶ノ水駅、そして万世橋駅へと順次延長工事を進めていた。延長工事中に買収され、国鉄が工事を引き継いだ。当初から計画されていた東京 - 上野間の高架線に加えて、中央線に連絡する東京 - 万世橋間の工事が必要となったが、城西方面の発展が著しいことからこちらを優先することになった。この際に東京と神田の間では上野への線路の基礎工事を同時に施工している。東京 - 万世橋間は1915年（大正4年）11月に着工された。東京駅より南側の高架橋は煉瓦アーチ橋で建設されたのに対して、この区間は当時最新の鉄筋コンクリートアーチ橋とされたが、外観を揃えるため表面にのみ煉瓦を貼り付けて煉瓦アーチ風に仕上げられている。1919年（大正8年）3月1日に中央線の東京駅乗り入れが開業し、東京駅は中央本線の起点ともなった。ただし東京駅へ乗り入れてきた中央線は近距離電車のみで、長距離列車は飯田町駅発着のままであった。中央線は山手線と直通し、上野 - 田端 - 池袋 - 新宿 - 品川 - 東京 - 御茶ノ水 - 新宿 - 中野という、ひらがなの「の」の字を描くような運転が行われ、「の」の字運転と呼ばれた。
20世紀前半には、日本国の首班に対するテロリズムの舞台にも2度なっている。
1921年（大正10年）11月4日、政友会京都支部大会に出席するために当時の首相原敬が乗車口へ向かっていたところ、大塚駅員の男に襲撃され暗殺された（原敬暗殺事件）。暗殺現場（丸の内南口ホール内）の壁に概要を記したプレートが、床にマークが打ち込まれている。
1930年（昭和5年）11月14日、当時の首相濱口雄幸は岡山県における陸軍特別大演習陪観のために9時発の「燕」に乗車するため第4プラットホームを歩いていたところをピストルで狙撃された。濱口はこの時の傷が元になり、翌1931年（昭和6年）8月26日に亡くなった。この現場にも印が打ちつけられた。その後の改築工事により階段の踊り場となった。現在は、直下にあたる中央通路の新幹線中央乗換口付近の柱に概要を記したプレートが、床にマークが打ち込まれている。
1923年（大正12年）9月1日、関東大震災に見舞われた。丸の内駅舎にはまったく被害が無かったが、ホームの上屋などが一部倒壊した。また火災が延焼してきて、東京駅付近には夜間に北東側から火災が迫ってきた。ちょうどその頃鉄道省の仮庁舎が駅の北東側にあり、これは焼失してしまった。火炎が迫る中で駅員は必死の消火・延焼防止活動を行い、どうにか東京駅への延焼は食い止めることができた。およそ7000人の避難者が駅舎やホーム、停車中の列車内などに避難している。9月4日の山手線を皮切りに順次運転を再開したが、当面救援のための無賃輸送の扱いがとられ、通常の有償営業に戻ったのは9月21日、東海道本線の全線再開は10月28日になった。東京駅とともに丸の内ビジネス街も延焼を免れたため、震災後急激に発展していくことになった。また行幸道路は東京駅開業時に堀端まで完成していたが、震災復興事業に際して外苑内までの延長が行われ、街路樹や街灯なども統一して整備されて、いよいよ「帝都の玄関」「天皇の駅」としての性格が強調されることになった。
ルムシュッテルの提案以来、山手線を環状運転させる構想はそのままになっていたが、ようやく1920年（大正9年）に残る東京 - 上野間が着工された。これにより1925年（大正14年）11月1日に東京 - 上野間が開通して山手線の環状運転が開始され、東京駅が東北本線の起点となった。また京浜線電車も上野まで延長運転されたが、東北本線に乗り入れても京浜線の名前のままであった。次第に東北本線方面へ延長されるにつれて、京浜・東北線や東北・京浜線などの愛称が見られるようになり、1949年（昭和24年）10月1日の電車への「京浜・東北」の線名札表示でほぼ京浜東北線の名が定着することになった。この東京 - 上野間の電車運転開始による利便性の向上は著しく、郊外と都心の間での輸送量は激増し、結果的に混雑緩和のために八重洲口の開設の契機となった。こうした混雑対応の一環として、環状運転を開始する少し前の1925年（大正14年）9月15日に第1・2プラットホームを延長して降車通路へ降りられる階段が造られ、代わって電車口は閉鎖となった。また中央線が第1プラットホームで折り返し運転をすることになった関係で、丸の内駅舎側の南側に鉄筋コンクリートアーチ橋を50 mほど既設線に腹付で増設して中央線の引き上げ線を建設した。東京駅より北側に用意されていた4線分の高架橋もこの時点で電車用に使用されて埋まったため、東海道本線列車用の引き上げ線を敷設するアーチ橋約196 mを建設している。中央線と山手線を直通する「の」の字運転は、東京駅構内の配線変更などに伴って山手線環状運転を開始する前の4月25日限りで中止となった。この環状運転開始で、中央線は1・2番線（第1プラットホーム）を使用するようになり、3・4番線（第2プラットホーム）を山手線・京浜線、5・6番線（第3プラットホーム）を横須賀線発着と東海道本線到着、7・8番線（第4プラットホーム）を東海道本線出発という使い分けになった。
この時点で東京 - 上野間に開通したのは電車用の複線のみで、引き続き工事が続けられて列車用の複線が1928年（昭和3年）4月1日に開通した。これによりルムシュッテルが考えたように、東海道本線の列車を尾久の車両基地に、東北本線の列車を品川の車両基地に収容させ、この間の品川、新橋、東京、上野の4駅に双方の列車を運行することで利便性を向上させようとする計画を実現可能な線路ができあがったが、しかしこの相互乗り入れに関しては反対があった。東北本線はほとんどが単線であり、冬期に積雪による遅れも多かったため、複線化・自動信号化が進んで運行の弾力性が東北本線と比べ物にならない東海道本線と直通させて、東北側の遅延が東海道側に波及することを恐れたためであった。結果的にこの列車用の複線は、回送と引き上げ目的のみに使われることになり、ルムシュッテルの構想は実現しなかった。第二次世界大戦前にこの線路を走った営業列車は、上野と成田を結ぶ列車の品川までの臨時延長運転程度であったとされる。
八重洲口については、木造の長い跨線橋を造って乗車通路と結ぶことで1929年（昭和4年）12月16日に開設されたが、当初は八重洲側では近距離の電車区間のみ乗車券を発売していた。この跨線橋は、八重洲側にあった車両基地の線路群を横断するもので、木造の仮設としたのは当時すでにこの車両基地を郊外へ移転させてホームを増設する構想があったためであった。八重洲側には当時まだ外堀が残っており、関東大震災の復興事業に合わせてこれを渡る八重洲橋を建設して1929年（昭和4年）6月に完成し、この橋に接続して八重洲口が開設された。跨線橋はその後第5ホームの増設工事に伴って降車通路への接続に変更されたが、当初の予想より長く使われ続け、1952年（昭和27年）9月1日に新通路に切り替えられるまで使用された。
東京駅では開業以来、山手線・京浜線・中央線は電車による運転であったが、東海道本線・横須賀線は蒸気機関車による運転であった。しかし世界的な電化の流れもあり、1925年（大正14年）12月13日に東海道本線東京 - 国府津間、横須賀線大船 - 横須賀間の電化工事が完成した。同日よりまず横須賀線から電気機関車による試運転が開始された。この時点では蒸気機関車と重連運転とする「電蒸運転」であったが、翌1926年（大正15年）4月21日から電気機関車のみの重連運転、8月2日から通常の単独運転となった。さらに8月25日に東海道本線でも国府津までの試運転が行われ、1927年（昭和2年）5月11日から湘南方面の列車すべてが電気機関車運転に、さらに7月1日に東京 - 国府津間の急行列車も電気機関車運転に切り替えられ、これにより東京駅には、入換機関車を除いて蒸気機関車の発着が無くなった。さらに横須賀線についていえば、1930年（昭和5年）3月15日から電車による運転に切り替えられている。
1923年（大正12年）7月1日から東京 - 下関間に三等車を連結した特別急行列車第3・4列車の運転が開始され、特急が2往復となった。しかし当時は特急であっても愛称は付けられていなかった。昭和初期の不況対策として、国民に対して鉄道に親しんでもらうことを狙い、愛称を一般から公募して一・二等特急を「富士」、三等特急を「桜」とし、1929年（昭和4年）9月15日より運転を開始した。さらに1930年（昭和5年）10月1日からは東京 - 神戸間に特急「燕」の運転を開始した。これは従来の特急に比べて2時間30分の時間短縮であった。東京 - 国府津間は既に電化されていたものの、機関車交換の時間を節約するため、東京駅からC51形蒸気機関車が牽引した。1934年（昭和9年）12月1日に丹那トンネルが開通して沼津までが電化区間となり、これにより「燕」も沼津まで電気機関車で牽引されるようになった。
東京ステーションホテルはこれまで精養軒が営業委託を受けてきたが、1920年（大正9年）の台風で上野精養軒が倒壊し、さらに関東大震災で築地の精養軒も焼失するなど災害が相次ぎ、その経営が悪化してきた。これに伴いステーションホテルもサービス低下が指摘されるようになり、そのうち従業員との争議まで起きるようになってきた。こうしたことから鉄道省は精養軒への営業委託を打ち切ることを決め、1933年（昭和8年）10月末限りで契約解除となった。鉄道省はホテルを直営とする方針を固め、什器や調度類を買い上げ、従業員も引き受けた上で、新たな支配人を配置して同年12月27日、東京鉄道ホテルとして再出発した。新しい支配人の従業員教育はうまくいき、サービスが改善されて稼働率が急上昇し、大きな利益を上げることができるようになった。
1934年（昭和9年）10月13日、東京駅出札口の収入金が差し押さえを受けるという珍事件が発生した。神田付近での高架線用地の買収を巡って地主と裁判になり、鉄道省側が8955円50銭の支払い命令を受けていたが、その支払いの延期手続きがなされていたのに気付かずに執行官が執行命令書を持って東京駅を訪れて収入金の差し押さえを始めたものであった。途中で支払い延期手続きがなされていたことが判明して収入金は結局返却され、裁判所側は非常識で強引な執行を以降は取り締まると遺憾の意を表明して落着した。

### 線路とプラットホームの増設計画
東京駅に発着する列車は、開業当初東海道本線が上下52本、横須賀線が上下28本であったが、1935年（昭和10年）にはそれぞれ上下104本、上下98本へと増加した。これに加えて回送列車の運転もあり複線では運転本数の限界に達していた。さらに山手線・京浜線電車も当初は2 - 3両程度の電車が15分おきに発着していたものが、この頃には5 - 8両連結の電車が1分40秒間隔で運転されるようになり、それでもラッシュ時には混雑率が200パーセントに達するという状況であった。開業時1日平均9,500人であった乗客数は、1934年（昭和9年）調査では1日平均列車客9,733人、電車客110,691人と12倍強に増加し、駅の開業から20年でほぼ限界に達していた。さらに満州事変に伴う軍需景気などで輸送量は増加の傾向にあったことから、1935年（昭和10年）の計画で東京駅の改良工事に着手することが議会の承認を受けた。
この東京駅改良計画では、八重洲側にあった車両基地を郊外へ移転させ、その跡地に第5から第7の3つのプラットホームを増設することになっていた。さらに東京と田町の間で2線を増設して都合6線にすることも計画に含まれていた。この線路増設はいずれ必要になると以前から見込まれていたため、必要な土地は関東大震災復興事業の際に鉄道当局から帝都復興院に委託して買収を進めてあり、この時点ですでに買収が完了していた。1918年（大正7年）2月15日に既に田町 - 品川間では京浜線と山手線の線路が分離され、東海道本線と合わせて都合6線になっていたので、この工事が完成すれば東京から品川までが6線になることになる。1940年（昭和15年）に東京でオリンピックと万国博覧会が計画されていたため、これに間に合わせることを目標に工事に着手された。しかし戦争の激化に伴いオリンピック・万国博覧会は中止となり、増設計画も大幅に遅延・縮小することになった。

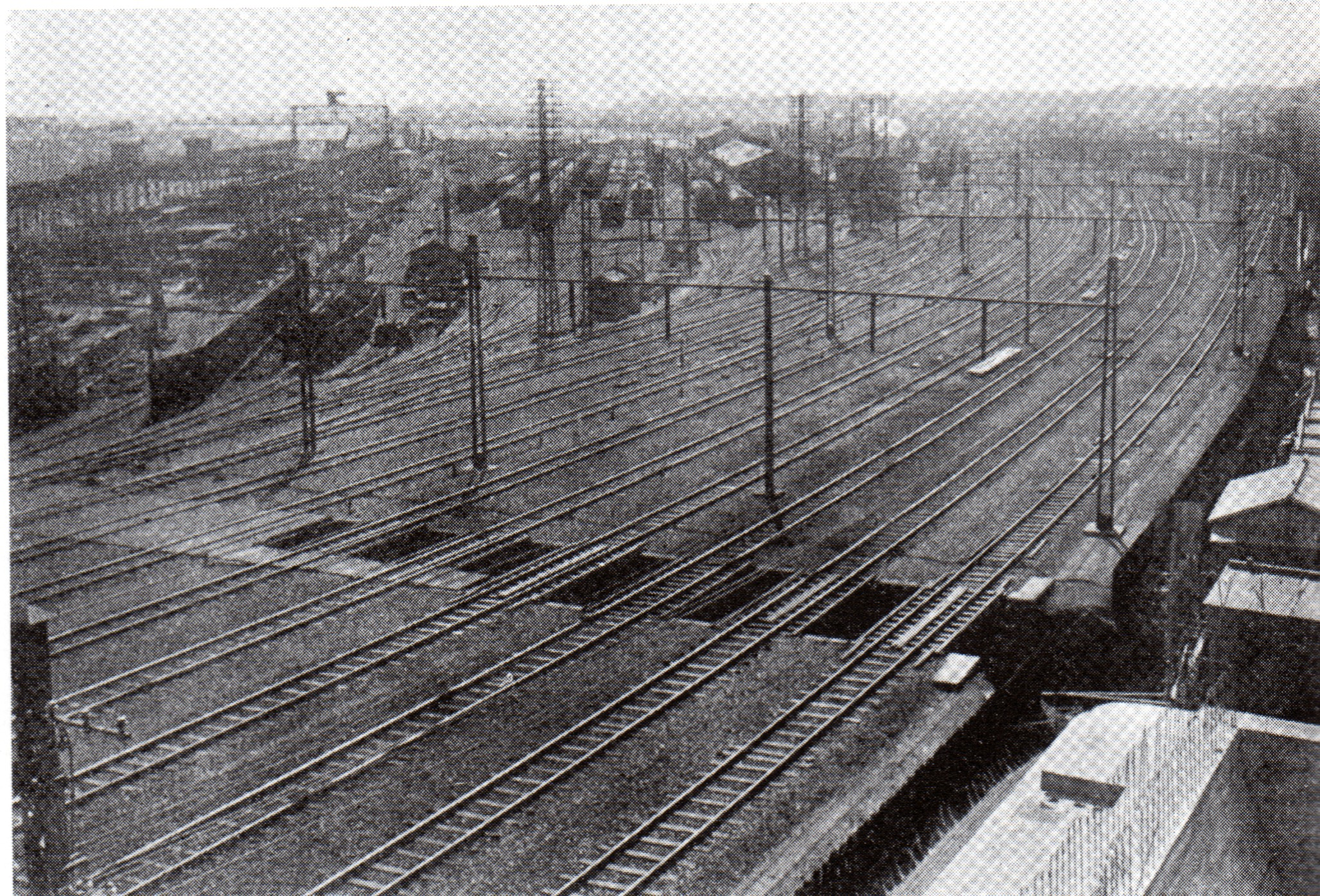
車両基地の移転先とされた品川の操車場

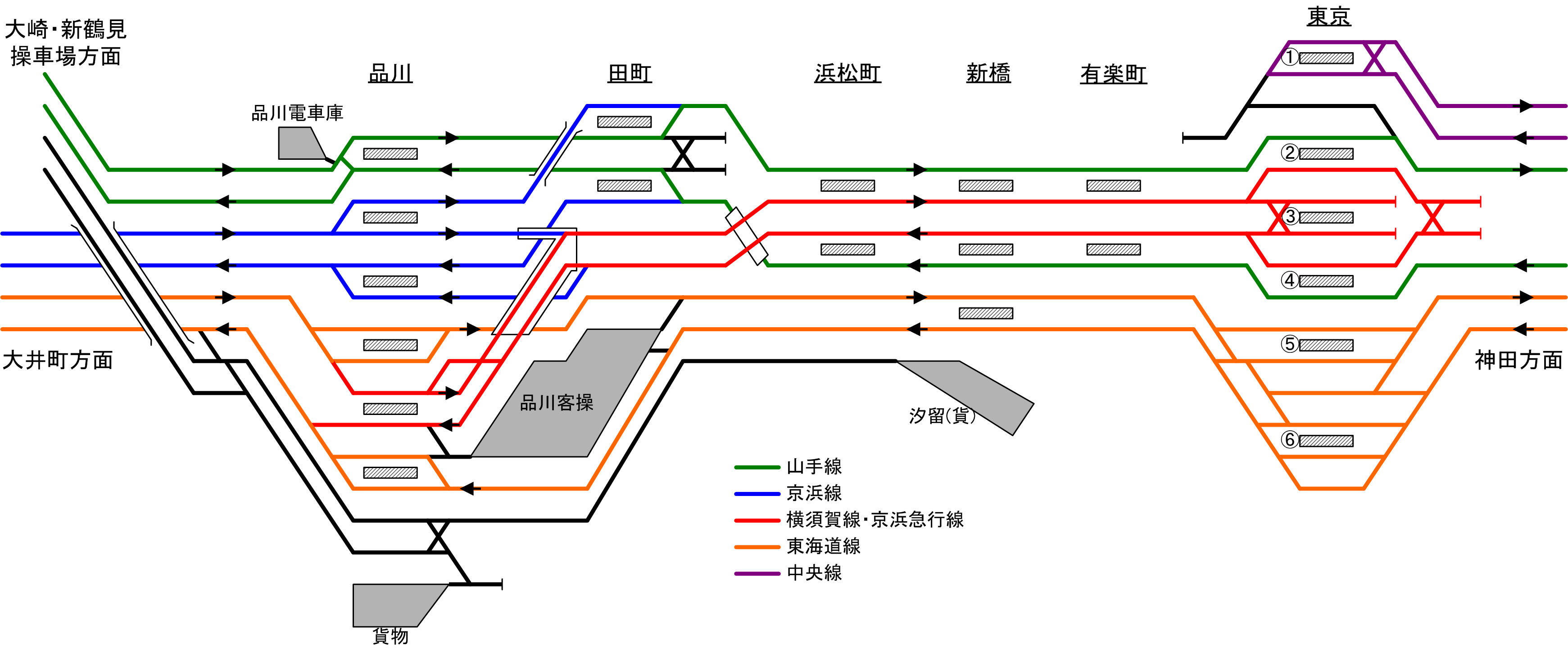
京浜急行線計画における東京 - 品川間配線計画、東京駅第7プラットホームは描いていない、この計画は結局実現しなかった

八重洲側の車両基地移転では、移転の適地として当時品川にあった貨車操車場が選ばれたが、そのために品川貨車操車場を玉突きで郊外に移転させる必要があった。そこで1929年（昭和4年）8月21日に通称品鶴線と呼ばれる貨物別線とともに開設されていた新鶴見操車場をさらに拡張して品川貨車操車場の役割を引き受けることになり、1935年（昭和10年）6月に拡張工事が開始された。1936年（昭和11年）8月にひとまず第一期拡張工事が完成するが、その後も第二次世界大戦後に至るまで拡張工事が続けられ、日本を代表する大操車場として発展していった。一方品川の客車操車場については1937年（昭和12年）10月に着工されたものの、戦争激化に伴う労働力や資材の不足に悩まされ、完成は1945年（昭和20年）8月となった。こうした玉突き移転作業には時間を要し、その間急務であった東京駅のホーム増設に着手できないのは問題であったことから、第5プラットホームに支障する部分のみを先行して留置線の縮小を行い、その分は尾久の車両基地を拡張して車両を留置することになった。東京から品川への客車操車場の移転は、1939年（昭和14年）11月に一部が実施され、1942年（昭和17年）10月に移転完了した。その後も東京駅に品川検車区東京支区として一部の設備が残されていたが、第二次世界大戦後さらなるホームの増設工事が進められる過程で縮小され、1952年（昭和27年）7月1日に地上の線路は消滅した。東京機関区についても1942年（昭和17年）11月3日に移転完了となった。
増設される2線の利用方法については2種類の案が検討された。東京駅開業以来、西側の2線を電車線として山手線と京浜線が共用し、東側の2線を列車線として東海道本線と横須賀線が共用していた。田町 - 品川間では既に山手線と京浜線が分離されており立体交差が造られていたので、第1の案はこれをそのまま利用して増設線を山手線と京浜線の分離運転に充てるというものであった。しかしこの案では同様に逼迫している列車線の窮状は改善されないという問題があった。特に、東海道本線の客車操車場が品川に移転されると、東京 - 品川間の回送列車が増えることになるので、東京駅のホームをせっかく増設してもそれを生かして東海道本線の増発を図ることは困難であった。第2案は、列車線のうち横須賀線と電車線のうち京浜線の一部を増設線に移すというもので、横須賀線が移される分だけ東海道本線の増発を図ることができ、また需要増の著しかった京浜線についても増発を図ることができるものであった。京浜線については増設線に移す分について急行運転（現在で言うところの快速運転）とする構想で、増設線はこのことから「京浜急行線」と呼ばれたが、これは私鉄の京浜急行電鉄とは関係が無い。この案は山手線・京浜線・東海道本線・横須賀線のすべてのダイヤが絡み合ってダイヤ乱れが相互波及するという点や、田町の前後に複雑な立体交差を建設しなければならないという問題があったが、最終的にこの案が採用されることになった。
これを前提として東京駅のプラットホーム使用計画が決められた。第1プラットホーム（1・2番線）は中央線折り返し、第2プラットホーム3番線は京浜線緩行北行・山手線内回り、4番線は京浜線急行北行、第3プラットホーム（5・6番線）は横須賀線折り返し、第4プラットホーム7番線は京浜線急行南行、8番線は京浜線緩行南行・山手線外回り、第5プラットホーム（9・10番線）は東海道線到着、中間の11番線に機回し線・回送列車の着発線が入り、第6プラットホーム（12・13番線）および第7プラットホーム（14・15番線）は東海道線列車の着発、一番外側のホームに面しない16番線が機回し線・回送列車の着発線とする計画であった。新設プラットホームはいずれも従来プラットホームに倣って幅を12 mとした。また従来架道橋部分の桁下高さは3.5 mで造られていたが、新しい道路構造令で4.5 mが要求されることになったため、新設プラットホームの線路に関しては従来より1.2 mレール面を高くすることになった。従来のプラットホームは盛土構造であったが、新設部分についてはその下を旅客コンコースとして利用するために鉄筋コンクリート高架橋とすることになった。この他、八重洲口の駅舎は1929年の開設以来仮設のままであったのでこの機会に本建築とし、駅前広場の整備も行うことになった。しかし外堀があって整備余地は残されていなかったため、駅舎北側のスペースを自動車の駐車場に充てることになっていた。通路については、第2ホームまでしかなかった中央通路を八重洲側まで貫通させるとともに、乗車通路の北側にもう1本通路を新設してこれを列車客の乗車通路に、従来通路を電車客の乗車通路に分離する構想とされ、この他に自由通路を新設する計画が作られた。
1937年（昭和12年）（資料によっては1938年）に東京駅第5プラットホームに着工された。9番線となる1線2柱式の高架橋と、10番線から12番線となる3線3柱式の高架橋が建設され、プラットホームは幅12 m、長さ300 mとされた。当初東京駅を請け負ったのと同じ大林組が建設を担当した。鉄筋や鉄桁の溶接を鉄道重構造物としては初めて採用した。資材不足により大幅に遅延したものの、1942年（昭和17年）9月25日に供用開始され、戦時下で激化していた混雑を幾分緩和することができた。
田町までの線増工事については1936年（昭和11年）1月に着工された。この区間についても鉄筋コンクリート高架橋とされ、既存の煉瓦アーチ橋とできるだけ径間を揃える努力がされている。また一部外堀に沿う区間では外堀の中に橋脚を建てる必要があり、その流水阻害分を補うために堀の反対側の道路を買収して堀にした。浜松町 - 田町間および田町 - 品川間には立体交差のための跨線線路橋が必要で、複雑な配線の構内で建設する困難な工事となった。1942年（昭和17年）7月に線増工事が完成し、まずは新設した高架橋に東海道本線と横須賀線の運転を移転した。その後従来列車線が使用してきた高架橋の修復・老朽化対策工事を行ったうえで、横須賀線を戻し京浜線急行電車の運転を開始する予定であったが、戦争の激化に伴いこの部分は未完成で中止となった。
大陸での軍事行動に伴い、輸送力増強とスピードアップが求められるようになったことから、1940年度（昭和15年度）には弾丸列車の計画が始まった。これは東海道本線に標準軌（当時の言葉では広軌）複線を増設するという、後の新幹線につながる計画で、東京におけるターミナル駅はいくつか案があったが東京駅に乗り入れる案もあった。東京駅に乗り入れる案では、建設に取り掛かっていた在来線用第7プラットホームよりさらに八重洲側に幅15 m、長さ400 mのプラットホームを到着用2面、出発用2面の合計4面増設する計画となっていた。このために八重洲口の駅舎は大きく東側に移され、その東側にさらに広大な駅前広場を建設する予定になっていた。また田端方面まで線路を延長してその先に車両基地を造る計画ともなっていた。しかし弾丸列車計画は戦争の激化に伴い中止となっている。

## 戦中・戦後

### 戦災とその復興

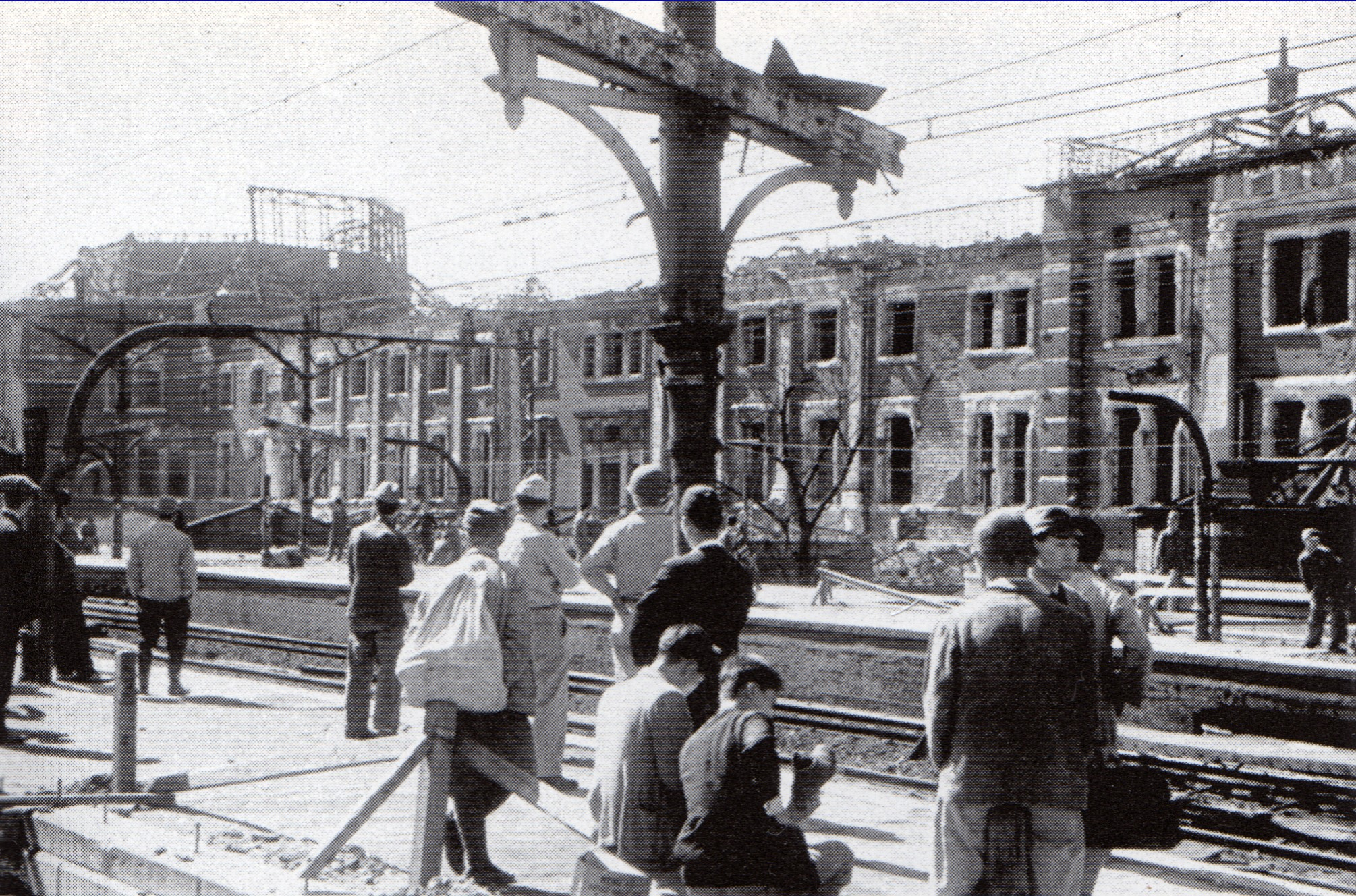
戦災を受けた東京駅、プラットホームにも屋根が無い

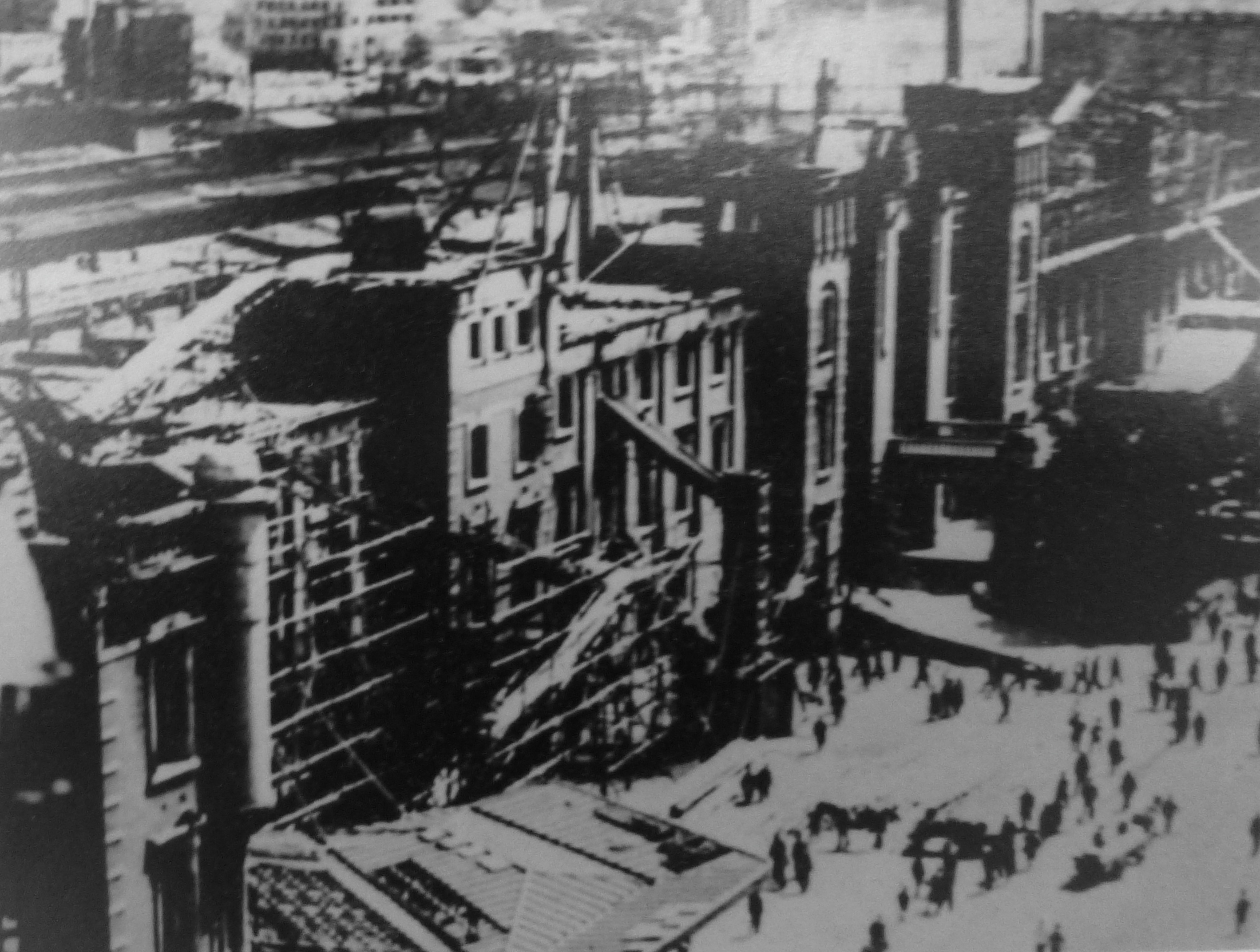
戦災を受けた東京駅

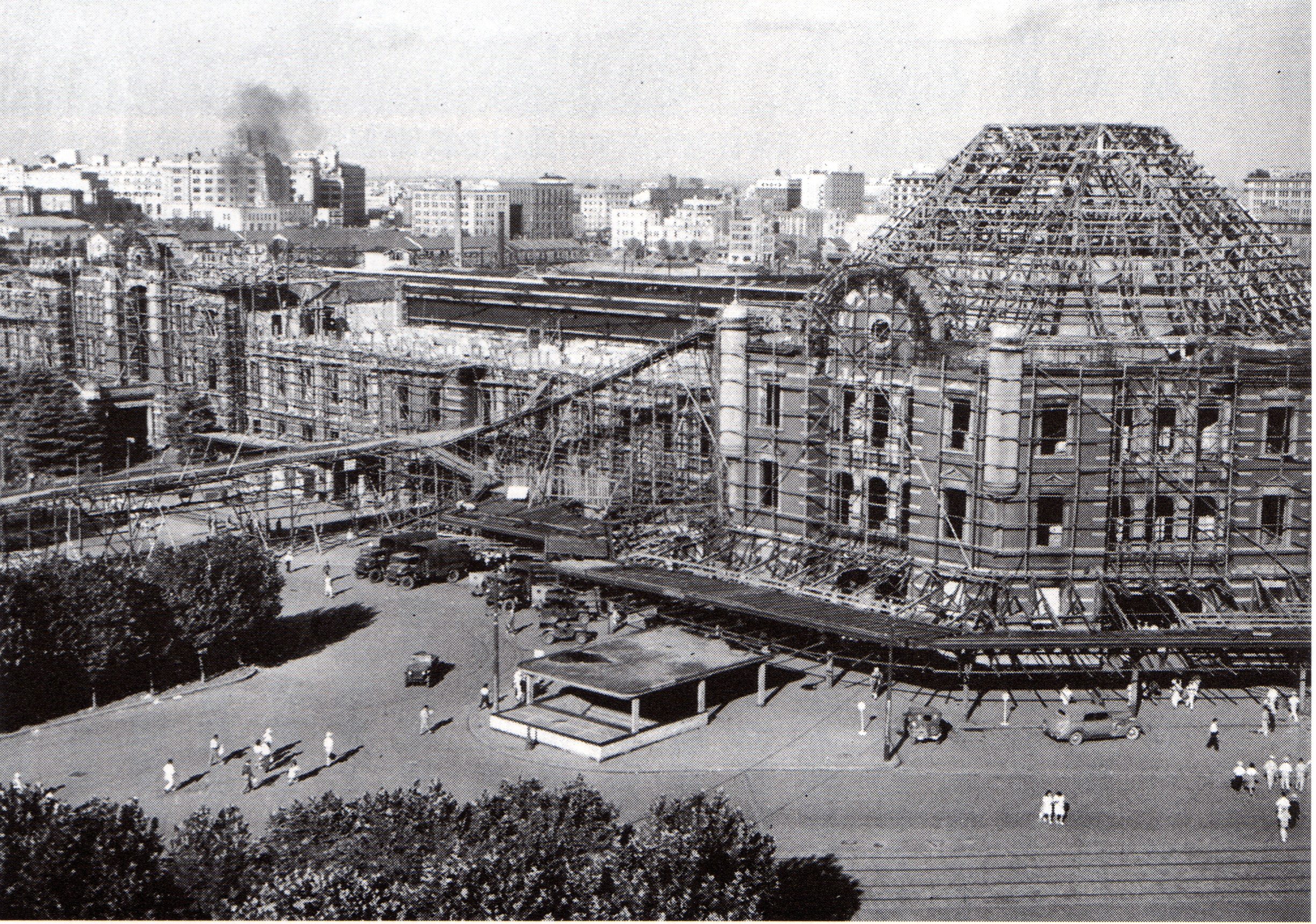
東京駅丸の内口駅舎の戦災修復工事

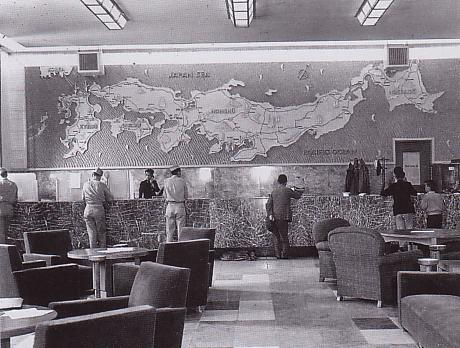
東京駅RTO待合室

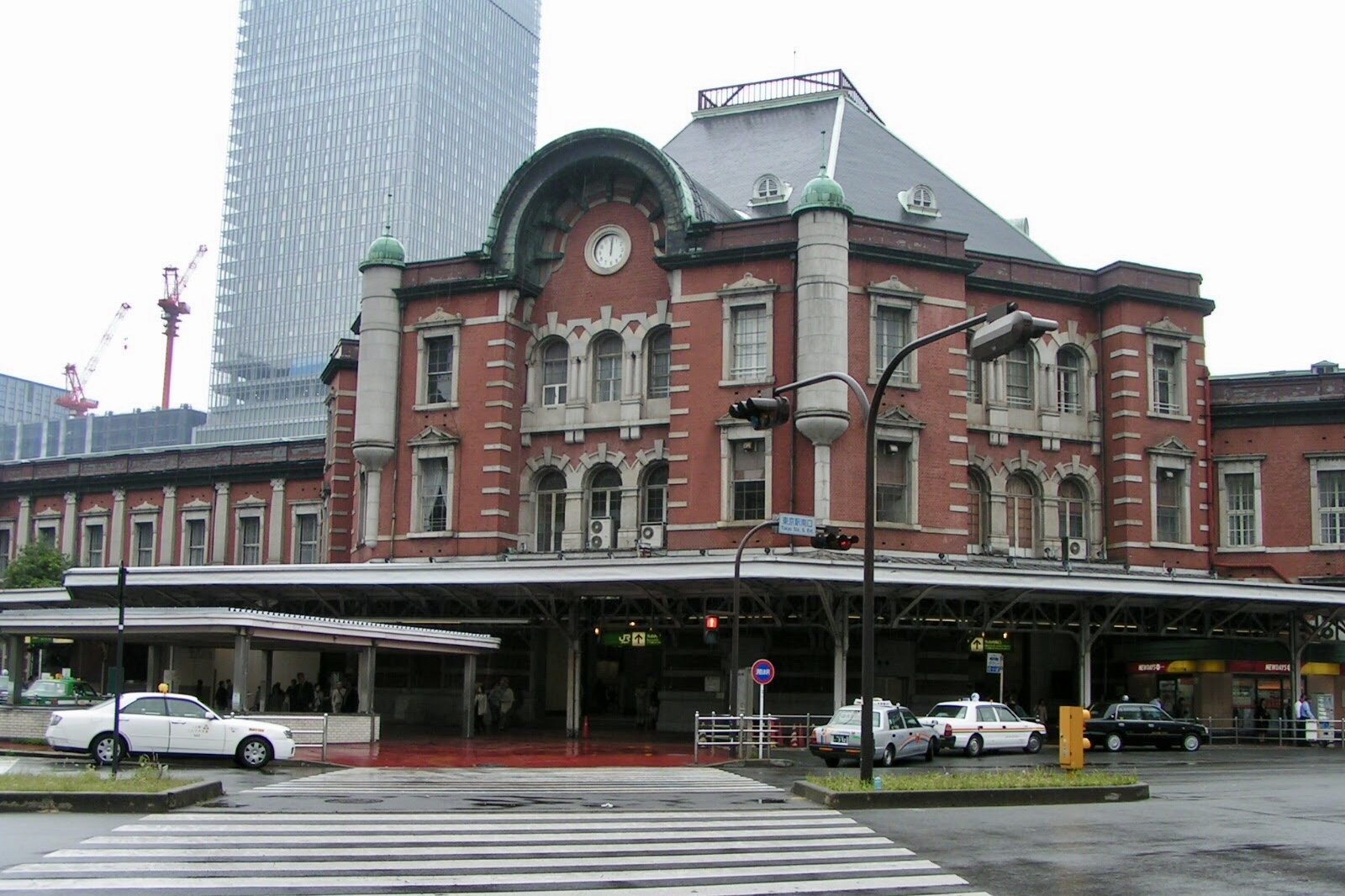
戦災修復工事後の丸の内口駅舎

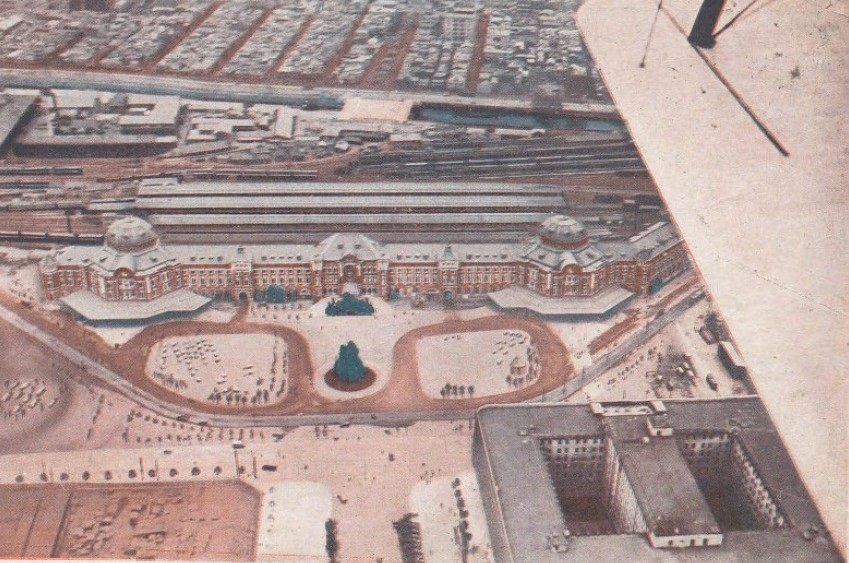
空から見た東京駅。昭和初期

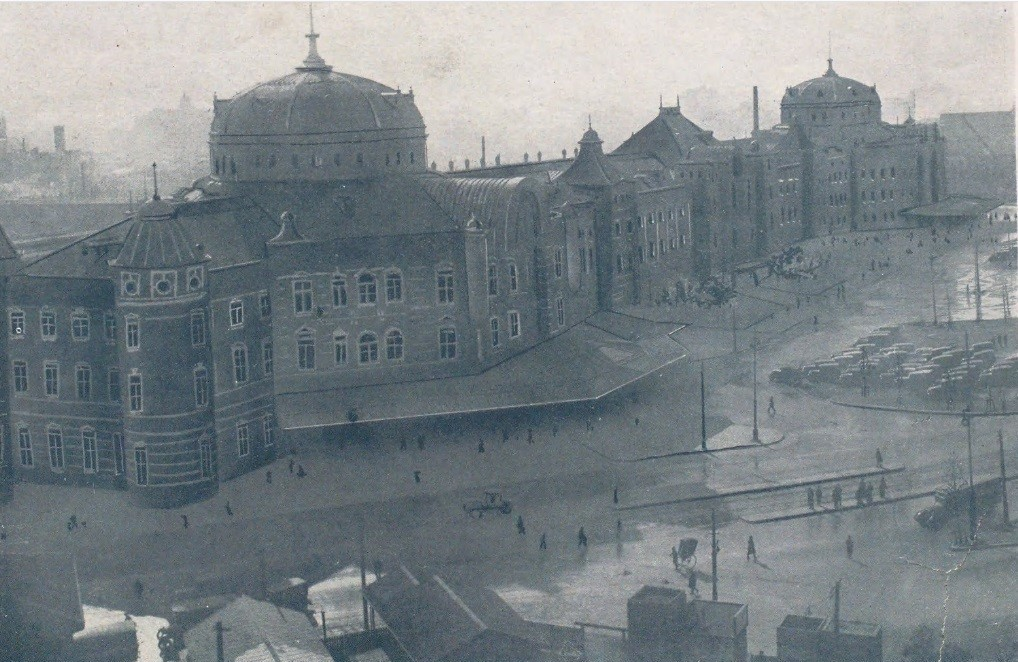
丸の内側の駅前

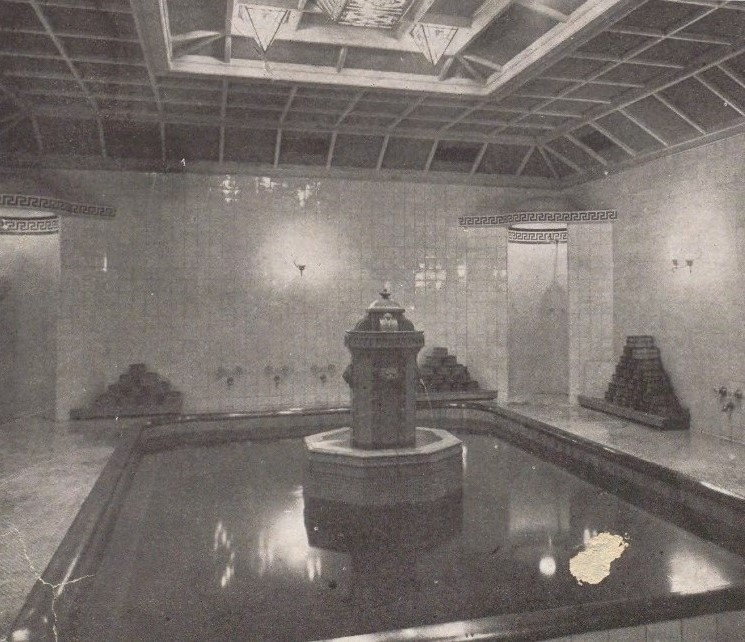
地下には乗客のための「噴水浴場」が設けられた

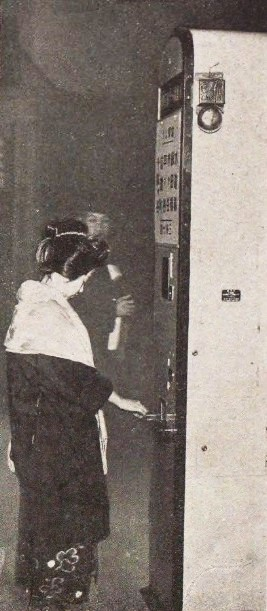
全国に先駆けて設置された自動券売機

第二次世界大戦は次第に激化していったものの、1941年（昭和16年）頃までは軍需景気もあって旅行が盛んで、不要不急の旅行を止めるよう呼びかけが行われ、多客期には急行列車の乗車制限も行われていた。対米開戦後は特急・急行券は軍務・官公庁・軍需産業関係者に優先発売とされる措置が取られた。1942年（昭和17年）10月6日には戦時陸運非常体制要綱が決定されて沿岸船舶輸送の貨物が鉄道に転嫁され、ますます旅客輸送は逼迫していくことになった。東京駅職員にも出征者が相次ぎ、要員不足のために女性の採用が大幅に拡大されていった。1944年（昭和19年）4月1日には決戦非常措置要綱が決定され、長距離の移動には旅行証明書が求められ、短距離の移動への利用も制限し、特急・一等車・寝台車・食堂車が全廃されるなど大幅な制限が実施されるようになった。1945年（昭和20年）3月20日のダイヤ改正ではついに急行列車も東京 - 下関間の1往復のみを残して全廃された。
1944年（昭和19年）も末になるといよいよ空襲が激しくなり、列車の運行が阻害されることが多くなっていった。特に1945年（昭和20年）3月10日に連合国軍機によって行われた東京大空襲では、翌日被災者が東京駅に殺到し、東京都職員の発行する罹災証明書を受けて地方への疎開が行われた。5月25日22時30分頃から約2時間半に渡ってB-29約250機による東京空襲が行われ、この際に丸の内駅舎降車口（北口）付近に焼夷弾が着弾して炎上した。駅員総出で消火活動に当たったものの火勢が強く駅舎全体に延焼したため、重要書類の搬出と旅客の避難に努めた。その後2時過ぎに第1プラットホームへ延焼が始まり、第2・3プラットホームへも広がっていった。鎮火したのは26日の朝7時頃で、最終的に丸の内駅舎、第1プラットホームのすべて、第2プラットホームの大半、第3プラットホームの事務室・待合室、第4ホームの一部、電車信号扱所などを焼失した。しかし駅員・乗客ともに1人の負傷者も出すことが無かった。即日復旧工事に着手され、翌27日には第3ホームを利用して5本のみであるが列車の運転が再開された。この日は乗車260人、降車350人、乗車券の発売7枚、収入117円であったと記録されている。28日には第2プラットホーム3・4番線の復旧が完了して電車の運転が再開され、長距離列車は15本が運転されたが中央線・横須賀線は運休のままであった。29日には単線運転で中央線が列車を使用して運転再開し、30日から中央線が複線での電車運転を再開した。31日には京浜線・山手線が所定運行に復旧し、横須賀線が運転を再開した。そして6月2日に始発から全列車が所定の運転に復旧することになった。乗車券の発売などはバラックを建てて行っていたが、駅舎もホームも屋根が無く、雨の日には傘を差して列車を待たねばならなかった。6月20日8時30分頃には1機のみで侵入したB-29が八重洲口から500 mほど離れた場所に250 kg爆弾を投下し、多くの窓ガラスが割れるなどの被害を出した。
1945年（昭和20年）8月15日に終戦を迎えた時点で鉄道は戦時中の酷使や空襲被災で極端に疲弊した状態にあったが、残された数少ない交通機関として進駐軍輸送や復員輸送に取り組まなければならなかった。進駐軍対応としては東京駅でも、9月15日にまず乗車口にRTO（進駐軍の輸送事務所）を設置し、12月20日にRTO待合室と事務室が完成した。10月1日から戦災復旧工事に本格着手した。丸の内駅舎については、屋根組の鉄骨は焼けただれて垂れ下がり、床板コンクリートも穴だらけになっているような状態であった。被災度が激しく構造体の鉄骨や煉瓦の強度に不安の持たれるところであったが、東京大学教授の武藤清の総合診断を受け、最終的に当時の運輸省建築課長伊藤滋の裁断により、赤煉瓦部分をできるだけ残しつつ被害の大きな3階を取り壊して2階建てにし、乗車口・降車口のドーム丸屋根はピラミッド型に、屋根の複雑な塔を廃して直線的にし、入手困難な鉄骨のかわりに木の角材を用いて工事を行うことになった。屋根の復旧では陸軍から運輸省建築課に移ってきた高山馨が木造トラスの設計を行い、木材を組み合わせジベルと釘で接合した工法を採用している。屋根葺材はトタン板を亜鉛メッキして使用しペンキ塗り仕上げされたが、1951年（昭和26年）から1952年（昭和27年）にかけて登米産天然スレートで葺き替えられている。屋内天井では今村三郎の設計により、戦争終結で航空機用のジュラルミンを容易に入手可能であったことから鉄骨で裏打ちしたジュラルミン張りペイント仕上げとされた。4 - 5年、長くても10年持てばよいとの考えで設計されたものであったが、結局21世紀に入ってからの復原工事まで60年近くに渡って用いられることになった。この2階建てにする復旧工事は1947年（昭和22年）3月15日に完成し、以降内装などの復旧を順次進めて行った。
丸の内駅舎の乗車口側にRTOの設備は応急で完成していたが、より本格的なものを造るように指示を受け、南口の旧三等待合室に本設を行うことになった。まだ完全な復旧のなっていない丸の内駅舎の中でここだけは別世界で、大理石張りのカウンターやゆったりとしたソファなどまばゆいばかりの設備を持っていた。特に浮彫の壁画は中村順平が原画を描き、本郷新率いる若手グループが彫り上げた作品で、RTOとしての使用が終わった以降も大切に保存された。RTOは1947年（昭和22年）5月1日に完成して使用開始されたが、講和条約後返還され特別待合室となり、その後駅務室などとして使用されてきた。壁画はその後丸の内駅舎復原工事に伴い保存展示されることになり、2012年（平成24年）9月24日から京葉線八重洲改札付近に移設されて公開されている。
一方の八重洲駅舎は焼失を免れたため、駅機能はしばらくの間八重洲側に集中することになった。日本橋・京橋方面の復興が早く乗降客数の増加が著しかったこともあり、総工費2000万円余りをかけて当時としてはスマートな木造2階建ての駅舎が1948年（昭和23年）11月16日に完成し、面目を一新した。ところが完成して半年ほどの1949年（昭和24年）4月29日10時30分頃、駅舎内日本食堂の1階工事現場から工事人夫のタバコの火の不始末により出火した。工事用の壁により付近の通行人が発見できず、第5プラットホーム上の駅員が発見したときには既に手の施しようがないほど火が広がっており、消防車などが駆けつけて消火活動を行って1時間後の11時30分頃に鎮火したものの、駅舎のほぼ全部と東京車掌区、宿舎3棟を全焼してしまった。損害額は約1億円に達した。
この他、第1プラットホームから第4プラットホームまでの運転事務室や信号扱所などが戦災で焼失していたため復旧工事が行われた。また終戦後まで八重洲側には外堀が残されていたが、戦災の残骸整理を行うために付近の住民が無秩序に外堀に瓦礫を捨て始めたことから、東京都で急遽瓦礫捨て場を指定してその範囲での外堀の埋立を行うことになった。大戦前には外堀の埋立ができれば理想的な駅舎および駅前広場を建設できるが到底許可が得られない、と関係者を嘆息させていたのであったが、こうして外堀の埋立ができることになり、1947年（昭和22年）11月20日に埋め立て工事が完成した。さらにこの埋め立て工事に際して、得られる用地を将来八重洲駅舎や線路の増設に利用できるように鉄道側から東京都に対して申し入れがなされ、結果的にこの時に確保した用地は後に新幹線に役立てられることになった。
東京鉄道ホテルは、3階の床が残っており雨露をしのげることから、戦災後2日目から簡易ベッドを2階に並べて仮営業を開始した。運輸省は国鉄本体の復旧に集中する方針となったことから付帯事業は外部委託を進める方針とし、12月1日に日本交通公社に委託された。しかしそのまま使える状態ではなく、復旧しても連合軍に接収される恐れが強いとして、12月1日から当面の間休業とされることになった。その代りに1946年（昭和21年）3月20日から東京駅と丸ビルを結ぶ地下道に簡易ベッドを並べて宿泊所とし、後に「東京丸ノ内ホステル」と称した。この営業は1949年（昭和24年）1月下旬まで続けられた。
戦災復興後も赤煉瓦は焼けた状態のままとなっていたが、赤煉瓦を磨き上げて綺麗にする工事がサンフランシスコ講和会議を目前に始められた。しかしこの際に、工事中の物価上昇により予算不足となってしまい、追加予算が認められなかったことから、表側のみ磨き上げて線路に面した側はモルタルで塗り潰すことになってしまった。当時の建築家からも、表さえよければ裏はどうでもよいという日本人のさもしい考え方を日本の代表駅に表現してしまったと、手厳しい批判を浴びることになってしまった。これについて、戦災復旧工事に携わった関係者は、単に戦災復旧は一時的なものだと考えていたから、後で本復旧するまで仮の復旧でよいとしてこうなったものであって、予算不足だったからではないと主張している。ただし予算不足が理由と記述している『東京駅々史』では、この作業は戦災復旧のときではなく、その後別に外装工事をするときの話であると説明しており話が食い違っているところがある。結果的にこのモルタルは、21世紀に入ってからの復原工事によって撤去されるまでそのままであった。
丸の内駅舎では、南側を乗車口、北側を降車口とする一方通行を続けてきたが、混雑緩和のために1948年（昭和23年）6月20日、どちら側からでも乗降できるように変更した。ただし乗車口・降車口という名前はそのままであり、これを丸の内南口、丸の内北口、そして従来の中央口を丸の内中央口と改めたのは1959年（昭和34年）11月1日となった。

### 八重洲駅舎新設と山手線・京浜東北線分離運転に向けての工事

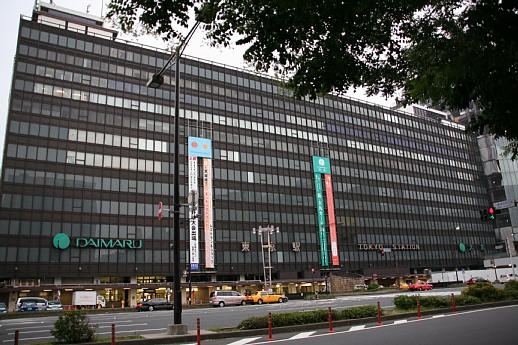
八重洲口に建設された鉄道会館ビル、12階建てに増築後（現在は解体済）

1949年（昭和24年）6月1日、国鉄は運輸省の一部門から独立し、公共企業体の日本国有鉄道が発足した。戦災復興作業が一段落すると、国鉄は電化区間の延伸や特急の運転再開・増発などに取り組み始め、またそれまで主流であった機関車が客車を牽引する方式（動力集中方式）から電車方式（動力分散方式）に転換を始めるなど、高度経済成長へ向けて高速大量輸送を支える新しい技術とサービスの導入が進んでいった。この時代は国鉄黄金時代と称される。
1949年（昭和24年）9月15日から、戦後初の特急列車として「へいわ」が東京 - 大阪間に運転開始された。翌1950年（昭和25年）1月1日には「つばめ」に改称され、5月11日からは「はと」も運転開始されて2往復となった。また機関車牽引方式の列車では機関車の付け替え作業に手間がかかることも一因となり、1950年（昭和25年）3月1日から東京 - 沼津間および東京 - 伊東間に80系電車を使用した湘南電車の運転が開始された。当初は度重なる故障から「湘南電車」ならぬ「遭難電車」の汚名を受けることになってしまったが、以降の電車方式での発展に大きな足跡を記すことになった。一方、1946年（昭和21年）4月22日から上野 - 札幌間で運転を開始した連合軍専用列車「ヤンキー・リミテッド」は同年7月15日から東京駅始発となり、東京 - 上野間の列車線を使用する珍しい列車となった。講和条約発効後日本人も乗車できるようになり第1201・1202列車となり、1954年（昭和29年）10月1日ダイヤ改正で「十和田」と愛称が付けられたが、1956年（昭和31年）11月19日ダイヤ改正で上野始終着に戻った。
東京駅の設備に関しては、大戦前に着工されて戦時中に途中まで完成して中断していた拡張工事が、大戦後再開された。以前の計画では、東京 - 田町間に増設する線路は横須賀線を東海道本線から分離し、また京浜東北線の急行運転を行うために用いる計画であった。線路の増設は完成して、そちらに東海道本線と横須賀線の運転を移転し、旧列車線を改修する工事の段階で中止となっていた。大戦後は、山手線・京浜東北線の輸送量増加が激しく通勤地獄が出現してしまい、その対策が焦眉の急であったことから、大戦前の計画を放棄して新設線路は山手線と京浜東北線を分離するために充てられることになった。またこの通勤問題への救済として1946年（昭和21年）8月1日から東北本線・常磐線・高崎線の一部列車が列車線を経由して新橋駅まで乗り入れるようになった。これは当初蒸気機関車牽引であり、電化が進むと電車化されたが、通勤輸送の増強が進んだ後も継続され、最終的に新幹線用ホーム増設工事に伴って1973年（昭和48年）4月1日に中止となった。
まず最初に着手されたのは東京駅北側に列車用の引き上げ線を増設する工事であった。この時点では山手線と京浜東北線の分離は決定されていなかったため当初は第6プラットホームの増設と一緒に工事を行う計画であったが、通勤輸送事情が逼迫してきて山手線と京浜東北線をホームだけでもとりあえず分離を行う必要に迫られたことから、工事の手戻りを避けるために第7プラットホームも同時に着工する方針となった。1949年（昭和24年）に引き上げ線工事に着手され、1951年（昭和26年）12月1日に使用開始された。この引き上げ線はその後東京 - 上野間に線路を増設する際に転用する計画であったため、その後秋葉原駅付近までさらに延長工事が行われている。
第6・7プラットホームは、幅12 m、長さ340 mで、第4プラットホームに比べて1.67 m、第5プラットホームに比べても0.4 m高く構築された。当時朝鮮戦争により深刻な鋼材不足が発生しており、ホームを支える桁に高価な鋼製桁は採用困難で、また単純な鉄筋コンクリートを採用すると安価になるものの戦前構築の第5高架橋への負担が増加してしまうという問題があった。そこで当時はまだ新しかったプレストレスト・コンクリート (PC) を採用することになり、慎重な試験を繰り返し東京駅手小荷物扱所通路における実験的な適用を経て採用された。線路を載せる高架橋については、第6プラットホームに面する12番線までは戦時中の高架橋工事で完成しており、13番線と14番線を載せる高架橋および15番線と16番線を載せる高架橋を2線2柱式で建設した。第7プラットホームの方が先に1953年（昭和28年）7月1日に東海道線列車用に供用開始され、続いて同年9月1日に第6プラットホームの横須賀線・湘南電車への供用が開始された。
またこの高架橋の下を一部利用し、八重洲口南側よりもさらに南に手小荷物扱所が建設された。約6900平方メートルの建物が3億5000万円を投じて建設され1952年（昭和27年）7月1日から使用開始された。その後取扱量はさらに増加を続けていたが、輸送改善のために旅客輸送と荷物輸送を分離することが検討されるようになり、東海道新幹線開業に合わせて汐留駅に設置された設備に一部を移行し、さらに汐留駅の設備の改良と共に移転を続けて東京駅での扱いは縮小していった。後にトラックに押されて荷物輸送は完全に廃止となっている。
第4プラットホームは第5プラットホームより1.27 m低い位置にあったが、今後東海道線・横須賀線用として使用していく上では第5プラットホームと同じ高さにあることが望ましかった。そこで第6・第7プラットホームが供用開始して、山手線と京浜東北線の分離工事が完了する前の時期に第4プラットホームを一時使用停止してかさ上げする工事が行われることになった。また電車用に転用される第3プラットホームについても多少のかさ上げが行われることになった。このため1953年（昭和28年）7月1日の第7プラットホーム使用開始時に10・11・12番線を使用停止してかさ上げ作業を開始し、さらに9月1日の10・11・12番線使用再開、第6プラットホーム使用開始時に7・8・9番線を使用停止して配線変更と第4プラットホームかさ上げ作業を行い、11月1日に9番線使用再開と5・6番線使用停止し第3プラットホームかさ上げ作業を行うなどと順に作業を進めて行った。翌1954年（昭和29年）2月16日には8番線を使用再開し、3月30日にはそれまで4番線を使用していた山手線外回り・京浜東北線南行を6番線に移した。この間、ますます混雑が激しさを増してきたことから、上野駅におけるプラットホーム増設工事完成を機に1954年（昭和29年）4月15日から常磐線の電車が列車線を経由して有楽町まで乗り入れを開始した。東京から有楽町までは、既に完成していた後に京浜東北線南行に用いられる線路を利用した単線運転で、朝夕のピーク時間帯に10分間隔で運転された。この列車は東京駅では7番線を使用した。
こうして順次工事が進められてきて、また東京 - 田町間の橋桁や橋台などの改修・架設工事、プラットホームの整備、東京 - 田端間の2線増設などの工事も進み、1956年（昭和31年）11月19日に供用開始され、ここに山手線と京浜東北線の分離工事が完成した。これにより、東京駅のプラットホームは第1プラットホーム（1・2番線）が中央線電車発着、第2プラットホーム（3・4番線）が山手線内回り・京浜東北線北行、第3プラットホーム（5・6番線）が山手線外回り・京浜東北線南行、第4プラットホーム7番線が列車到着、東北・常磐・高崎線方面列車出発、8番線が列車到着、第5プラットホーム9番線列車到着、10番線列車発着、第6プラットホーム12番線湘南電車発着、13番線横須賀線発着、第7プラットホーム（14・15番線）が列車出発、11・16番線はプラットホームに面しない回送線となった。
この間、日本交通公社に営業委託することになっていた東京鉄道ホテルを東京ステーションホテルに名称を戻して運営を再開する方向になったが、GHQの指令で交通公社による国鉄乗車券発行への手数料が削減されることになり経営問題に発展したことから、日本ホテルを設立して営業再開することになった。1951年（昭和26年）1月17日に起工式が行われ、同年11月15日に営業を再開した。
また、中央通路は従来丸の内側から第1・2プラットホームまでだけつながっており、その幅も5 mしかなかった。しかし位置的に乗換にも八重洲側への行き来にも便利であったことからこれを八重洲側まで貫通させる方針となった。これは戦前からの計画であり、第5プラットホームの高架橋建設時にもそれが考慮されていた。1953年（昭和28年）1月6日に着工され、1954年（昭和29年）2月16日に開通した。新しく建設された部分は幅8 mとされたが従来部分はそのままで、また丸の内側からだと第1プラットホームの前で階段で上がり、第2プラットホームの八重洲側で下り、第4プラットホームのところでまた上って第6プラットホームのところでまた下るという4か所の階段を抱えた構造となってしまった。これに加えて東京駅付近では約750 mにわたって東西方向に通り抜けできる通路が無いという問題があったため、北側の旧手小荷物通路を転用して第1自由通路として利用することになり、1953年（昭和28年）7月1日に開通した。
一方八重洲口は1949年（昭和24年）の焼失以降、仮駅舎を設置して営業してきたが、第6・7プラットホームの整備や手小荷物扱所の建設などで駅の整備が進んできたこともあり、本格的な駅舎建設に乗り出すことになった。当初は外堀通りに面するところまで駅舎を前に出し、さらにその東側の土地を買収して広大な駅前広場を建設する構想もあったが、地元の反対運動により頓挫し、約38.0 m後退させて駅舎を建設することになった。国鉄だけの資本では実現困難であったことからいわゆる民衆駅として民間資本を導入する目的で鉄道会館が設立された。1952年（昭和27年）10月14日の鉄道開通80周年記念の日に鍬入れ式が挙行された。建設に当たっては第7プラットホームとの間にさらに2面のプラットホームを増設可能なように配慮して位置が決定された結果、駅舎の前面の線がかつての外堀の線に一致することになった。正面幅132.0 m、奥行きは南側で25.0 m、北側で45.0 mとされ、本来は地下2階、地上12階として計画されたが、建築基準法改正前であったためとりあえず第一期工事は6階までとなり、1954年（昭和29年）10月14日に竣工した。東京の百貨店各社は、あまり駅ビルに興味を示さなかったことから、東京進出に熱心であった、関西を地盤とする大丸（現：大丸松坂屋百貨店（J.フロント リテイリング傘下））が進出することになり、同年10月21日営業を開始した。またこれに先立ち、第6・7プラットホームの高架下を利用して1953年（昭和28年）7月1日に東京駅名店街が開設され、1955年（昭和30年）7月20日には八重洲駅舎と第7プラットホームの間を結ぶ連絡上屋が完成してここに待合室なども設置された。この間、1953年（昭和28年）7月1日に八重洲乗車口と八重洲北口、9月1日に八重洲中央口と八重洲南口が開設されている。

### 地下鉄と東海道新幹線の開通
山手線と京浜東北線の分離運転が開始されたのと同じ1956年（昭和31年）11月19日、東海道本線の全線電化が完成し、特急「つばめ」「はと」はEF58形電気機関車が全線を通して牽引するようになった。また九州との間を夜行で結ぶ「あさかぜ」も運転を開始したが、当初は各種の寝台車や座席車の寄せ集めであり、1958年（昭和33年）から20系客車による固定編成となっていわゆる「ブルートレイン」となった。さらに1958年（昭和33年）11月1日から、20系電車（後に151系）による初の電車方式の特急「こだま」が運転を開始した。この時期は電車急行も大増発され、夜間は10分おきに夜行列車が出発するなど、東京駅は優等列車の発着で1日中賑わっていた。これに加えて1957年（昭和32年）10月15日からは準急「日光」が日光へ向けて運行を開始し、以降東京駅に発着する東北本線・高崎線・常磐線の特急・急行列車は増加していった。一方、東北・常磐・高崎線方面からの普通列車の東京乗り入れでは順次電車化・電気機関車牽引化がすすめられていったことから、1961年（昭和36年）5月31日の常磐線第435・424列車牽引のC62形蒸気機関車を最後に、東京駅における蒸気機関車定期運行が終了した。
1935年（昭和10年）時点で1日約12万8000人であった東京駅の乗降客数は第二次世界大戦後も増加し続けて1955年（昭和30年）時点で1日約49万8000人に達した。中央線においても通勤客が激増しており、大規模な線増計画なども検討されていたが短期間での対応は困難であった。一方で、東京駅では第2 - 第7のプラットホームがいずれも幅12 mであるのに対し第1プラットホームのみ幅9 mで、朝ラッシュ時2分間隔で到着する列車からの降車客が溢れて開扉制限を行わなければならない状況があり、2分間隔の維持に支障をきたしていた。そこで、2番線と3番線の間に留置線が1線あったことを利用して、2番線を撤去し従来の留置線を新たな2番線とし、その分4 mホームを広げて幅13 mにする工事を行うことにした。あらかじめホーム擁壁を留置線脇に造っておき、ホーム用のプレストレスト・コンクリート板を準備しておいて、1957年（昭和32年）7月14日の夜に一晩で拡幅工事を施工した。さらに乗車口へ通じる通路（南通路）を拡幅し、これへ降りる階段も拡幅した。中央通路についても、5 m幅で残っていた部分を拡幅して8 m幅として、丸の内から八重洲まで統一した幅を確保し、かつ第1・2プラットホーム下にあった2か所の階段を撤去して階段を残り2か所とした。降車口へ通じる通路（北通路）についてもこの機会に階段の付け替えや拡幅を実施した。これらの工事の際に、将来第1プラットホームより丸の内側に追加のプラットホームを増設することを考慮した配置としている。これに加えて、1953年（昭和28年）7月1日に開通した第1自由通路だけでは処理しきれないくらい通り抜け利用者が増えてきたことから第2自由通路に着手することになり、もともと郵便地下道として利用されていた通路を転用する工事が1958年（昭和33年）1月14日に始まった。この通路はもともと八重洲側から第2プラットホームまでしか通じていなかったので、丸の内側まで貫通させる工事を実施し、総工費2400万円をかけて1959年（昭和34年）3月10日に開通した。

丸ノ内線の東京駅プラットホーム

こうした東京の輸送需要の救済を図るためにも、第二次世界大戦後は地下鉄網の整備が進められた。東京駅にかかわるものとしては、帝都高速度交通営団（営団地下鉄、後の東京地下鉄（東京メトロ））丸ノ内線が1956年（昭和31年）7月20日に淡路町駅から当駅まで開通した。さらに1957年（昭和32年）12月15日には西銀座駅（後の銀座駅）まで延長されている。この丸ノ内線東京駅は丸の内側駅前広場の地下に建設されており、地下通路で丸の内南口、丸の内北口との連絡が図られた。また中央線の混雑緩和が課題となっていたが都心部の線増工事はほとんど不可能となっていたため、地下鉄への直通乗り入れが行われることになり、東西線の建設と中央・総武緩行線から乗り入れが決定された。東西線は、丸ノ内線の淡路町 - 東京間の開通と同時に開設されていた大手町駅に1966年（昭和41年）10月1日に乗り入れた。大手町駅と東京駅の間は地下通路が建設されて連絡を果たすようになり、中央線の快速電車の混雑率緩和や秋葉原駅の乗換混雑の緩和に大きな役割を果たした。こうした地下鉄建設もあり、東京駅の国鉄の乗降客数は1965年（昭和40年）の1日約82万6000人でほぼ頭打ちすることになった。
高度経済成長を背景に東海道本線の輸送需要も増加を続け、いよいよ限界に達しつつあった。このため戦前の弾丸列車計画を受け継いで新幹線計画が開始されることになり、1959年（昭和34年）4月20日に新丹那トンネル東口において起工式が行われた。一方東京におけるターミナル駅をどこにするかは決定が遅れた。東京駅における混雑がさらに激化することを懸念する意見もあったが、周辺交通への乗り継ぎの便を考慮し、また八重洲駅舎建設時に第7プラットホームとの間にさらに2面のプラットホーム建設余地を残してあり乗り入れる余地があったこともあり、東京駅をターミナルとすることが決定された。こうして1960年（昭和35年）11月12日に東京駅構内の工事に着手された。東京駅へ乗り入れる東海道本線の線路はこの当時横須賀線の電車が共用していたが、輸送力の逼迫を背景に戦災復興時に入手しておいた線増用地を利用し横須賀線用の線路増設を行う工事が検討され、実際に基礎工事も開始されていた。しかし新幹線建設が決定したことにより、この用地は新幹線用に流用することになった。新幹線が開通すれば東海道本線の輸送力に余裕が出るので、横須賀線との分離工事は先送りできると判断されたためである。有楽町付近においては土地を確保できていなかったが、道路をまたいで高架橋を建設することで解決された。建設には東京駅開業以来建設を請け負ってきた大林組に加えて鹿島建設が参加し、高架橋工事と幅10.2 m、長さ360 mのプラットホーム2面を増設する工事を行った。またその下部に広い旅客コンコースを設置し、それまでここにあった名店街を地下に移設した。こうして1964年（昭和39年）10月1日、東海道新幹線が開通し、第8・9プラットホームの17・18・19番線（2面3線）が供用開始となった。
この新幹線ホームは、当初16番線を含む2面4線として計画されていたが、16番線は在来線の機回り線として既に使用されており、開業当初の新幹線の列車本数では2面3線で十分であったことから、開業後の需要を見ながら必要に応じて増設するということになり、16番線はそのまま在来線用に存置されていた。しかし新幹線開業後の旅客需要の増大は急激であり、1967年（昭和42年）3月に列車増発を実現することを目指して、新幹線用に16番線を転用する工事が1965年（昭和40年）10月に開始された。また1969年（昭和44年）から新幹線の16両編成化が計画されていたため、当初全長360 mで建設されていたプラットホームを南側に70 m延長する工事を行った。在来線側の建築限界に支障されてホーム幅が狭くなっていた南側についての拡幅も実施されている。転用に関しては、新幹線のレール面は在来線に比べてさらに1.9 mほど高かったため、在来線用の高架橋の上に鉄桁を挿入してレール面をかさ上げする工事を行っている。この他、16番線に支障されて建設していなかった部分の高架橋の建設工事が行われている。新幹線用の16番線は、1967年（昭和42年）3月10日に供用開始された。
新幹線の始発駅として社会的・経済的な重要性が増していく中で、東京駅を標的としたテロも発生した。1967年3月31日、みどりの窓口（新幹線当日切符売り場）近くのゴミ箱に仕掛けられた爆弾が爆発、14人が重軽傷を負う事件が発生した。丸の内警察署に特別捜査本部が置かれて捜査が行われたが、手掛かりは乏しく進展はしなかった。
この頃、八重洲側の整備がさらに進展していた。狭い八重洲駅前広場の旅客を捌くために地下街と地下駐車場を設ける構想となり、1963年（昭和38年）6月に着工した八重洲地下街は1965年（昭和40年）6月に1期工事が竣工し、さらに1969年（昭和44年）2月に2期工事竣工となった。この地下街は地下1階に店舗が、地下2階に駐車場が設置され、一部設けられた地下3階に機械設備類が収められている。この地下街の駐車場は、首都高速八重洲線と地下での連絡が可能な構造となっている。また当初から八重洲の駅舎は12階建てを目指して計画されていたものであったが、建築基準法の高さ31 m制限により暫定的に6階建てで竣工していた。1964年（昭和39年）に建築基準法が改正されて高さ制限が緩和されたため、当初予定の12階建てに増築する工事に1967年（昭和42年）1月に着手し1968年（昭和43年）6月30日に竣工した。

### 総武横須賀地下駅の建設と新幹線設備の拡張工事
横須賀線はこの当時、東京から大船まで東海道本線に乗り入れて運転を行っており、両線の列車が競合して列車の増発は困難な状況にあった。通勤圏の郊外への拡がりによって横須賀線の混雑は深刻化し、1930年（昭和5年）の横須賀線電車運転開始時には5両編成の列車が20分間隔であったのが、この頃には13両編成で7 - 8分間隔にまで輸送力を増強していたが、混雑率は300パーセントにも達する状態であった。混雑緩和のために横須賀線を東海道本線から分離する目的で、実際に一度は東京 - 品川間での線増工事に着手されたが、新幹線に線増用地を転用されることになってしまった。新幹線により東海道本線の長距離輸送需要が移転すれば、しばらくはしのげると判断されたためでもある。一方の総武本線についても、戦前には住宅開発が遅れた地域であったのがこの時代になって急速に住宅が増加し、混雑が激化していた。地下鉄東西線の建設によって一旦は総武本線の混雑が緩和されたものの、それがまた新たな住宅開発を招いて再び混雑が激化しつつあった。その対応として、通勤五方面作戦の一環として横須賀線や総武本線についても線増が行われることになった。総武本線を複々線化し、錦糸町から地下線で東京駅へ入り、品川へ抜けてそこから貨物線を転用した路線に抜けて大船までを完全に別線化することで、総武本線と横須賀線は直通運転を行えるようにすることになった。これにより結果的に、バルツァーの提案した総武本線の東京駅乗り入れが実現することになった。

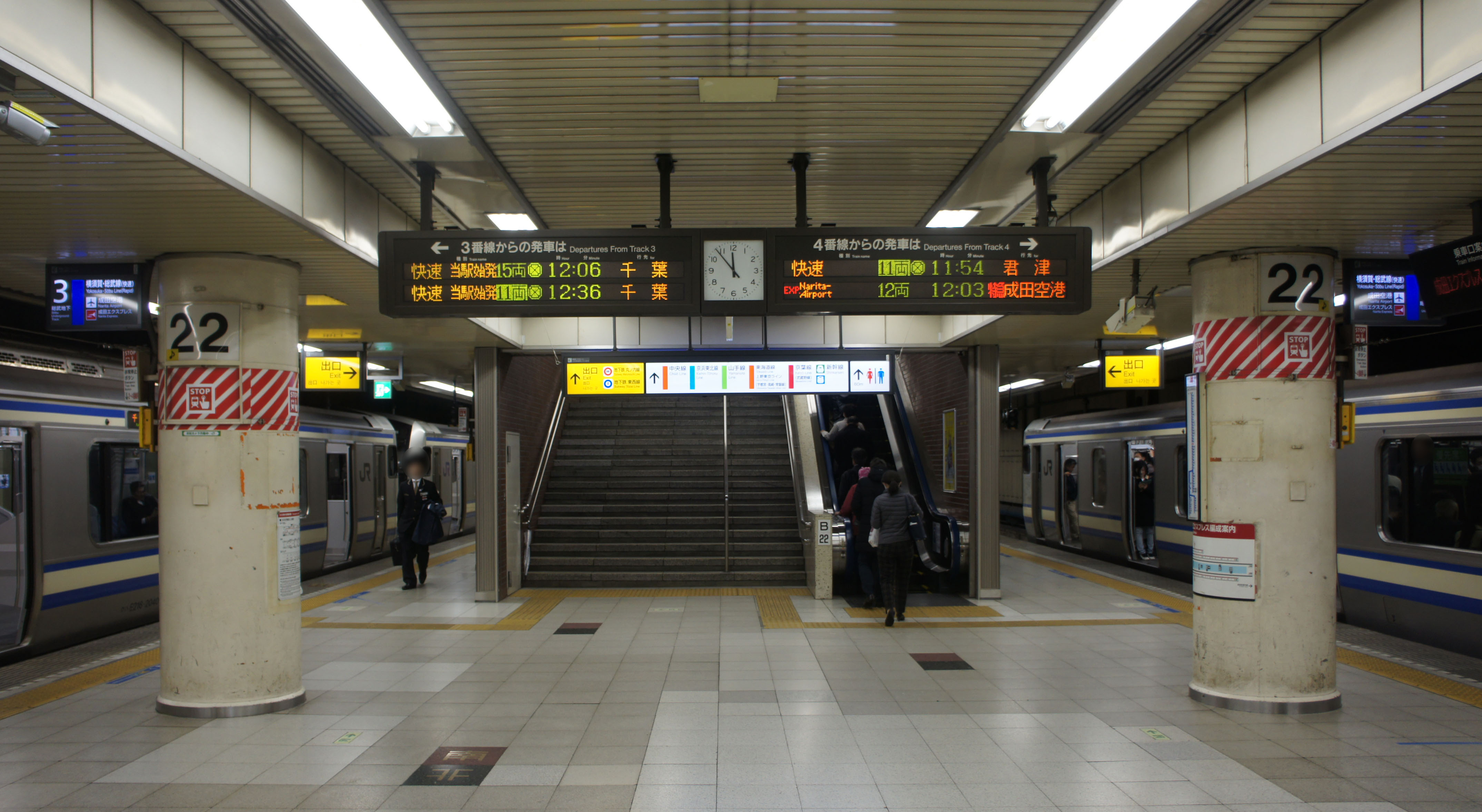
東京駅の総武・横須賀地下ホーム

1968年（昭和43年）1月10日に東京地下駅の工事が着手された。この地下駅は東京駅の丸の内側の駅前広場の下に、地下鉄丸ノ内線東京駅よりさらに下をもぐって建設された。地下5階の構造で深さは25 - 26 mあり、長さ300 mのプラットホームを2面4線として建設した。営業を続けたままの丸の内駅舎および地下鉄の下で建設を行う難工事であったが、この工事により丸の内北口と丸の内南口は地下でつながり、広大な地下広場が形成された。横須賀線が使用することになる貨物線から貨物列車を移す先になる新たな貨物線建設工事が、沿線住民の反対運動で大きく遅延したことから、総武本線の方が一足先に開通することになった。こうして1972年（昭和47年）7月15日、総武本線の東京乗り入れが開通して東京地下駅が利用開始され、東京駅は総武本線の起点ともなった。当初は地下駅のうち1 - 3番線のみの使用で、4番線の使用開始は1975年（昭和50年）3月10日となった。その後1976年（昭和51年）10月1日から品川までの地下線が開通して総武本線の電車が延長運転を開始し、1980年（昭和55年）10月1日に当初の予定通り横須賀線の分離（SM分離）が完成して横須賀線と総武本線の直通運転が開始された。

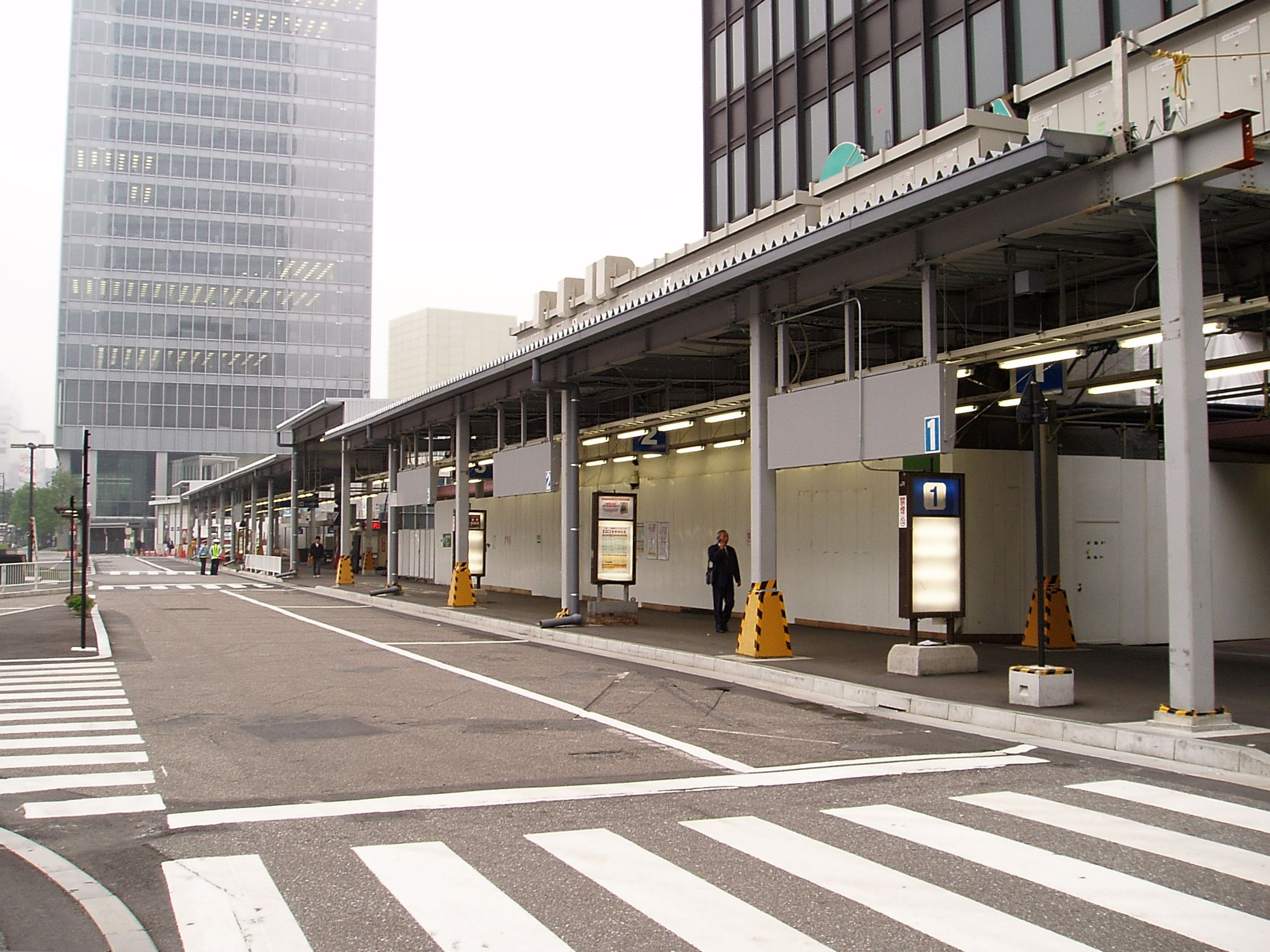
東名ハイウェイバス乗り場

1969年（昭和44年）6月10日には、東京駅八重洲南口に東名ハイウェイバスの乗り場が新設され、東京駅は高速バスによっても名古屋や大阪と結ばれるようになった。
一方、東海道新幹線は予想を上回ってさらに利用客の増加が続いていた。さらに1970年（昭和45年）に予定されていた日本万国博覧会（大阪万博）対応の輸送を考えれば、2面4線でも不足すると見込まれるようになり、在来線のホームを新幹線用に転用する検討に入った。しかし工期的に大阪万博に間に合うように建設することは困難であり、万博輸送は2面4線で乗り切ることになった。その後総武・横須賀地下ホームが開業して横須賀線が地下に移転すれば地上プラットホームの負担が減るため転用が可能となると見込まれた。そこで山陽新幹線が博多まで開通する1975年（昭和50年）をめどに新幹線への第7プラットホームの転用工事を行う方向となった。一方1970年（昭和45年）5月に全国新幹線鉄道整備法が成立して、翌1971年（昭和46年）1月には東北・上越・成田の3新幹線について基本計画が制定された。これらの新幹線の東京側のターミナルの場所についても検討が行われたが、最終的に東京駅に乗り入れるほかはないと結論され、1971年（昭和46年）10月14日に東北・上越新幹線の工事実施計画が運輸大臣承認を受けた。これにより東京駅では新幹線用に4面8線が必要とされることになり、第7プラットホームだけでなく第6プラットホームも新幹線への転用が必要となった。横須賀線の地下駅への移転は遅れていたものの、博多開業までに間に合わせるためにまずは早急に第7プラットホームの転用工事に着手することになった。
こうして1971年（昭和46年）11月28日に東京駅構内で東北新幹線の起工式が挙行された。まず在来線用の第7プラットホームを使用停止する準備の工事が1972年（昭和47年）3月から開始された。この頃は東京駅に東北・高崎・常磐線方面の優等列車や一部普通列車が乗り入れてきていたが、これを上野で打ち切りとするために上野駅の信号扱所の改良や上野 - 秋葉原間に留置線の設置などを行った。また東海道本線でも東京駅へ乗り入れできなくなる一部の列車を収容するために品川駅の第4・5プラットホームの有効長の延伸と東京側での配線変更を実施した。これに加えて南側に荷物電車の留置線があったために到着のみしか処理できず、折り返すには一旦神田側に引き上げる必要があって効率が悪かった第4プラットホーム7番線について、留置線を整理して7番線から直接出発できる配線に変更し、これにより引き上げ・回送の回数が大幅に減少して効率的となった。東京 - 上野間の列車線の整理や東京駅構内の支障移転なども実施した。こうした工事を終えて、1973年（昭和48年）4月1日に第7プラットホーム（14・15番線）が使用停止となり、東北・高崎・常磐線からの優等列車および中距離列車の東京駅乗り入れは廃止となった。また東海道・横須賀線の発着番線については、東海道本線の優等列車は減少していたこともあり、第4プラットホーム（7・8番線）を湘南電車に、第5プラットホーム（9・10番線）を横須賀線に、第6プラットホーム（12・13番線）を優等列車に使用するように変更された。その後、横須賀線の地下への移転完了により第6プラットホームの13番線が廃止となり、優等列車の発着は9・10番線に変更となった。さらに12番線も1988年（昭和63年）3月13日に廃止となり第6プラットホームの使用が停止されている。
その後、第7プラットホームと15番線を約2.0 mかさ上げして新幹線対応に転用する工事を行い、目標としていた新幹線博多開業には遅れたものの、1975年（昭和50年）7月18日に第7プラットホームと15番線が新幹線用に使用開始され、東京駅の東海道新幹線ホームは3面5線となった。さらに新幹線の運転距離が長くなり事故・雪害等での遅延対策に必要とされたことから、14番線についても工事が行われ1979年（昭和54年）12月1日に使用開始された。これにより東京駅の東海道新幹線ホームは3面6線となった。第7プラットホーム（14・15番線）の神田寄りが丸の内側へ湾曲しているのは、上野方から旅客列車が乗り入れていた東海道本線のホームを転用したためである。当初の計画では、第8・9プラットホームが東海道新幹線用で、第6・7プラットホームを東北・上越新幹線用に充てる予定となっており、相互直通運転も想定されていたが、実質的に第7プラットホームが東海道新幹線用に使われることになってしまい、東北・上越新幹線の乗り入れが困難となってしまった。これは、上野駅にサブターミナルとして2面4線の設備を整備することにつながった。
また相変わらずコンコースや通路の混雑は激しく、特に中央通路は総武・横須賀線地下ホームの開設以来その利用客が八重洲側と行き来するのに使用されたことから非常に混雑してきていた。そこで、従来の幅8 mを一挙に3倍の25 mに拡幅する工事を行うことになった。また丸の内側には地下鉄の駅や総武・横須賀地下ホームがあり、八重洲側には地下の名店街や駐車場などがあってこの間の行き来もあったことから、中央通路の地下にも通路を設置することにした。1975年（昭和50年）3月に着工され、まず1979年（昭和54年）4月1日に中央通路の拡幅工事が完成した。さらに中央地下通路についても1980年（昭和55年）9月30日に開通となった。
在来線と新幹線を乗り換える改札付近の混雑も激しく、将来的に第6プラットホームを新幹線に転用すると乗換改札がさらに丸の内側に押し出されてきて、乗換客の滞留スペースがほとんどなくなってしまうことになる。そこで、東京駅開業以来盛土の高架であった第4プラットホームの下を高架橋に改築して乗換コンコースに充てることになり、1976年（昭和51年）3月に着工された。既存のホームや線路の脇から仮の柱を地下まで打ち込み、これによりホームや線路を仮受けしたうえで、下部の盛土を撤去し、本設の高架橋を工事した。この工事により拡大されたコンコースは、1980年（昭和55年）10月に使用開始された。この工事に伴って第1自由通路が使用できなくなったため、第2自由通路よりさらに神田側に新しい自由通路を設置する工事を行い、1981年（昭和56年）3月1日に使用開始された。

## 国鉄民営化後

### 国鉄分割民営化と京葉線・東北新幹線の乗り入れ

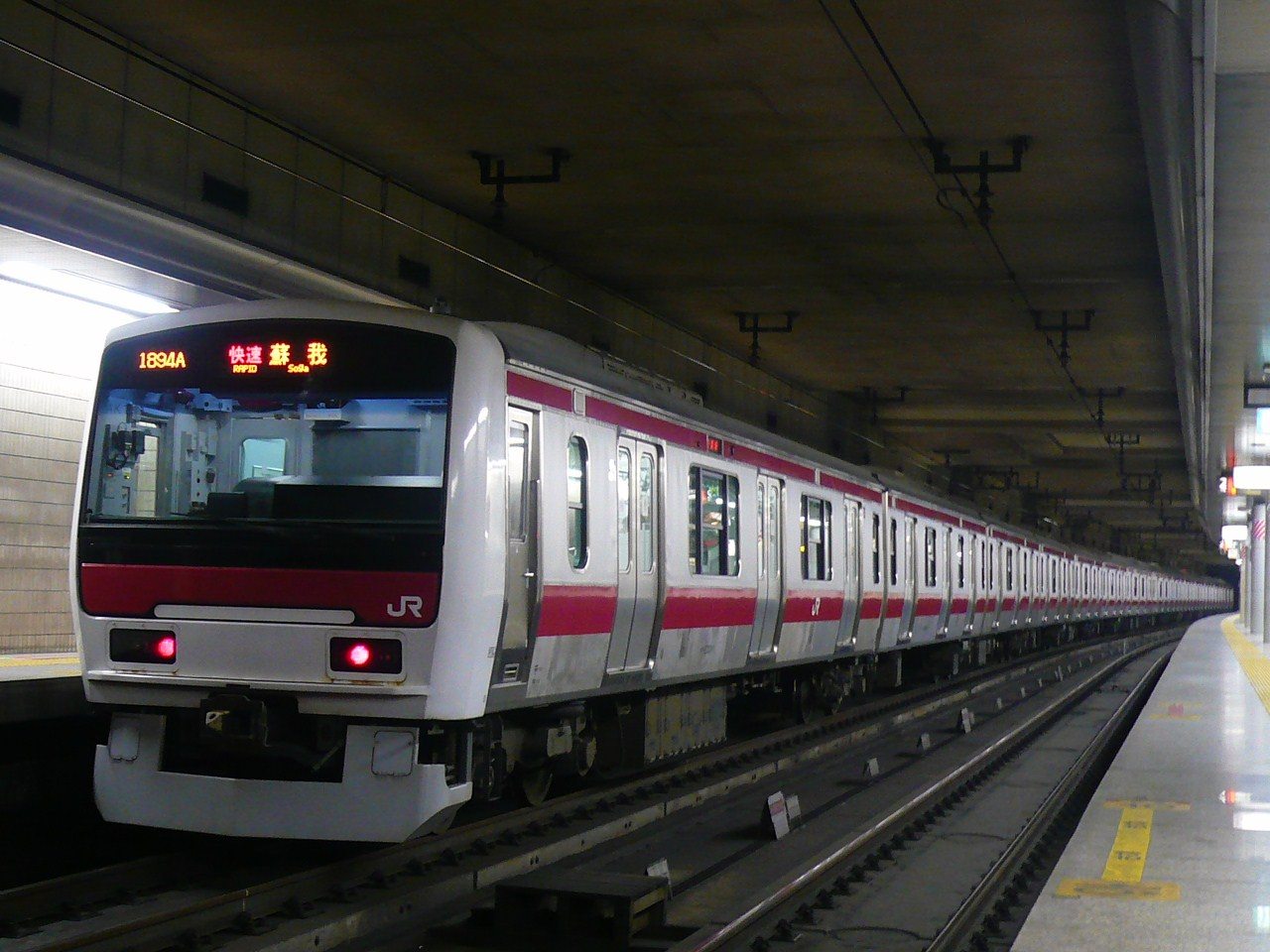
東京駅京葉地下ホーム

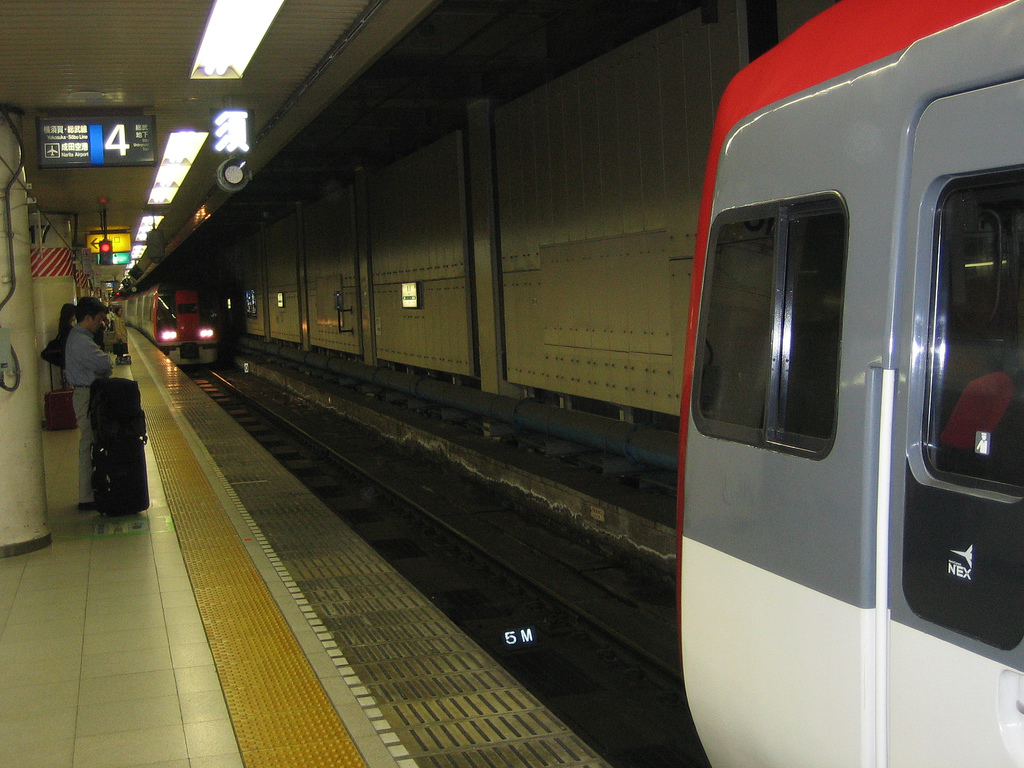
1991年から東京駅総武・横須賀地下ホームに乗り入れるようになった「成田エクスプレス」、当駅で分割・併合を行う

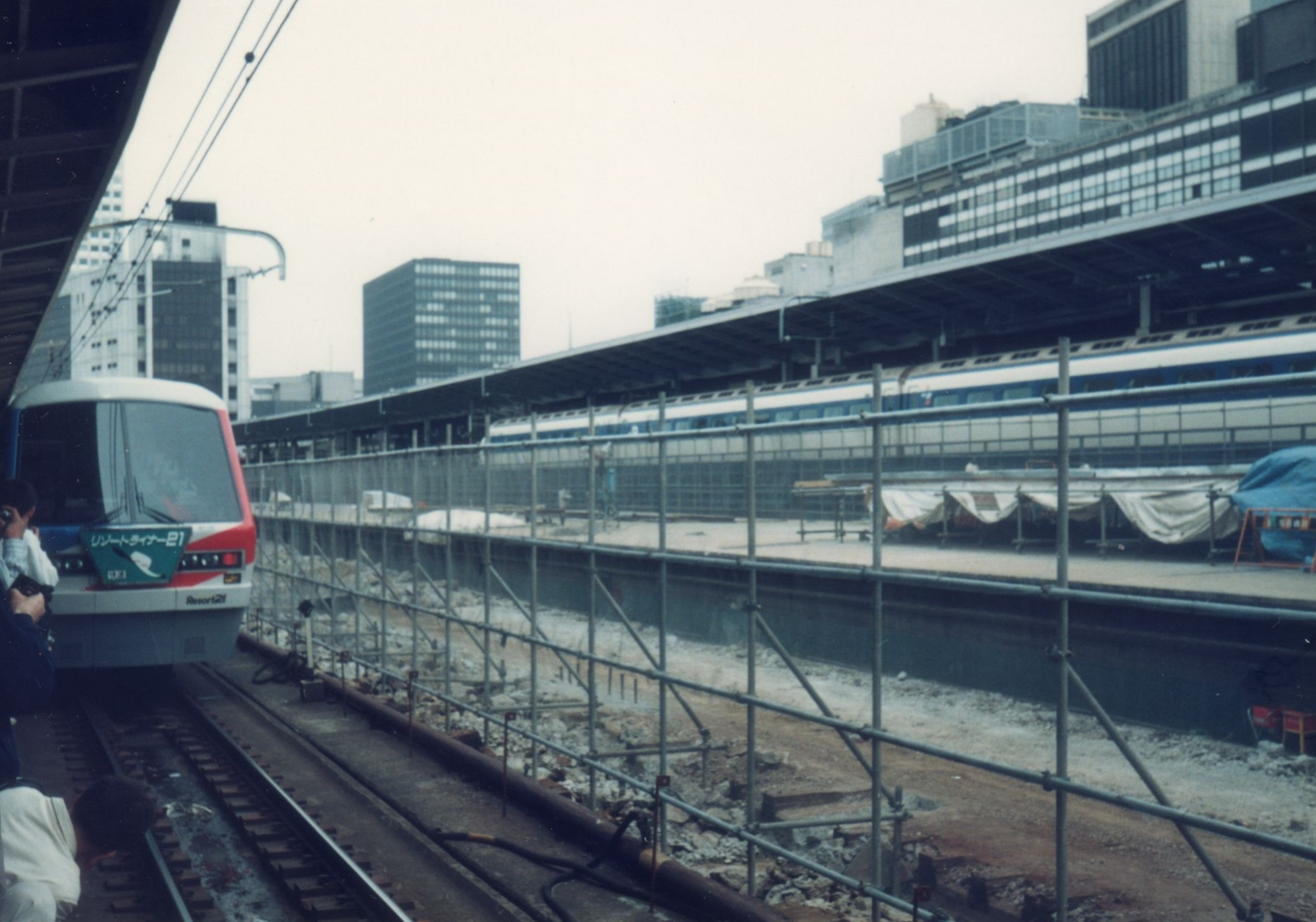
東北新幹線のプラットホーム建設工事

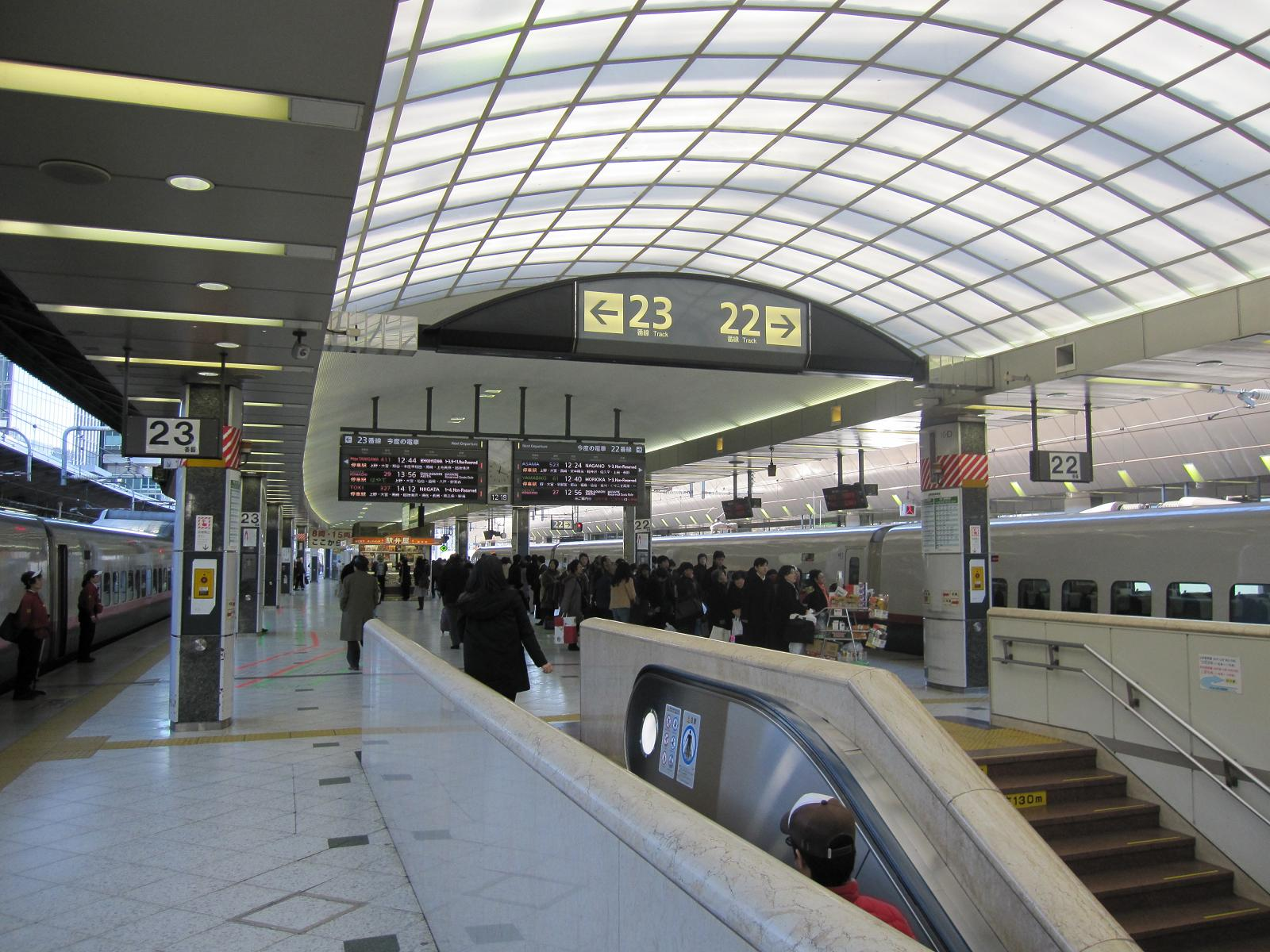
東京駅の東北新幹線ホーム、この第6プラットホームは新幹線開業時は12・13番線であった

1987年（昭和62年）4月1日、日本国有鉄道は分割民営化されてJRグループが発足した。分割方法に関しては様々な意見もあったが、結局東海道新幹線は東海旅客鉄道（JR東海）が一括して営業することになり、東京駅は在来線部分を引き継ぐ東日本旅客鉄道（JR東日本）との間で分割されることになった。新幹線の財産に関しては、各社の収益を調整するために設置された新幹線鉄道保有機構に帰属することになったが、どの部分をどの会社に帰属させるかが問題となった。最終的に、東海道新幹線が使用する線路やプラットホームがある範囲の上下の空間と土地はJR東海に帰属させることになった。これは、東海道新幹線の設備から雨だれが落ちてくる範囲はJR東海に帰属する、ということで「雨だれ方式」と呼ばれた。ただし第7プラットホーム（14・15番線）については、建設時には東北新幹線用として計画されたという経緯があったためにJR東日本に帰属するのが本来であるという考えがある一方、当時東北新幹線はまだ東京まで開業しておらず現実には東海道新幹線用に使用されていたことから、様々な議論が行われた末に、土地はJR東日本が所有するが設備は新幹線鉄道保有機構に帰属し、土地を無償で機構が使用できる地上権を設定することになった。こうして土地と空間はJR東日本とJR東海に帰属し、新幹線専用の設備については新幹線鉄道保有機構の所有となった。後に1991年（平成3年）10月に新幹線鉄道保有機構からJR各社が設備を買い取り、東京駅の設備はJR東日本とJR東海が所有するようになっている。
民営化後の東京駅では、これまでと変わった取り組みも始められた。1987年（昭和62年）7月21日から丸の内北口においてJR東日本東京駅と東日本鉄道文化財団の主催で「とうきょうエキコン」というコンサートイベントが毎週火曜日に開催されるようになった。このイベントは、コンサートが珍しくなくなったことを理由に2000年（平成12年）11月9日夜の開催を最後に打ち切られた。しかし2004年（平成16年）10月13日から「赤煉瓦コンサート」として、毎年春と秋にコンサートイベントが開催されている。2006年からは東京駅の保存復原工事に伴い休止となり、上野駅と仙台駅において「上野の森コンサート」「杜の都コンサート」と称して開催している。
1987年（昭和62年）12月17日から23日にかけて、東京駅の貴賓通路をギャラリーとして利用する美術イベントが開催され、守屋多々志による「百人一首」の絵が展示された。これが好評であったことがひとつのきっかけとなり、駅を単なる通過点ではなく文化の場として提供したいという意図に基づき、1988年（昭和63年）4月1日には東京駅丸の内駅舎内に「東京ステーションギャラリー」が開館した。2006年（平成18年）に東京駅復原工事に伴い休館となるまで105本の展覧会が開催された。丸の内駅舎復原工事完成に伴い、2012年（平成24年）10月1日に再開館している。一方、1992年（平成4年）からは日本に赴任した駐日大使の信任状捧呈式に際して、東京駅の貴賓室から馬車によって皇居に向かうようになった。この際には新任大使は貴賓室において馬車を待ち、その間東京ステーションホテルの職員が日本茶でもてなすことが慣習となっていた。しかしこれも東京駅工事に伴い、2007年（平成19年）4月5日から明治生命館発に変更となっている。
駅の工事もさらに続けられた。京葉線はもともと東京外環状線の一環として、東京湾岸沿いの貨物線として計画された。しかしオイルショックの影響により貨物需要は減少し、沿線の工業用地の住宅用地への転用が進められ、東京ディズニーランドなども立地したことから、沿線の自治体の要望により旅客転用されることになった。まず西船橋接続で京葉線は運転を開始したが、これは総武本線や地下鉄東西線への負担が増すことを意味していた。これを抜本的に解決するためには京葉線を直接都心へ乗り入れることが必要とされた。一方で計画されていた成田新幹線は沿線住民の反対運動のため中止となっていた。そこで、成田新幹線乗り入れ用に計画されていた鍛冶橋架道橋付近の地下スペースを京葉線の乗り入れに転用することが決定された。1983年（昭和58年）7月5日に都心乗り入れの認可を運輸大臣から受けて工事が進められた。設計に際しては、首都高速や既存の鉄道高架橋、地下鉄丸ノ内線、そして横須賀線の地下トンネルなどの位置が考慮され、将来的に皇居方面へ延長することも可能なように横須賀線トンネルを下に潜る位置が選ばれ、レール面で28.590 mの深さにある。京葉線東京地下駅は従来の東京駅の約350 m南にあり、旧東京都庁（現在の東京国際フォーラム）の前の地下4階に京葉地下1 - 4番線の2面4線の設備が15両編成対応、プラットホームは有効長310 m、最大幅10.5 mで建設された。八重洲側において東京駅南通路との間が改札内で結ばれており、また丸の内側では自由通路で丸の内地下広場へと通じている。この東京駅南通路と結ぶ連絡通路は、もともと成田新幹線計画に際してその東京乗り入れ駅（通称鍛冶橋駅）との連絡用に、第7プラットホームを東海道新幹線用に転用した際に建設した高架橋が連絡通路を兼ねるように考慮して用意されていたもので、京葉線建設時に転用されたものである。1990年（平成2年）3月10日に京葉線東京駅乗り入れが開業した。翌1991年（平成3年）3月16日のダイヤ改正により、内房線の特急「さざなみ」および外房線の特急「わかしお」は総武本線経由から京葉線経由に変更され、3月19日からは総武本線経由で「成田エクスプレス」の運転が開始されている。また東京駅南口通路はもともと幅が6.9 mしかなかったが、京葉線の開業に合わせて新しい通路が建設されて供用された。新通路は旧通路の北側にあった手小荷物用通路のスペースを含む長さ74 m、幅15 mに及ぶもので、このため従来は南口ドームからまっすぐ東に通路が伸びていたのが、新通路供用後はやや北に通路の位置がずれることになった。
東北・上越新幹線については、当初の工事実施計画では東京駅発着を実現することになっており、上野駅は計画に含まれていなかった。これに対して上野駅周辺住民からは上野駅を設置するよう運動が行われていた。しかし上野駅を追加すると800億円ほど費用が余計にかかることから国鉄当局は難色を示していた。ところが東北新幹線に充てるはずであった東京駅第7プラットホームは東海道新幹線用に使用が開始されてしまい、東北新幹線用に東京駅第6プラットホームのみの1面2線ではターミナル容量が不足することになり、上野にサブターミナルを建設することが現実的と考えられるようになった。これにより工事計画が変更され、1985年（昭和60年）3月14日に上野まで東北新幹線が開通した。一旦上野まで新幹線が開通すると、その後巨額の工事費を投じてまで東京駅へ延長する必要はないのではないかという声が国鉄部内からは上がり始め、方針が決定しないまま国鉄分割民営化を迎えることになった。民営化後、東北地方からの新幹線東京駅乗り入れへの要望が相変わらず強かったこともあり、JR東日本は新幹線の東京駅乗り入れを1989年（平成元年）に決断した。神田駅付近では、新たに線路用地を入手することは不可能であったため、東京と上野を結ぶ列車線の用地を新幹線用に転用することになったが、将来的な東海道線と東北・高崎線の直通運転の可能性を残すためにさらに上に在来線の高架を載せられる強度で新幹線の高架橋が建設された。こうして1991年（平成3年）6月20日に東京駅へ東北新幹線が乗り入れ、第6プラットホーム（12・13番線）が新幹線用に供用開始された。

### 中央線重層高架化と新幹線ホーム増設工事

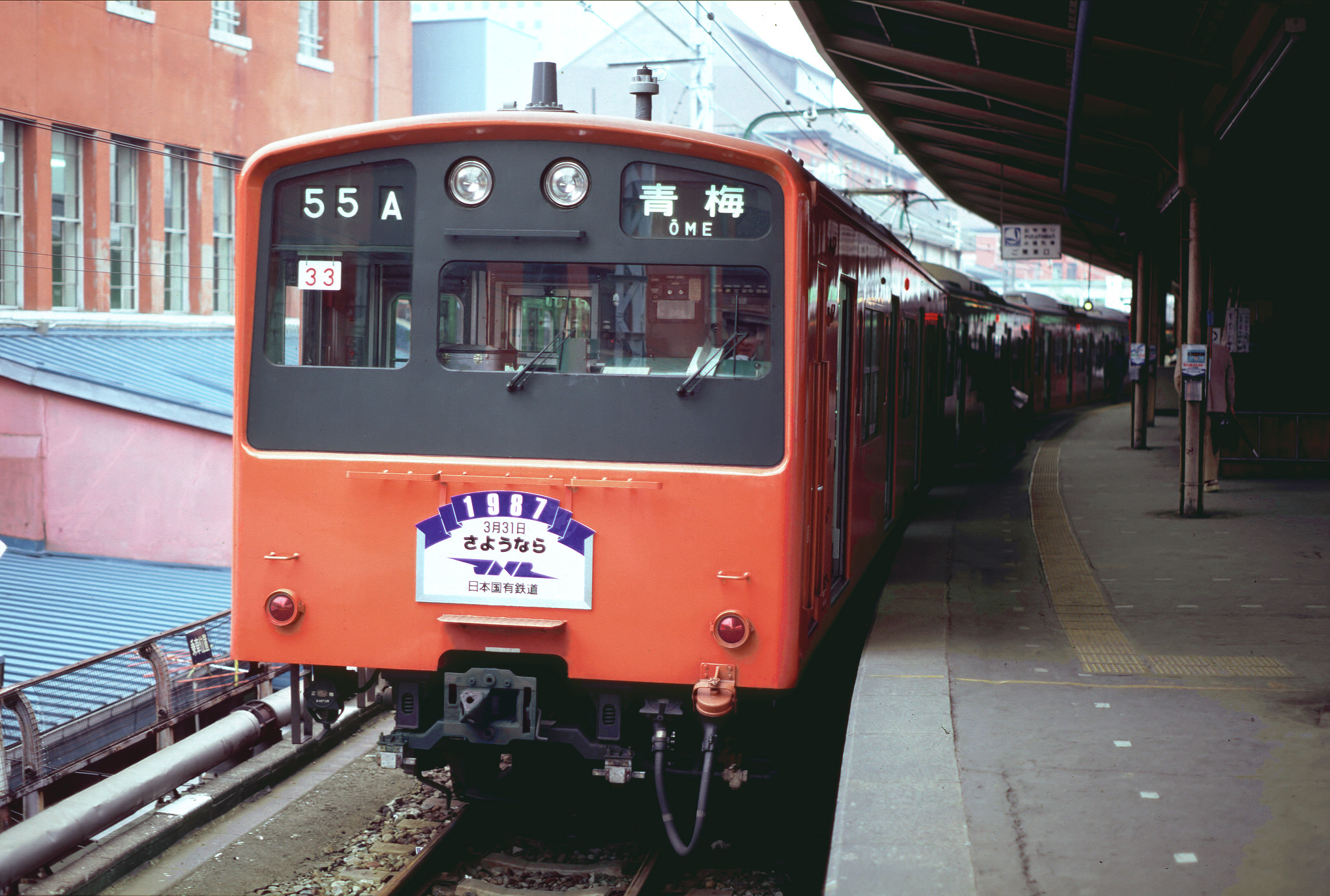
国鉄最末期の第1プラットホームに発着していた時代の中央線（1987年）

東北新幹線の東京駅乗り入れが完成して一息ついたようにみえた東京駅であったが、北陸新幹線高崎 - 長野間の先行建設が決まって再び大規模な工事に着手することになった。東京駅では東北新幹線は1面2線のみで取り扱っており、北陸新幹線に伴う列車増発を受け入れる余地がなかった。高崎で上越新幹線と列車を分割併合する方法も運転計画上困難であるとされ、また上越新幹線計画時に検討されていた大宮から分岐して新宿に乗り入れる方法は工事費が約7000億円に上ると見積もられてやはり困難であった。このため、上野駅に1面2線のプラットホームを増設する案、東京駅に1面2線のプラットホームを増設する案、東海道新幹線に乗り入れて品川駅に1面2線のプラットホームを設置する案の3つが検討された。上野駅での増設案は、地下での工事となり約1500億円の工事費がかかると見込まれ、在来線との乗換が不便という難点があった。品川駅への乗り入れ案は、東海道新幹線の線路容量が限界に達しているという問題があり、また電気設備や車両の対応等まで合わせると約2000億円の費用がかかると見込まれた。このため、在来線に支障するという問題はあったが他の2案より工事費が安いと見込まれた東京駅増設案が採用されることになった。
この結果東京駅第5プラットホーム（9・10番線）を新幹線に転用する必要が出てきた。丸の内駅舎については既に保存の考えになっていたため取り壊すことができず、第5プラットホームを新幹線に明け渡すために必要な在来線の移転余地がなく、結局従来の第1プラットホームより丸の内駅舎側にそれまでよりも約9 m高い位置に新しく第01プラットホームを増設（中央線重層高架化）し、ここに中央線電車の発着を移して、以下順次在来線を順送りに丸の内側へ移転することで新幹線への転用プラットホームを生み出すことになった。第01プラットホームは、既設の第1プラットホーム直上に設置することも検討されたが、コンコースとの旅客流動が第1プラットホーム上で重複して競合することになるため、丸の内側にずらして設置することが選択された。これにより、新設される2番線は第1プラットホームの新3番線（旧1番線）の上部、やや東側にはみ出した位置に設置されることになった。
当初は在来線側から順次工事を進めていく予定であったが、行政機関との中央線重層高架化工事に関する協議が遅れて、1998年（平成10年）の長野オリンピックまでに工事を間に合わせることが困難となってしまった。そこで新幹線工事中東海道本線を2面3線で運行することにし、東海道本線用の第4プラットホームの幅を縮小して空いたスペースに仮プラットホームを設置することで第5プラットホームを使用停止して新幹線の施工スペースを生み出し、在来線と新幹線の工事を同時並行で進めることによって、長野オリンピックに間に合わせることになった。1990年（平成2年）11月9日に東京駅改良工事に着工した。

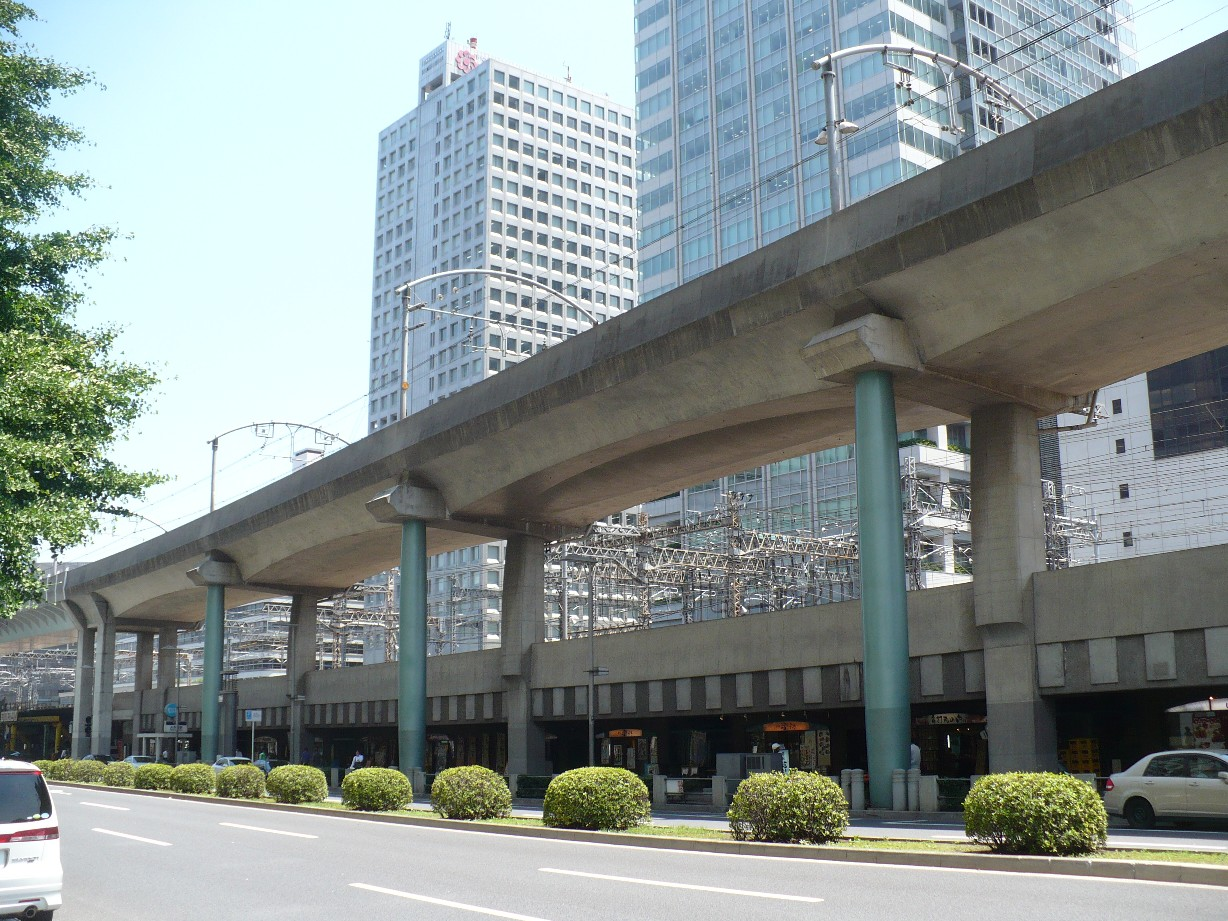
中央線アプローチ高架の支柱は道路側にはみ出して建てられている

中央線重層高架化にあたっては、神田側で国道・都道・区道の上空にアプローチの高架を建設する必要が出てきた。本来道路上空に線路を建設することは認められていないが、鉄道事業法の例外規定を利用して道路管理者との協議を行い、できるだけJR用地内に収めることを条件として道路上空占用許可が得られることになった。そこで一旦道路上空に高架を建設してそこに中央線を切り替え、空いた旧中央線線路敷に本設の橋脚を建設して、その後高架桁をJR用地内に可能な限り振り戻すことにした。これにより日本橋川の橋梁の少し北側で既設線路から分岐し、首都高速都心環状線の高架をくぐったところから34パーミル勾配で登って、東京湾中等潮位に対して+17.3 mの高さのホームに入る設計とした。京浜東北・山手線のレール面高さ+9.1 mに対して8.2 m高い位置である。またホーム有効長は257 mとし幅は最大12.5 mで、一階コンコースと結ぶエスカレーターを設置した。なおこの工事に際して丸の内側で中央通路と南通路の間を遮っていた特別通路（貴賓通路）を一部地下に移転させることで、この間を開通させてコンコース化した。ホームの上屋については、皇居側から丸の内駅舎を見た時にできるだけその屋根の上にはみだして見えないように配慮して設計し、はみだす部分については塗装や形状での工夫を行っている。

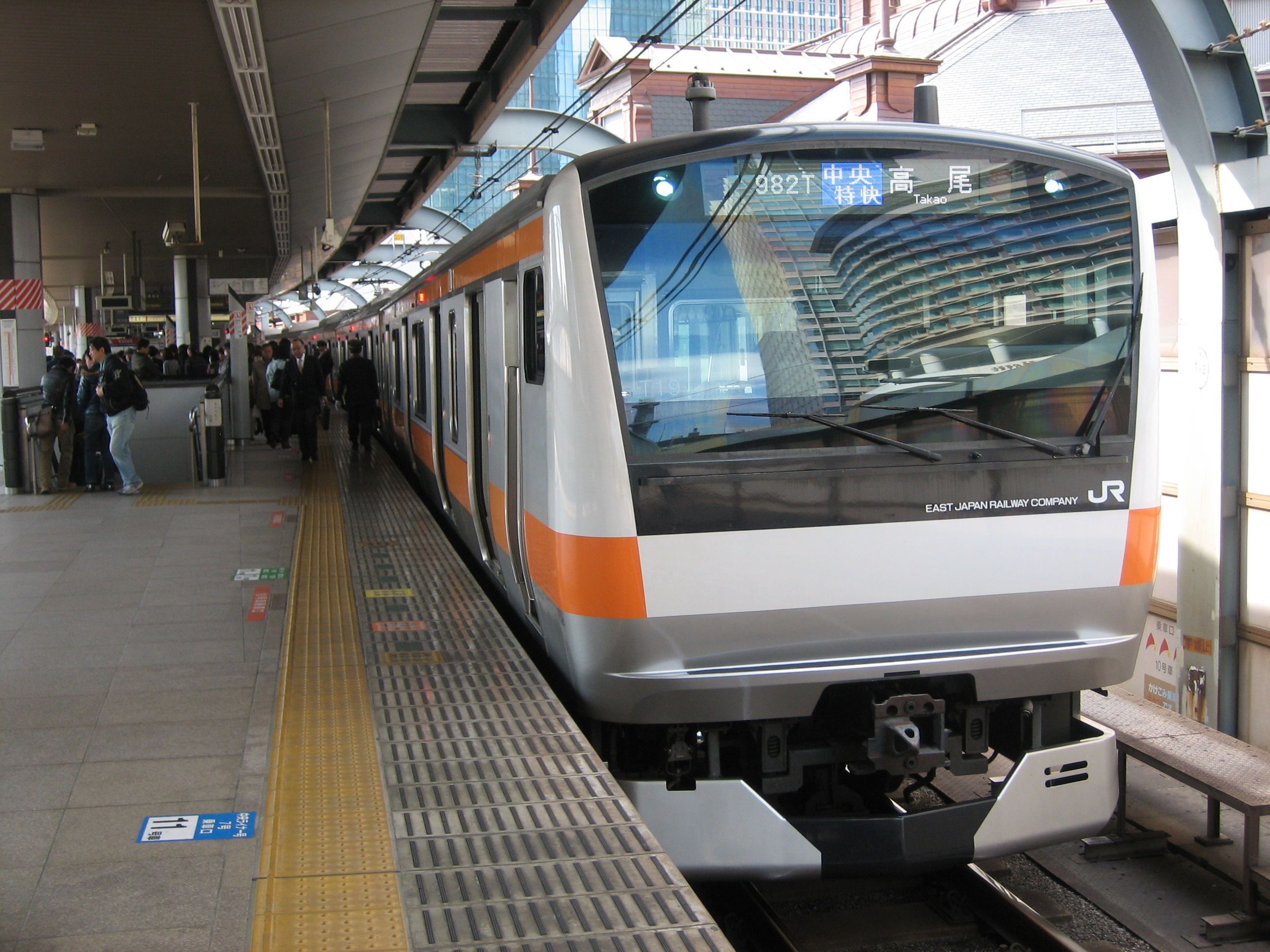
重層高架の第01プラットホームに移転された中央線快速電車

中央線重層高架化工事は、1992年（平成4年）12月1日に着工された。1995年（平成7年）7月2日に切り替え工事が行われ、中央線快速電車を新宿および御茶ノ水折り返しとして東京 - 御茶ノ水間は運休にして10時10分までかけて工事を行い、この日から新設された第01プラットホーム（新1・2番線）に中央線電車が発着するようになった。さらに道路上空を占有していた高架橋を本設位置に振り戻す工事を1996年（平成8年）11月17日に行い、この日も中野・新宿・御茶ノ水で電車を折り返して東京 - 御茶ノ水間を深夜23時過ぎまで運休とし、橋桁を所定の位置に移動させた。
一方その他の在来線については、新幹線増設プラットホームを工事するスペースを生み出すために東海道線の2面3線化の工事から開始された。まず1992年（平成4年）10月4日から第4プラットホームの8番線を使用停止した上で、第4プラットホームの幅を12 mから8 mに縮小する工事を開始した。この縮小された部分に仮設の8番線を建設して、1993年（平成5年）7月4日から使用を再開し、これにより第5プラットホームの9番線を使用停止した。この9番線のあった場所に仮設の第5プラットホーム（幅4 m）を建設してこれに面して仮9番線を設置し、1994年（平成6年）4月10日から使用開始するとともに、第5プラットホームと10番線を廃止とした。これで第5プラットホームが空いたため、このホームを新幹線用に転用する工事が開始された。その後中央線の重層高架への移転が行われて第1プラットホームと旧1・2番線が空くのを待ち、1995年（平成7年）の10月29日から京浜東北線北行を旧3番線（第2プラットホーム）から新3番線（第1プラットホーム）へ、11月5日から山手線内回りを旧4番線（第2プラットホーム）から新4番線（第1プラットホーム）へ、12月17日から山手線外回りを旧5番線（第3プラットホーム）から新5番線（第2プラットホーム）へ、12月24日から京浜東北線南行を旧6番線（第3プラットホーム）から新5番線（第2プラットホーム）へと順送りで切り替えていった。

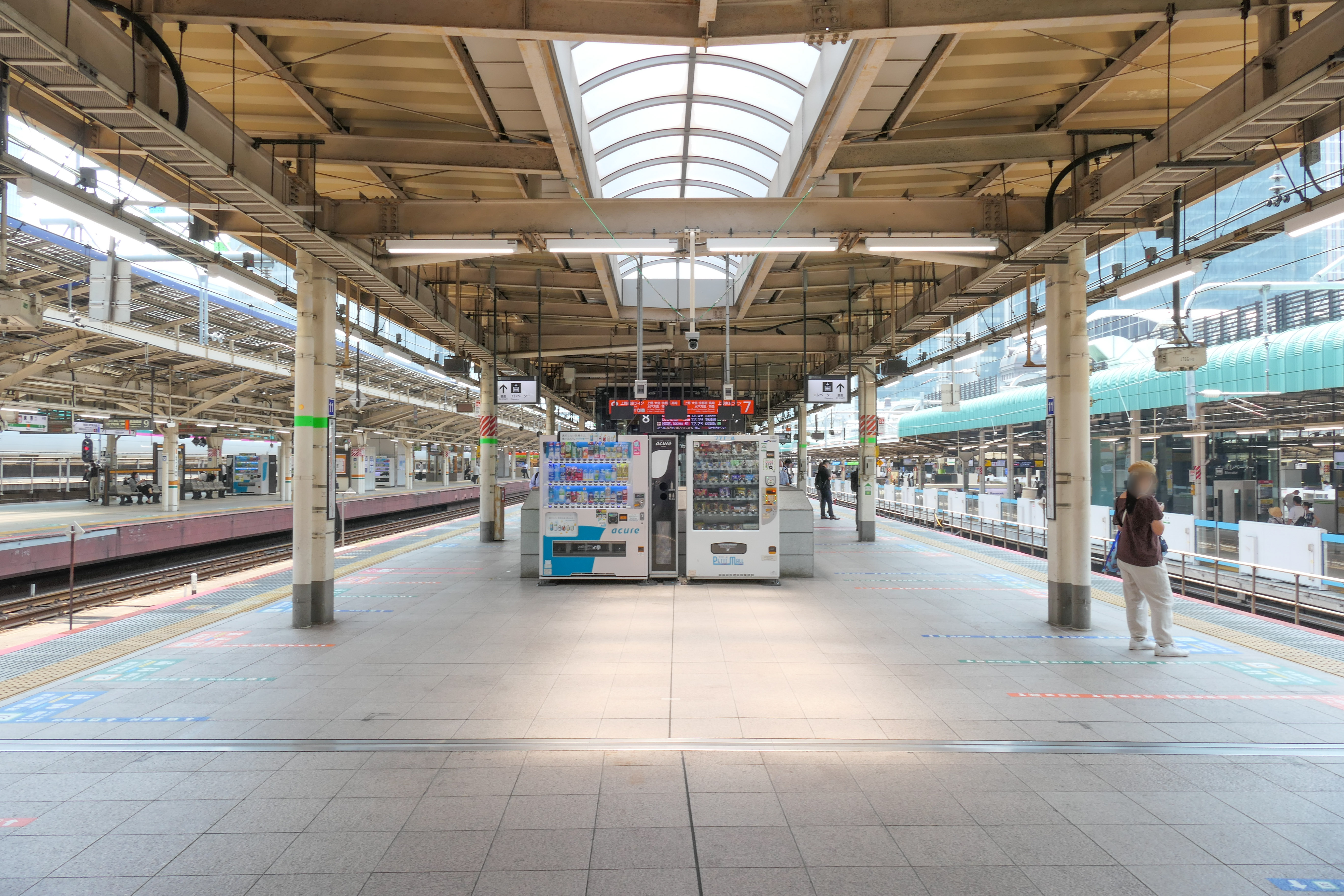
東京駅第3プラットホーム7・8番線

また新幹線ホーム増設に伴い、第5プラットホームの下も新幹線への乗換改札内に取り込まれて乗換コンコースのスペースが不足することから、第3プラットホームの下を高架橋に改築することになった。当初は第2プラットホームの下も改築予定であったが、工期の都合で第3プラットホームのみとなっている。山手線外回り・京浜東北線南行を第2プラットホームへ切り替えて第3プラットホームが使用停止されたのち、プラットホームの撤去、高架橋への改築、約1.2 mのレール面のかさ上げ、新設プラットホームと上屋の設置、有効長を約80 m延長といった工事を半年で施工し、1996年（平成8年）8月23日の線路切り替えにより第3プラットホームの使用が再開された。この際に新7・8番線が使用開始され、また第4プラットホームの旧7番線が新9番線となり、仮設の8・9番線が使用停止された。仮設の第5プラットホームは不要となったので撤去され、新10番線を敷設しまた第4プラットホームの幅を12 mに戻す工事を行って、1997年（平成9年）3月1日に10番線が使用再開され第4プラットホームの幅が12 mに戻った。この際に9番線を使用停止して軌道の改築工事を行い、これも1997年（平成9年）9月7日に使用再開されて、これで東海道線が2面4線使用に復旧した。また第4プラットホームから中央通路に降りる北側の階段は、乗換コンコースの旅客流動への配慮のためこの際に撤去されている。
新幹線用に明け渡された第5プラットホームについては、旧プラットホームを一旦撤去した上で新幹線用の新しいプラットホームを工事した。1997年（平成9年）10月1日に北陸新幹線（高崎 - 長野）が先行開通すると同時に第5プラットホーム（20・21番線）が供用を開始した。この際に第6プラットホームの旧12・13番線は22・23番線に改称されている。20・21番線は上越・北陸新幹線用、22・23番線は東北・山形・秋田新幹線用と使い分けられることになったが、2005年（平成17年）12月10日からこの使い分けは廃止され区別なく発着するようになっている。

### 丸の内駅舎復原事業と東京ステーションシティ計画

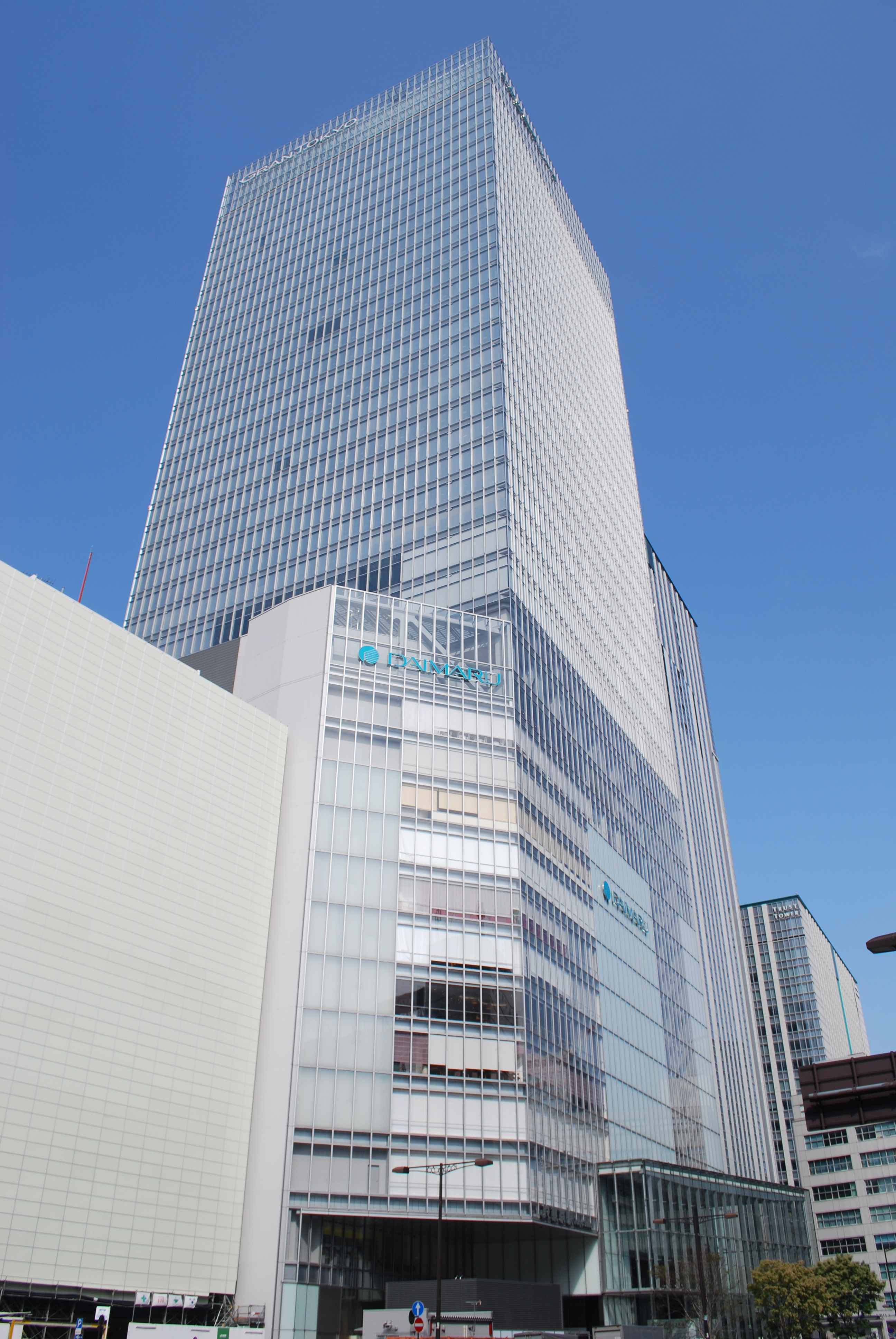
グラントウキョウ ノースタワー（第1期開業分のもの）

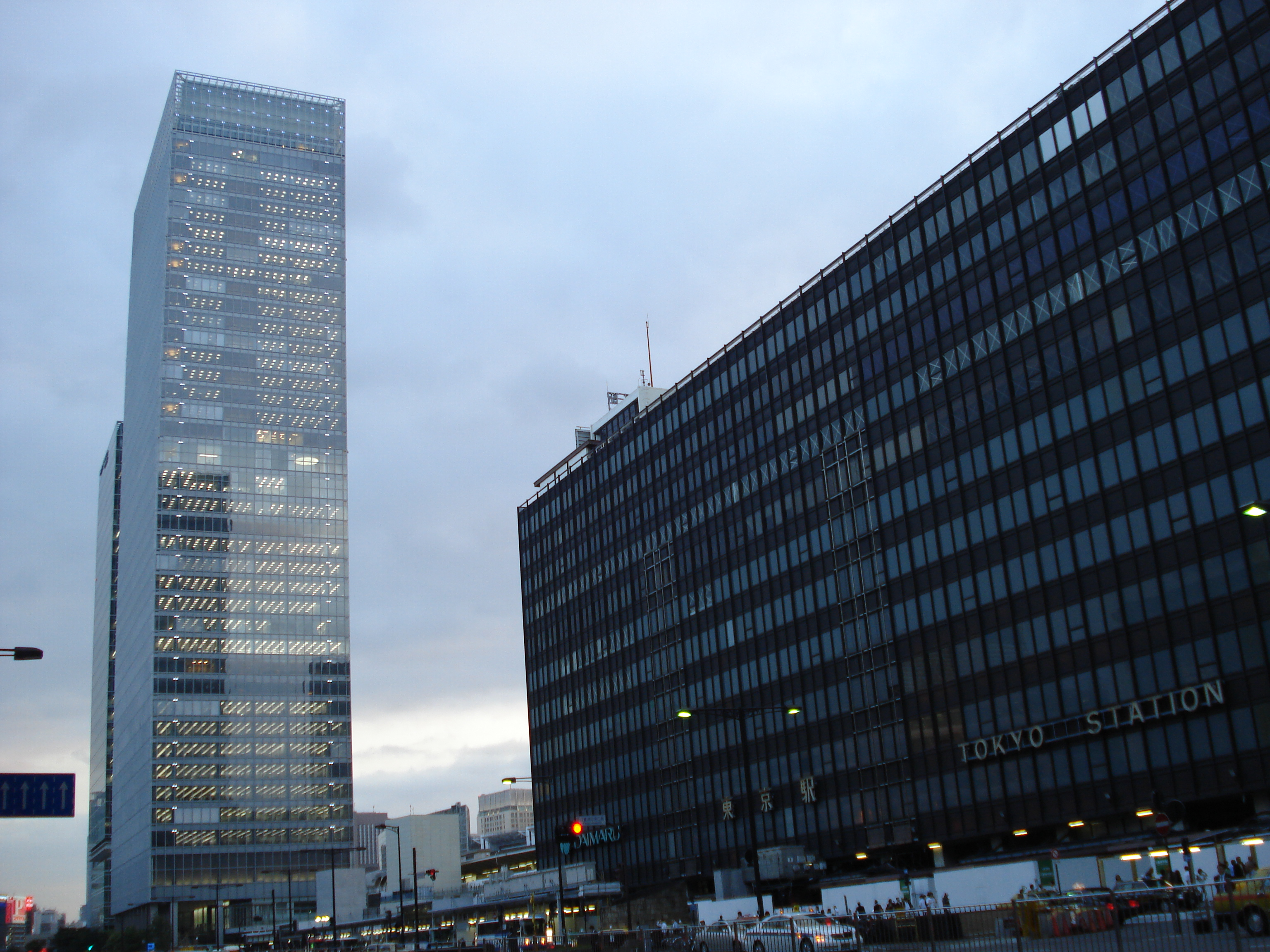
グラントウキョウ サウスタワーと取り壊し前の鉄道会館

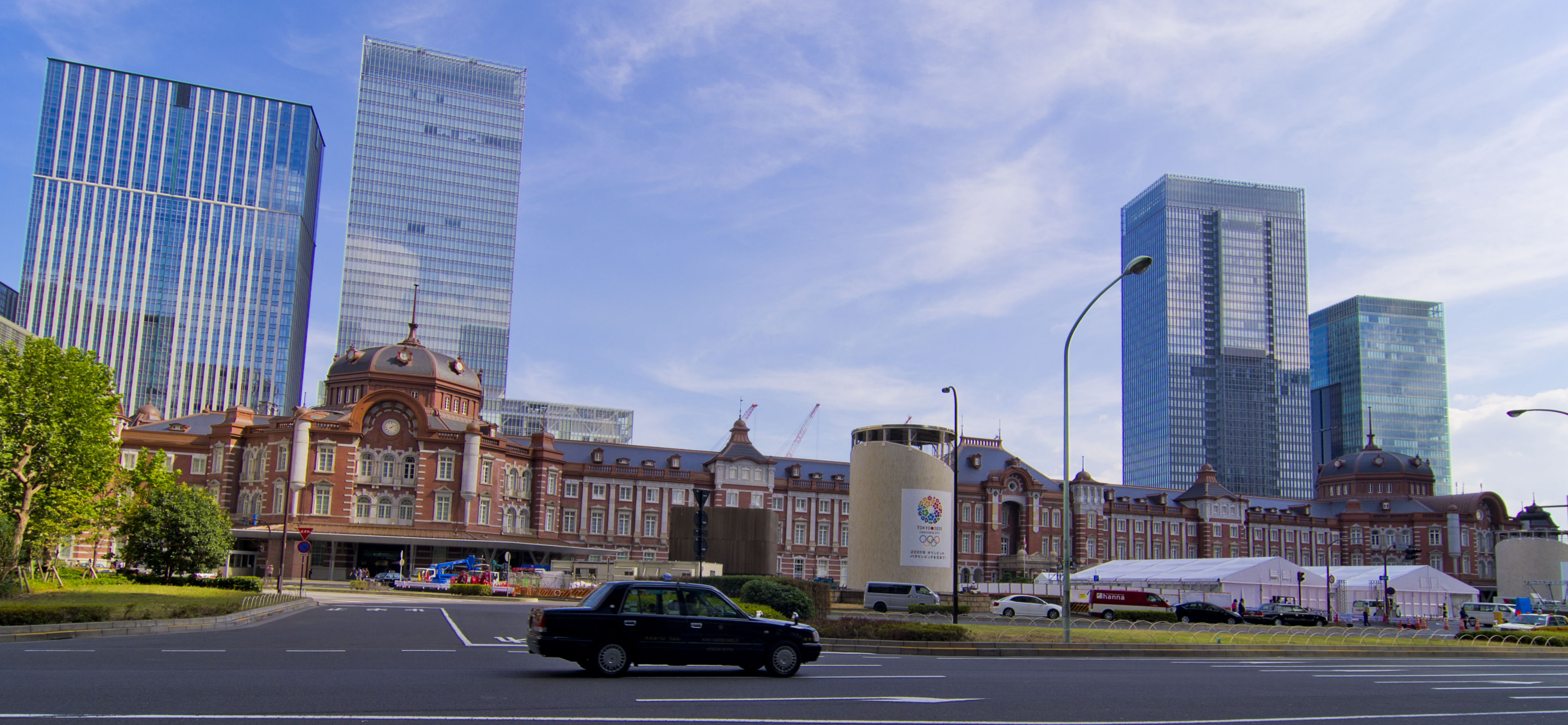
復原された東京駅丸の内駅舎、背後の超高層ビルは左からサピアタワー、グラントウキョウ ノースタワー、グラントウキョウ サウスタワー、パシフィックセンチュリープレイス丸の内

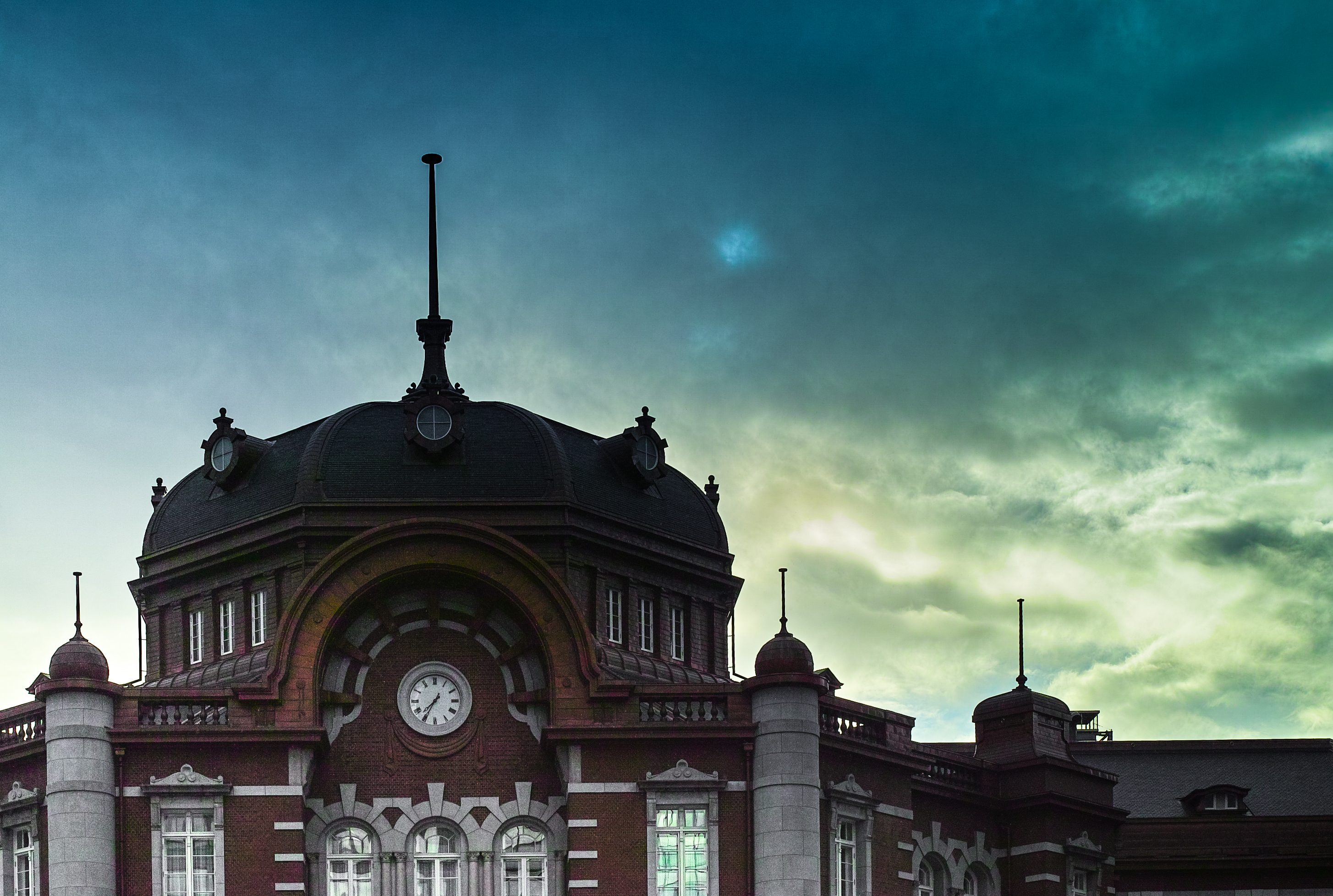
復元された東京駅丸の内駅舎ドーム

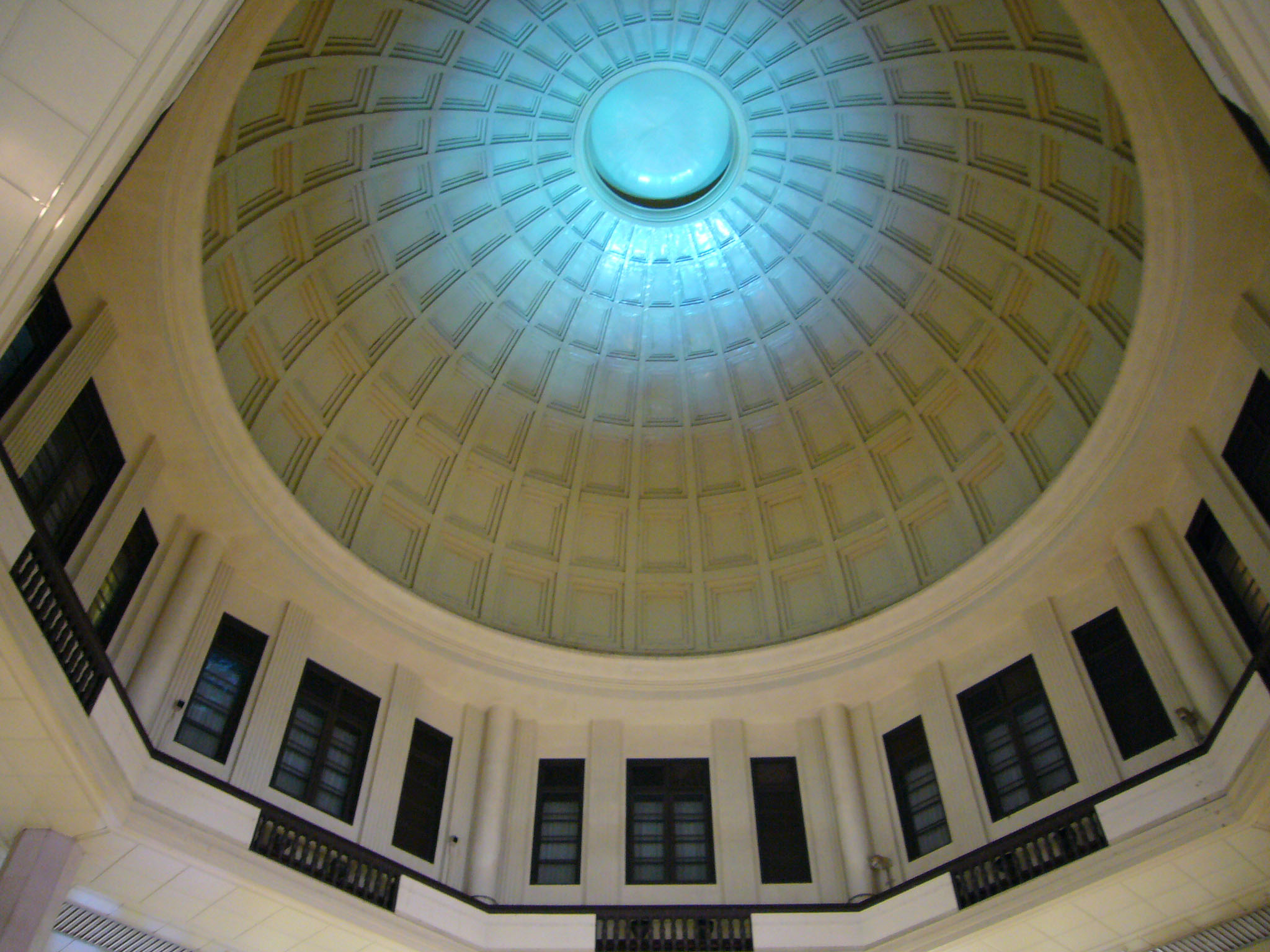
復原前のジュラルミン製ドーム（丸の内南口）

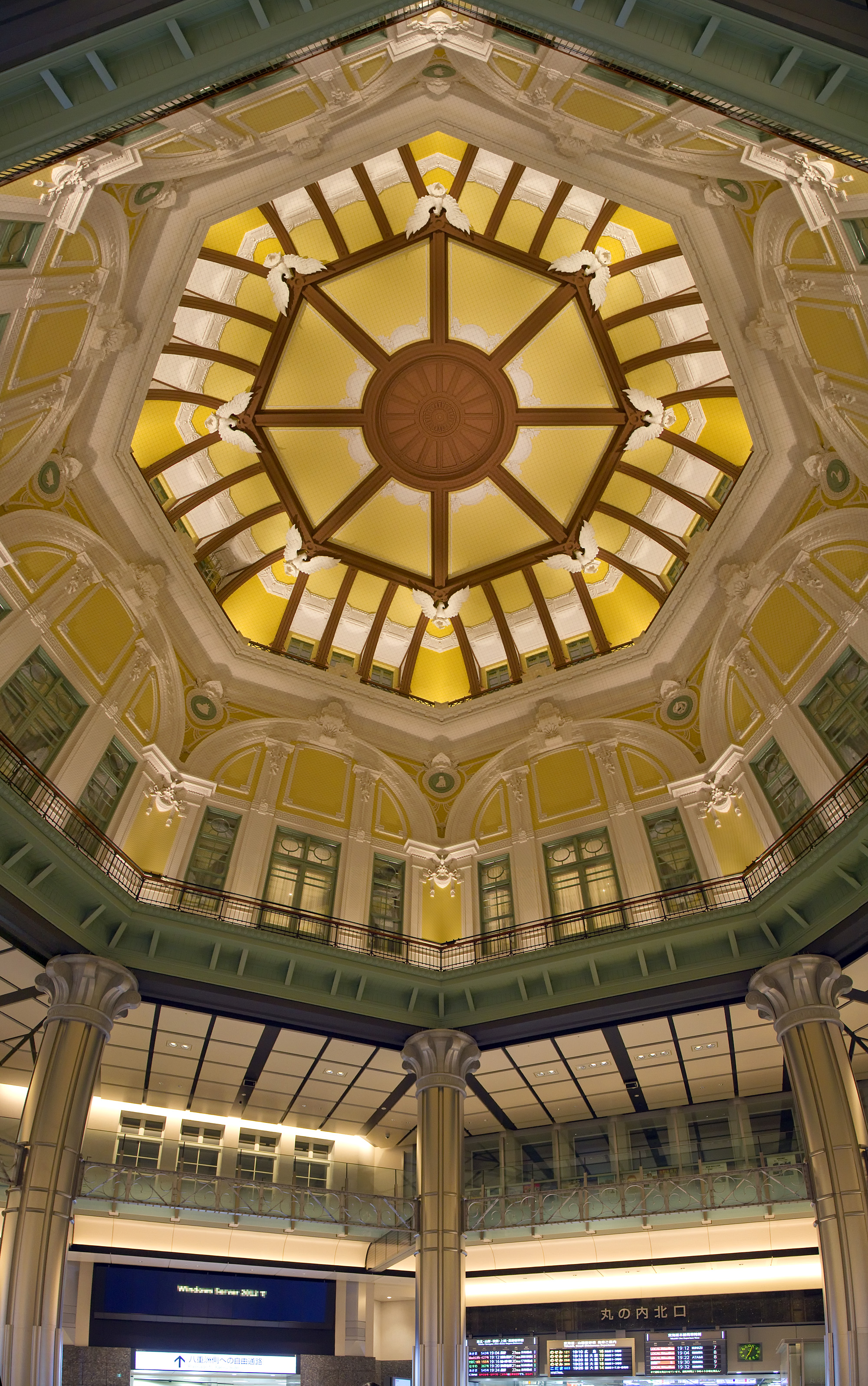
復原完了後の丸の内南口ドーム

東京駅の丸の内駅舎は第二次世界大戦後何度も建て替えの計画が出ていた。1958年（昭和33年）には地上24階、地下4階、高さ88 mの高層ビルに建て替える構想が出たが、当時の建築基準法の高さ31 m規制のために実現不可能であった。東海道新幹線建設に合わせた計画も、新幹線に予想以上の予算がかかったことや、国鉄の中心駅を民衆駅として民間に委ねてしまうことへの国鉄部内の抵抗などから実現しなかった。1981年（昭和56年）には35階建ての超高層ビルに建て替えホーム上部を広場にするという構想が発表されたが、当時の経営破綻状態の国鉄にこれを実現する力はなかった。一方1977年（昭和52年）3月16日の美濃部亮吉東京都知事と高木文雄国鉄総裁の会談において東京駅の建て替えに言及され、これが報道されたことから、東京駅を巡って広く反響を巻き起こすことになった。同年10月21日には、日本建築学会から東京駅を慎重に取り扱うことを求める要望書が国鉄総裁に提出された。さらに1987年（昭和62年）12月11日には再度日本建築学会から、「東京駅丸の内口駅本屋の保存に関する要望書」がJR東日本社長に提出された。12月12日には「赤レンガの東京駅を愛する市民の会」も発足して、復原を目指した要望書の提出などの活動が始まった。
国鉄部内においても、1978年（昭和53年）頃から駅舎を巡って複数の案の検討が行われていた。赤レンガ駅舎を移転保存して全面新築する案、全面保存する案、ファサードのみ保存する案などに高層ビルの建築計画と合わせて検討されている。1988年（昭和63年）に八十島東京大学名誉教授を座長とする東京駅周辺地区再開発調査委員会では「東京駅周辺地区総合整備基礎調査」を発表し、丸の内側駅舎については現在地での形態保存が適当との報告がまとめられた。この際に駅舎上空の容積率を地区内の他の敷地に移転する方法に言及している。1990年代には引き続き東京駅丸の内駅舎の復原や活性化に関する様々な構想が打ち出されるとともに、保存を考慮した具体的な調査が行われるようになった。
1999年（平成11年）10月、当時の石原慎太郎東京都知事と松田昌士JR東日本社長の会談により、創建当初の形態に復原することで基本認識が一致した。2001年（平成13年）には東京都が「東京駅周辺の再生整備に関する研究委員会」を主宰し、東京駅周辺地区での都市基盤整備に関する課題解決と活力創造を推進するための検討を行い、12月に提言を行った。これを受けて具体的な都市計画決定が行われ、2002年（平成14年）2月15日の石原慎太郎東京都知事と大塚陸毅JR東日本社長の会談により、具体的な復原の作業が動き出すことになった。なお、2003年（平成15年）4月18日に「東京駅丸ノ内本屋」として文化審議会において重要文化財に指定するよう答申が出され、5月30日に重要文化財指定が告示された。
500億円かかると見込まれた復原工事の費用を捻出する手段となったのが、容積率の移転である。高度な業務集積地区において、歴史的建造物の保存・復原や文化的環境の維持・向上を図るために、高い容積率を利用することが望ましくない建物の未利用の容積率を、その周辺の一定地域内において移転することを認める「特例容積率適用区域」（2004年の法改正により特例容積率適用地区に改称）の制度が2000年（平成12年）の建築基準法・都市計画法の改正により認められるようになった。この制度の最初の適用事例として、東京駅周辺地区を指定することが都市計画決定され2002年（平成14年）6月28日に告示された。これにより丸の内駅舎が本来持っている容積率が、JR東日本が関わって八重洲側で開発を進めることになったグラントウキョウの2つのビルだけでなく、三菱地所が開発する東京ビルディング（東京ビル）や新丸の内ビルディング（新丸ビル）などへも移転されることになり、その対価が東京駅の復原事業に充てられることになった。
またこの時期には、東京駅の丸の内側の多くのビルを管理する三菱地所の側でも、丸の内ビルディング（丸ビル）や新丸ビルの老朽化が進んで阪神・淡路大震災以降の耐震基準では相当な補強が必要と判定され、貸しビルとして成り立たないと認識するようになった。このため10年ほどの時間をかけて丸の内地区のビルを一斉に建て替えていく方針となった。これにより、丸ビル（2002年竣工）、三菱信託銀行本店ビル（現三菱UFJ信託銀行本店ビル、2003年竣工）、日本生命丸の内ビル・丸の内オアゾ（2004年竣工）、明治安田生命本店ビル（2004年竣工）、東京ビル（2005年竣工）、三菱商事ビル（2006年竣工）、新丸ビル（2007年竣工）と陸続とオフィスビルが建てられていくことになった。特に丸の内オアゾは旧国鉄本社ビルの跡地に建てられたものであった。こうした丸の内の再開発の進捗もあり、東京駅の乗降客数は第二次世界大戦後長らく八重洲側の方が丸の内側より多かったのが、2002年9月に逆転して丸の内側の方が多くなるという影響もあった。
東京駅北東側の日本橋口については、旧CTCビルを取り壊した後にJR東海が主体となって地上14階、地下3階の丸の内中央ビルを建設し、2003年2月に開業した。1階は駅コンコースになっており、2階には一部新幹線の線路が入り込んでいる。この建物の建設のために、東海道新幹線の第8・9プラットホームを25.2 m新大阪方に延伸し、列車の停止位置も18.1 m新大阪方に移設して、末端側の高架橋を一部撤去している。さらにその北西側にJR東日本の単独事業としてホテル、オフィス、コンファレンスの3機能を備えた地上35階、地下4階のビルが建設され、2007年3月8日にサピアタワーとして開業した。このサピアタワーの開業以来、「東京駅が街になる」というコンセプトのもと、「TOKYO STATION CITY（東京ステーションシティ）」と命名して開発が進められている。
八重洲側でも、駅前広場が増大する交通需要に対応しきれていないといった問題があったことから、駅前広場の再整備と東京駅の新たな顔としての再開発事業を行うことになった。こちらでは、JR東日本の他に周辺地権者である三井不動産、鹿島八重洲開発、国際観光会館、新日本石油とともに共同開発することになり、それぞれの所有する敷地を一体化し、駅前広場をはさんで南北に2棟の超高層ビルを建て、中央部に新しい駅舎とデッキを建設することになった。既存の鉄道会館ビル（八重洲駅舎）を撤去することにより八重洲駅前広場の奥行きを広げることになっている。建物のコンセプトは「水晶の塔」と「光の帆」で、重厚で歴史を感じさせる丸の内側に対して、八重洲側の先進性・先端性を象徴することを期待したものとなっている。中央部はテフロン膜で構成した大屋根で駅全体を覆い、雨風を防ぎつつ駅全体に柔らかい光を落とす、高さ30 m、長さ240 mの空間を創出する構造で、大屋根下の広場空間が駅前広場に直結することになる。
2004年（平成16年）9月10日に八重洲口のツインタワーに着工された。新しいビルはヘルムート・ヤーンによる設計で、延べ床面積は35万6711平方メートルに達する。ツインタワーはグラントウキョウと命名され、北館の「グラントウキョウ ノースタワー」は43階建て、南館の「グラントウキョウ サウスタワー」は42階建てで、2007年（平成19年）11月6日にオープンした。サウスタワーの地下には飲食店街「グランアージュ」が開業している。また鉄道会館内の大丸もノースタワーの低層部に移転開業した。ノースタワーはこの段階では第1期完成であり、引き続き鉄道会館ビルの解体を進めそれと並行して中央部を含む第2期工事に着手された。もともと鉄道会館ビルは八重洲通の正面に建っており、海からの風に対して遮る壁のようになっていたが、ツインタワーに建て替えられてその間が吹き抜けのようになることで、海からの風が丸の内方面に流れ込むことになる。早稲田大学建築学科の尾島敏雄教授のシミュレーションによれば、これにより丸の内側の風速は約1.3倍に、気温は1 - 2度程度下がると計算され、ヒートアイランド対策に貢献するとされている。
鉄道会館撤去後は中央の大屋根部の建設に着手した。この部分はグランルーフと命名された。グランルーフは地上4階地下3階で、2009年（平成21年）4月に安全祈願祭を実施し、7月に工事に着手した。2011年（平成23年）3月23日からジェイアールバス関東の営業施設などが移転して南部先行開業となった。
丸の内駅舎については、2001年（平成13年）の「東京駅周辺の再生整備に関する委員会」で目標として示された、外観の復元を行うこと、南北ドーム見上げ部分の復元を行うこと、現存している部分を可能な限り保存し活用することなどの基本方針に従って、復原の検討が行われた。この工事に際して、JR東日本では「現存する建造物について、後世の修理で改造された部分を原型に戻す」という意味で「復元」ではなく「復原」という言葉を採用している。2007年（平成19年）5月30日に起工式が行われて保存復原工事に着手された。
この復原では赤煉瓦駅舎を恒久的に保存・活用することが目的であるため、耐震性能を確保する必要があった。そこで目標とする耐震性能として、震度5程度では煉瓦壁にひび割れが発生せず、想定する最大の震度7クラスではひび割れは発生するが、大きな補修を加えなくても使用を継続できることと設定した。この耐震性能を満たすために必要な補強量を計算したところ、在来工法では壁の5割ほどに補強を施す必要があったが、免震工法を取り入れると耐震補強はほとんど不要であることが判明した。免震工法を採用する上で課題となったのは、地震時に建物が動くことになるため、特に近接する中央線の高架橋との離隔を確保すること、非免震部と免震部の境界における安全性を確保することであった。様々な検討を行ったが、結局中央線の高架橋との離隔については、北ドームの部分で一部煉瓦壁を撤去して奥に新しい壁を構築することで確保することになった。南ドームについても一部の煉瓦壁を削っている。また境界の問題については変形に追従するエキスパンション・ジョイントを導入することになった。

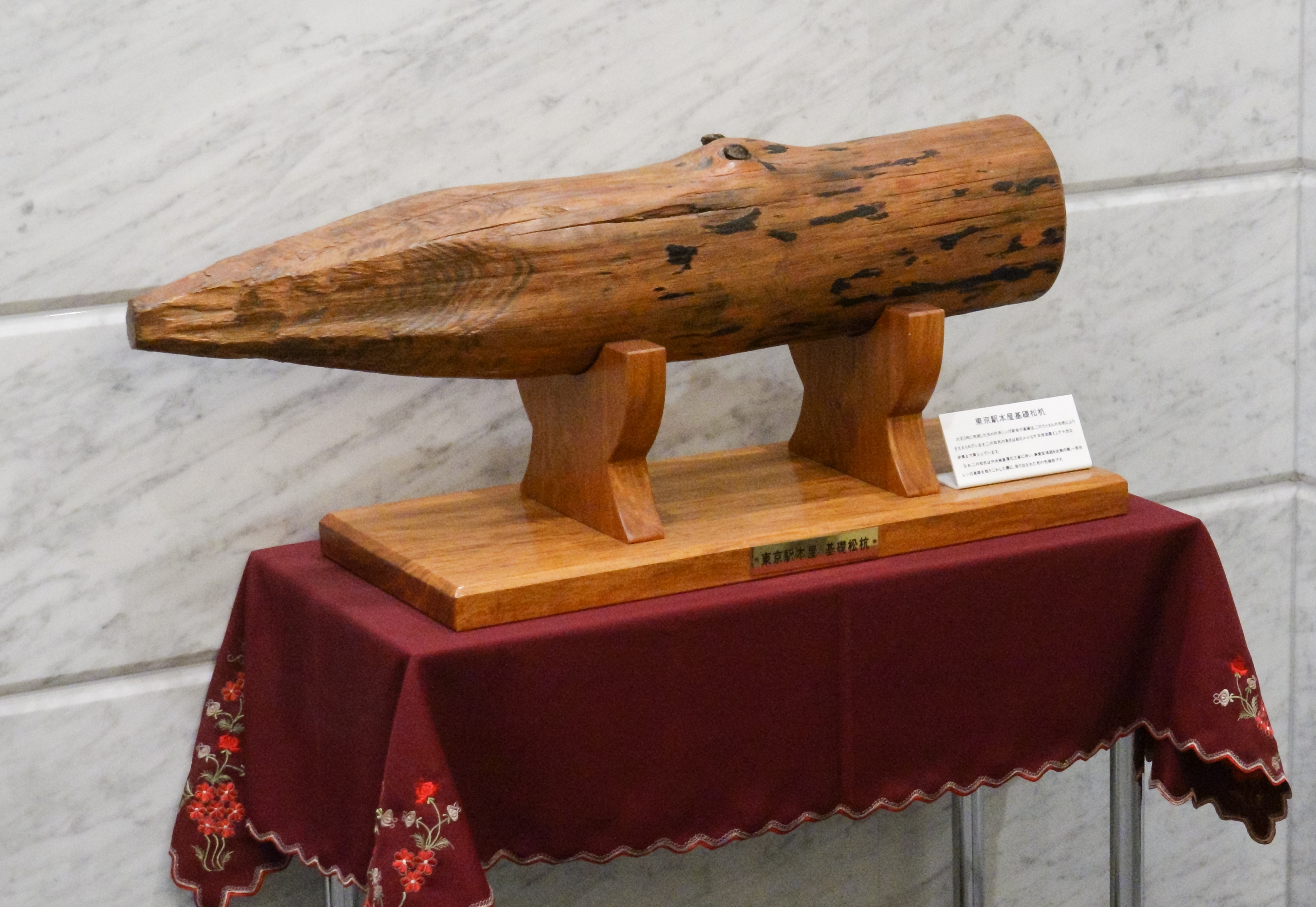
撤去された松杭基礎

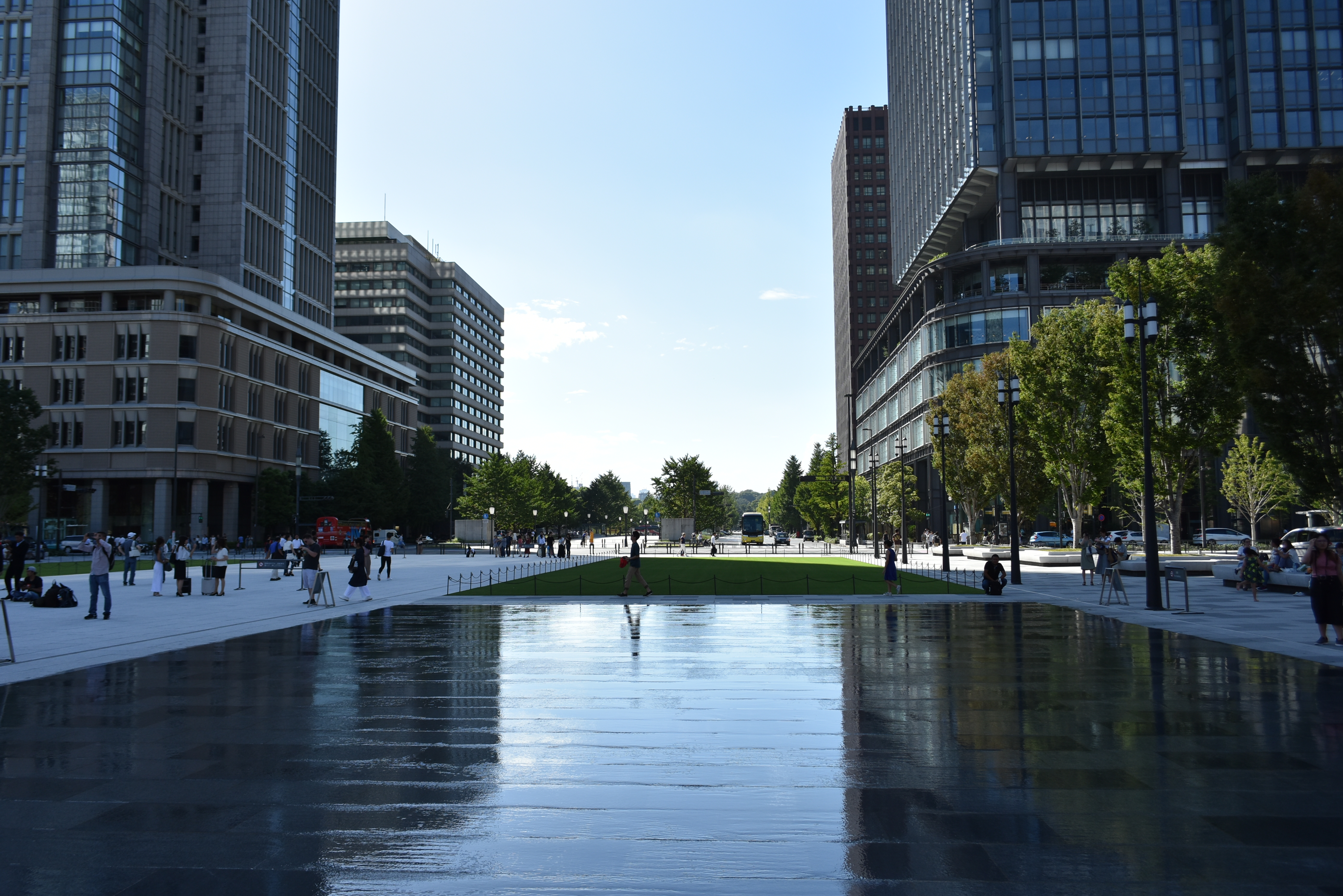
東京駅丸の内駅前広場（2018年8月25日撮影）

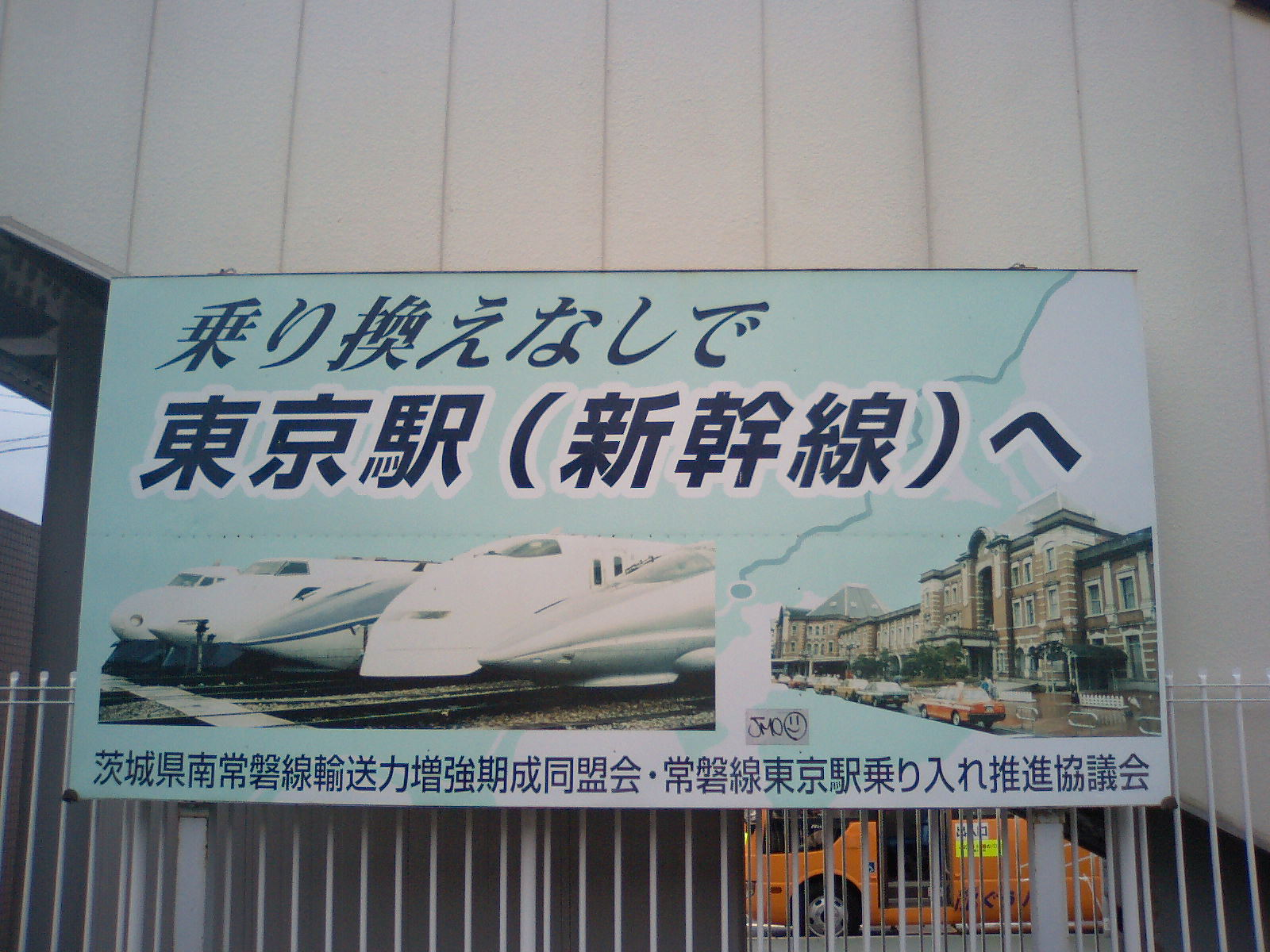
佐貫駅にある、上野東京ラインの早期実現を要望する看板。（2007年8月29日）

免震層は、駅舎1階と新たに設ける地下1階との間に設ける方式を採用した。このため駅舎の内部や周囲でまず仮受けする支柱を打ち込み、その後駅舎下に徐々に駅舎を支える縦梁を構築して、仮受け支柱上に設置したジャッキで次第に荷重を受け替えていった。その際に、駅舎は全長335 mに渡って一体の構造物でエキスパンション・ジョイントなどはないため、変形角が1500分の1を超えると煉瓦壁にひび割れが発生することが分かっていたことから、変形角を測定しながら荷重の受け替えを進めた。仮受けが完了した後、従来の基礎であった松杭をすべて除去して地下躯体を構築し、その後免震アイソレータ352基の上に駅舎の荷重を再度受け替える作業を行い、仮受け支柱を撤去して作業完了となった。また一般的な免震建物では30 - 50 cm程度の変位量であるのに対して、中央線高架橋への接触を防ぐ目的でオイルダンパーを158台設置し、これにより変位量を10 cm程度に抑えている。2011年（平成23年）9月末に免震化が完成し、煉瓦のひび割れなどは発生させることなく完了することができた。
駅舎の保存・復原に関しては、当初の駅舎に使用されていた炭殻コンクリートについて圧縮試験の結果から、安全性の問題によりやむを得ず撤去することになった。また戦災を受けた鉄骨については、火災の影響が小さく再活用が可能と判断されたため、一部変形が激しいもののみ補強材を入れるのみで基本的に再利用が行われた。復元する3階部分については鉄骨鉄筋コンクリートで建設され、屋根組も基本的に現代の材料と技術により復原されている。線路側外壁のモルタルは撤去して、この部分と3階の外壁について化粧煉瓦、花崗岩、擬石により復原を行った。
屋根は、創建当初は雄勝産の天然スレート約7600平方メートルで葺かれていたが、戦災復旧に際して鉄板葺きとなり、1952年（昭和27年）、1973年（昭和48年）、1990年（平成2年）と3回にわたって天然スレートでの葺き替えが行われてきた。復原工事前のスレートは登米産のもので、ドーム部と中央部は魚鱗葺き、切り妻部は一文字葺きとなっていたが、復原に当たって創建当初の一文字葺きに統一された。復原にあたって必要とされたスレートは45万7350枚（8790平方メートル）で、13万5450枚（2160平方メートル）は登米産のものを再利用し、雄勝産2万2800枚（430平方メートル）とスペイン産29万9100枚（6200平方メートル）で補う計画とされていた。しかし東日本大震災により宮城県で出荷準備中のスレートが流失・破損し、3万2120枚が不足したことからこの分もスペイン産で補われた。最終的に雄勝産1万5000枚（250平方メートル）、登米産11万1130枚（1480平方メートル）、スペイン産33万1220枚（7060平方メートル）となり、被災したスレートのうち使用可能と判断されたものは南北ドームや中央部など象徴的な場所を選んで配している。
ドーム内部の設計図は1枚しか残っておらず、写真も白黒のものだけであったことから、深井隆東京芸術大学教授の監修により古写真の分析などを用いてレリーフを復原した。南ドーム3階壁面南東側のレリーフのみは、戦災後も一部残存していたことからこれを樹脂を含浸して補強し石膏パーツで強化補強してそのまま取り付けている。
こうして2012年（平成24年）10月1日に復原工事が完成しグランドオープンとなった。復原駅舎は地上3階（一部4階）、地下2階建、延べ床面積約4万3000平方メートルで、このうち駅施設およびトラベルサービスセンターが約7800平方メートル、ホテルが約2万800平方メートル、ギャラリーが約2900平方メートル、地下駐車場が約3600平方メートル、設備室などが約7900平方メートルとなっている。
2013年9月20日には、八重洲側に建設中であったグランルーフがオープンとなった。同時にグランルーフ直下の地下1階の商業施設「キラピカ通り」もグランルーフフロントとしてリニューアルオープンした。グランルーフは、地上3階地下3階建て総面積約1万4000平方メートルで、全長約230メートルの膜状の大屋根を備えている。2階のデッキはノースタワー、サウスタワーそれぞれの2階に直結している。さらに駅前広場の工事が続けられており、2014年秋にバス、タクシー乗り場、一般車乗降場を備えた約1万700平方メートルの交通広場が完成することになっている。外堀通り沿いには、サウスタワー建設時に出土した江戸城外堀の石垣の一部を活用した石垣が設けられる。
東北本線や常磐線などの列車は、1973年（昭和48年）の打ち切り以来東京駅への乗り入れが廃止となっていた。これを、東北新幹線の線路に神田付近で重層化を行うことにより再び東京駅へ乗り入れられるようにする工事が進められている。当初は2013年度開業の予定であったが、東日本大震災の影響などにより遅れ、2014年度を目指して工事が進められ、2015年（平成27年）3月14日に上野東京ラインとして開業した。さらに東京駅の主要3本の通路のうち唯一拡張工事が行われておらず混雑していた北通路は、従来の幅員6.7 m、天井高2.2 mから幅員10.0 m、天井高2.6 mへ拡張する工事が行われることになっており、2020年度の全体完成を目指している。
2020年2月18日、JR東日本は、同年6月17日に商業施設「グランスタ東京」として拡大開業し、北地下自由通路に直結する「グランスタ地下北口」改札が供用を開始する予定であることを発表した。
東京駅丸の内駅舎の復原整備に引き続き、東京駅とJR東日本が連携して丸の内駅前広場の整備が進められてきた。従来駅前広場を斜めに横切っていた都道を移転して再整備し、行幸通りとの連携性を重視して中央付近に約6,500平方メートルの歩行者空間を整備し、その南北に交通広場をそれぞれ整備して、2017年（平成29年）12月7日に全面供用開始された。同日、天皇・皇后、内閣総理大臣安倍晋三、東京都知事小池百合子が出席して完成記念式典が開かれた。また工事開始以来、一時撤去されて収納されていた井上勝像が駅前広場の北西端付近に再設置された。12月8日には、2007年（平成19年）4月以来中止されていた、東京駅を出発する信任状捧呈式の馬車行列が再開された。

## 年表
- 1888年（明治21年）8月16日 - 東京市区改正条例公布、新橋と上野を結ぶ高架鉄道の敷設および中央停車場の建設が決まる[29]。
- 1889年（明治22年）5月20日 - 東京府告示第37号により市区改正設計が公示される[44]。
- 1890年（明治23年）9月17日 - 新橋と上野を結ぶ高架鉄道と、その中間に中央停車場を建設するよう、内務省が鉄道庁長官に対して訓令[32]。
- 1893年（明治26年）8月5日 - 日本鉄道上野 - 新橋間免許申請[43]。
- 1896年（明治29年）
  - 2月4日 - 第9回帝国議会において中央停車場に関する予算が可決成立する[45]。
  - 4月28日 - 市街高架線および中央停車場の建設を担当する部署として、新永間建築事務所が発足する[48]。
- 1900年（明治33年） - 市街高架線に着工[57]。
- 1902年（明治35年）7月 - 中央停車場構内の高架橋工事に着手[100]。
- 1903年（明治36年）12月 - 駅舎の設計が辰野金吾に依頼される[78]。
- 1908年（明治41年）3月25日 - 駅舎基礎工事着手[113]。
- 1909年（明治42年）
  - 6月17日 - 駅舎基礎工事竣工[113]。
  - 10月1日 - 鉄骨製作着手[113]。
- 1910年（明治43年）
  - 9月15日 - 仮駅の呉服橋駅が開業[97]。工事中の当駅を通り抜けた300m北側（神田駅寄り）に存在した。
  - 8月1日 - 駅舎鉄骨組み立て着手[113]。
  - 12月 - 駅舎設計作業完了[89]。
- 1911年（明治44年）
  - 4月20日 - 壁体および床工事着手[113]。
  - 7月31日 - 鉄骨製作竣工[113]。
  - 9月12日 - 駅舎鉄骨組み立て竣工[113]。
- 1912年（明治45年）5月17日 - 屋根および内部工事着手[113]。
- 1913年（大正2年）5月18日 - 壁体および床工事竣工[113]。
- 1914年（大正3年）
  - 3月19日 - 屋根および内部工事竣工[113]。
  - 12月5日 - 鉄道院総裁達第113号により中央停車場の正式駅名が東京駅と告示される[125][126]。
  - 12月15日 - 全工事竣工[113]。
  - 12月18日 - 開業記念式典を挙行[127]。
  - 12月20日 - 東京駅開業（旅客駅）[366]。東海道本線の起点となる[367]。呉服橋駅廃止[366]。京浜線電車運転開始[129]。
  - 12月26日 - 京浜線電車運転休止[129]。
- 1915年（大正4年）
  - 5月10日 - 京浜線電車運転再開[129]。
  - 11月2日 - 東京ステーションホテルが丸の内駅舎内に開業[368]。
  - この年、国鉄初の電気時計が設置される[369]。
- 1919年（大正8年）
  - 1月16日 - 電車降車口に電車区間の出札所設置[370]。
  - 1月25日 - 電車降車口を電車口と改め、乗降双方に供する[370]。
  - 3月1日 - 中央本線が乗り入れてその起点となる。山手線電車と直通して「の」の字運転が開始される[142]。近距離電車のみの乗り入れで、長距離列車は従来通り飯田町駅発着のままだった[145]。
- 1921年（大正10年）
  - 2月16日 - 東京ステーションホテル滞在中の朝鮮時事新聞社社長閔元植が暗殺される（閔元植暗殺事件）[146]。
  - 11月4日 - 当時の内閣総理大臣原敬が乗車口で暗殺（刺殺）される（原敬暗殺事件）[146]。
- 1923年（大正12年）
  - 7月1日 - 東京 - 下関間に三等車連結の特別急行列車を運転開始[169]。
  - 9月1日 - 関東大震災により被災、通常営業再開は9月21日[148][149]。
- 1925年（大正14年）
  - 4月26日 - 中央線と山手線の直通運転「の」の字運転を廃止し、それぞれ東京駅にて折り返し運転とする[新聞 2]。
  - 9月15日 - 第1・第2プラットホームを延長して降車通路への階段を造る、電車口は閉鎖となる[157]。
  - 11月1日 - 東北本線（電車用の複線）が乗り入れてその起点となる、山手線環状運転開始[154]。
  - 12月13日 - 東海道本線東京 - 国府津間および横須賀線大船 - 横須賀間電化完成[166]、横須賀線電気機関車牽引の試運転開始[167]。
- 1926年（大正15年）
  - 8月2日 - 横須賀線電気機関車営業運転開始[167]。
  - 8月25日 - 東海道本線電気機関車試運転[167]。
- 1927年（昭和2年）7月1日 - 東海道本線の列車を電気機関車使用に全面切り替え[167]。
- 1928年（昭和3年）4月1日 - 東京 - 上野間に列車用の複線が追加で開通、これにより上野との間が複々線化[139]。
- 1929年（昭和4年）
  - 4月15日 - 町名変更により所在地が永楽町から丸ノ内に変更となる[371]。
  - 9月15日 - 一・二等特急を「富士」、三等特急を「桜」と愛称を制定し、運転開始[170]。
  - 12月16日 - 八重洲口開設、電車区間のみ取り扱い[371]。
- 1930年（昭和5年）
  - 3月15日 - 横須賀線列車が電車運転に切り替え[167]。
  - 4月3日 - 自動乗車券券売機を設置[372]。
  - 10月1日 - 特急「燕」運転開始[171]。
  - 11月14日 - 当時の内閣総理大臣濱口雄幸が第4ホームで狙撃される[147]。
- 1933年（昭和8年）
  - 10月31日 - この日限りで東京ステーションホテルの精養軒への営業委託を解除[373]。
  - 12月27日 - 東京ステーションホテルを東京鉄道ホテルと改め、鉄道省直営で営業を再開[374]。
- 1934年（昭和9年）
  - 10月13日 - 東京駅収入金差押え事件発生[176]。
  - 12月1日 - 丹那トンネル開通、「燕」が電気機関車牽引となる[172]。荷物電車ホームを新設する[375]。
- 1937年（昭和12年）
  - 4月1日 - 特別一等駅に指定される[375]。
  - この年、第5プラットホーム着工[181]。
- 1939年（昭和14年）
  - 6月10日 - 八重洲口と結ぶ跨線橋を移転[376]。
  - 11月 - 駅構内の車両基地機能の品川客車操車場への一部移転を実施[185]。
- 1941年（昭和16年）11月1日 - 混雑緩和のため電車口を中央口として再開[194][370]。
- 1942年（昭和17年）
  - 9月25日 - 第5プラットホーム（9・10番線および中線の11番線、第6プラットホーム用に予定する12番線）完成、供用開始[194]。
  - 10月 - 駅構内の車両基地の品川客車操車場への移転完了、一部の留置線のみ残される[185]。
  - 11月3日 - 東京機関区の品川への移転完了[181][187]。
- 1944年（昭和19年）
  - 4月1日 - 決戦非常措置要綱実施、特急列車、一等車、寝台車、食堂車全廃[200]。
  - 9月8日 - 駅前の井上勝像が金属回収により撤去[377]。
- 1945年（昭和20年）
  - 3月20日 - 急行列車が東京 - 下関間の1往復のみに削減[200]。
  - 5月25日 - 東京空襲による爆撃で、焼夷弾を丸の内駅舎降車口ホール付近に受けて炎上、ホーム上屋などとともに焼失[202]。27日から一部運転を再開、6月2日に全面再開[203]。
  - 6月25日 - 爆撃により八重洲口本屋に被害[204]。
  - 9月15日 - RTO事務室を乗車口に設置[378]。
  - 10月1日 - 東京駅戦災復旧工事に本格着工[206]。
  - 12月1日 - 東京鉄道ホテルの経営を日本交通公社に委託、ただし当面休業とする[214]。
  - 12月20日 - 乗車口にRTO待合室・事務室竣工[378]。
- 1946年（昭和21年）
  - 3月20日 - 東京駅と丸ビルを結ぶ地下道に仮設の東京丸の内ホステルを開設[379]。
  - 7月15日 - 札幌行連合軍専用列車「ヤンキー・リミテッド」が東京発着を開始[224]。
- 1947年（昭和22年）
  - 3月15日 - 丸の内口駅舎復旧工事完了。安全性の配慮から、南北ドーム部の3階建て部分が角屋根化され、駅舎も3階建てから2階建てに縮小される[207]。
  - 5月1日 - RTO事務室および待合室本設工事完成[211]。
  - 11月20日 - 八重洲外堀埋め立て工事完成[213]。
- 1948年（昭和23年）
  - 6月20日 - 駅構内の一方通行を廃止し、丸の内側の乗車口・降車口のいずれからでも乗降できるように変更[380]。
  - 11月16日 - 八重洲口駅舎完成、使用開始[213]。
- 1949年（昭和24年）
  - 4月29日 - 八重洲口駅舎本屋が失火により焼失[213]。
  - 5月10日 - 八重洲口復旧工事地鎮祭[213]。
  - 9月15日 - 戦後初の特急「へいわ」運転開始[221]。
- 1950年（昭和25年）
  - 1月1日 - 特急「へいわ」を「つばめ」に改称[221]。
  - 3月1日 - 東京 - 沼津、伊東間に湘南電車運転開始[223]。
  - 5月11日 - 特急「はと」を運転開始[221]。
- 1951年（昭和26年）
  - 1月17日 - 東京鉄道ホテルを東京ステーションホテルとして再建工事着手[244]。
  - 11月15日 - 東京ステーションホテルの宿泊施設が営業再開[245]。
  - 12月1日 - 列車用引き上げ線の使用開始[229]。
- 1952年（昭和27年）
  - 7月1日 - 東京駅構内の地平配置の留置線が全廃[186]、八重洲側に大規模な手小荷物扱所が完成し使用開始[381]。
  - 9月1日 - 八重洲口と結ぶ跨線橋を新通路へ切換え[165]。
  - 10月14日 - 八重洲駅舎新築工事鍬入れ式、旧八重洲口を八重洲北口、新八重洲口を八重洲南口と名称変更[165]。
- 1953年（昭和28年）
  - 1月6日 - 中央通路延伸工事着工[248]。
  - 7月1日 - 第7プラットホーム（14・15番線および回送用16番線）使用開始[233]、10・11・12番線使用停止[237]。八重洲名店街が開業[382]。八重洲乗車口、八重洲北口開設[248]。第1自由通路開通[248]。
  - 9月1日 - 八重洲中央口および南口開設[248]。第6プラットホーム（12・13番線）使用開始[233]、第4プラットホーム（7・8番線）および9番線使用停止[248][237]、10・11番線使用再開[237]。
  - 11月1日 - 9番線使用再開、第3プラットホーム（5・6番線）使用停止[237]。
- 1954年（昭和29年）
  - 2月16日 - 8番線使用再開[237]。中央通路が八重洲中央口まで開通[238]。
  - 3月30日 - 山手線外回りおよび京浜東北線南行を4番線から6番線に変更[238]。
  - 4月15日 - 7番線使用再開[237]、常磐線電車の乗り入れを開始する[238]。
  - 10月14日 - 八重洲口新駅舎使用開始（6階建て）[382]。
  - 10月21日 - 大丸百貨店開業[252]。
- 1955年（昭和30年）7月20日 - 八重洲駅舎と第7プラットホームの間の連絡上屋完成、待合室や商業施設なども設置された[249]。
- 1956年（昭和31年）
  - 5月4日 - 山手線外回りおよび京浜東北線南行を6番線から5番線に変更[383]。
  - 7月20日 - 帝都高速度交通営団（営団地下鉄）丸ノ内線が淡路町駅から当駅まで延伸開業[264]。当時の終着駅となった。翌年西銀座駅（現・銀座駅）に延伸した。
  - 11月19日 - 山手線と京浜東北線に分離工事完成、3番線が京浜東北線北行、4番線が山手線内回り、5番線が山手線外回り、6番線が京浜東北線南行となる[384]。東海道本線全線電化完成、特急は全区間で電気機関車の牽引となる[253]。夜行特急「あさかぜ」運転開始[254]。
- 1957年（昭和32年）
  - 7月14日 - 第1プラットホーム拡幅工事施工[260]。
  - 12月15日 - 営団丸ノ内線が当駅から西銀座駅（後の銀座駅）まで延伸開業[264]。
- 1958年（昭和33年）
  - 10月15日 - 準急「日光」運転開始、東北本線方面の優等列車の東京駅発着開始[257]。
  - 11月1日 - 電車特急「こだま」運転開始[255]。
- 1959年（昭和34年）
  - 3月10日 - 第2自由通路供用開始[385]。
  - 11月1日 - 丸の内側の乗車口を丸の内南口に、降車口を丸の内北口に、中央口を丸の内中央口に名称変更[218]。
- 1960年（昭和35年）11月12日 - 東海道新幹線工事着手[218]。
- 1961年（昭和36年）
  - 5月31日 - 東京駅における蒸気機関車牽引の定期列車最終運行[226]。
  - 10月1日 - サンロクトオダイヤ改正、8番線を湘南電車に、12番線を列車到着に入れ替える[256]。
- 1963年（昭和38年）6月 - 八重洲地下街の工事に着手[274]。
- 1964年（昭和39年）10月1日 - 東海道新幹線の当駅 - 新大阪間が開業し、同時に新幹線の駅が完成[267]。第8・9プラットホーム、17・18・19番線供用開始[269]。
- 1965年（昭和40年）
  - 6月 - 八重洲地下街1期工事完成[274]。
  - 10月 - 新幹線用に16番線を増設する工事に着手[269]。
- 1966年（昭和41年）10月1日 - 営団地下鉄東西線大手町駅開業に伴い、徒歩連絡を開始[264]。ただし同駅は1956年（昭和31年）7月20日から丸ノ内線の駅として開業しており、東西線の駅の開業までは当駅から大きく離れていた。第2プラットホームを北側へ21 m延長し京浜東北線10両運転開始[272]。
- 1967年（昭和42年）3月10日 - 東海道新幹線16番線を供用開始、第8・9プラットホームを約70 m延長して16両編成対応とする[272]。
- 1968年（昭和43年）
  - 1月10日 - 東京地下駅（総武本線・横須賀線用）工事着工[280]。
  - 6月30日 - 八重洲口駅舎（鉄道会館ビル）を12階建てに増築[276]。
- 1969年（昭和44年）
  - 2月10日 - 八重洲地下商店街営業開始[289]。
  - 4月10日 - 八重洲呉服橋口完成[386]。
  - 6月10日 - 東京駅八重洲南口の東名ハイウェイバス乗り場新設[284]。
  - 11月16日 - 佐藤首相訪米に反対する反帝学評の学生が5・6番線ホームで角材を持ってデモを行い機動隊と対峙。駅構内は逃げ惑う乗客らも加わり大混乱となり利用客2人が重傷[新聞 26]。
- 1972年（昭和47年）
  - 7月15日 - 総武本線地下ホームが開業、東京駅が総武本線の起点となる[282]。
  - 10月12日 - 丸の内側地下通路壁面に「天地創造」のステンドグラス初点灯[387]。
- 1973年（昭和48年）4月1日 - 第7ホーム（14・15番線）使用停止。これに伴い、東北・上信越を結ぶ「はつかり」「とき」などの一部の特急列車と中距離列車の乗入れを廃止[226][257]。湘南電車は7・8番線に、横須賀線は9・10番線に、優等列車は12・13番線に、それぞれ変更[290]。
- 1975年（昭和50年）
  - 3月10日 - 地下4番線使用開始[283]。
  - 7月18日 - 新幹線用に第7プラットホームおよび15番線を使用開始[292]。
- 1976年（昭和51年）
  - 6月26日 - 東海道新幹線ホームに広告表示を設置[283]。
  - 10月1日 - 横須賀線の地下線が品川まで開通し、総武本線の電車が品川まで延長運転を開始[281]。
- 1977年（昭和52年）
  - 3月16日 - 美濃部亮吉東京都知事と高木文雄国鉄総裁が会談を行い、東京駅の建て替えに言及する[336]。
  - 10月21日 - 日本建築学会から東京駅の取り扱いについて慎重な配慮を要請する要望書が提出される[336][338]。
- 1979年（昭和54年）
  - 4月1日 - 中央通路拡幅工事完成、幅25 mとなる[283]。
  - 12月1日 - 東海道新幹線14番線使用開始[283]。
- 1980年（昭和55年）
  - 4月1日 - 新幹線16番線使用停止（9月30日まで）[283]。
  - 9月30日 - 中央地下通路開通[283]。
  - 10月1日 - 横須賀線と総武快速線の直通運転開始[283]。これにともない、13番線を廃止。優等列車の発着は9・10番線に変更[290]。
- 1981年（昭和56年）3月1日 - 北口自由通路使用開始[289]。
- 1986年（昭和61年）11月1日 - 中央本線の特急列車「あずさ」が乗り入れ開始[388]。
- 1987年（昭和62年）
  - 4月1日 - 国鉄分割民営化に伴い、東海道新幹線の駅は東海旅客鉄道（JR東海）、その他の国鉄線の駅は東日本旅客鉄道（JR東日本）の駅となる。[389]。
  - 7月13日 - 井上勝像を丸の内駅前広場に復元[297]。
  - 7月21日 - 第1回の「とうきょうエキコン」を開催[297]。
  - 12月11日 - 日本建築学会がJR東日本社長に宛て、「東京駅丸の内口駅本屋の保存に関する要望書」を提出[336][338]。
  - 12月12日 - 「赤レンガの東京駅を愛する市民の会」発足[336][339]。
- 1988年（昭和63年）
  - 3月13日 - 第6プラットホーム（12番線）廃止[291]。
  - 3月25日 - 八重洲口北口でリニア・エクスプレス展が開催される。
  - 4月1日 - 東京ステーションギャラリー開館[297]。
- 1990年（平成2年）
  - 3月10日 - 京葉線地下ホームが開業[301]。南口新通路供用開始[306]。
  - 4月21日 - 在来線に自動改札システム導入開始[新聞 27][新聞 28][新聞 29]。
- 1991年（平成3年）
  - 3月16日 - 特急「さざなみ」「わかしお」を従来の総武本線経由から京葉線経由に変更[307]。
  - 3月19日 - 特急「成田エクスプレス」運転開始[307]。
  - 6月20日 - 東北新幹線が上野から当駅へ乗り入れ、第6プラットホーム（12・13番線）を新幹線用に供用開始[314]。日本橋口を新設[390]。
  - 11月9日 - 北陸新幹線東京駅乗り入れ対応工事着手[319]。
- 1992年（平成4年）
  - 10月4日 - 8番線使用停止、第4プラットホーム幅縮小工事開始[326]。
  - 12月1日 - 中央線重層高架化工事着手[324]。
- 1993年（平成5年）7月4日 - 8番線使用再開（仮設）、9番線使用停止、仮第5プラットホーム建設工事開始[326]。
- 1994年（平成6年）4月10日 - 9番線使用再開（仮設）、10番線使用停止、仮第5プラットホーム使用開始、第5プラットホーム使用停止して新幹線への転用工事開始[326]。
- 1995年（平成7年）
  - 7月2日 - 中央線重層高架化工事供用開始、新設の第01プラットホーム（1・2番線）使用開始[325]。
  - 10月29日 - 京浜東北線北行を第1プラットホームの旧1番線に切り替え（新3番線）[326]。
  - 11月5日 - 山手線内回りを第1プラットホームの旧2番線に切り替え（新4番線）[326]。
  - 12月17日 - 山手線外回りを第2プラットホームの旧3番線に切り替え（新5番線）[326]。
  - 12月24日 - 京浜東北線南行を第2プラットホームの旧4番線に切り替え（新6番線）[326]。
- 1996年（平成8年）
  - 6月23日 - 第3プラットホームを東海道線用として使用開始、新7・8番線使用開始、仮設の8・9番線を使用停止、仮第5プラットホーム使用停止[326]。
  - 11月17日 - 中央線高架橋桁の振り戻し工事を実施[325]。
- 1997年（平成9年）
  - JR東日本の駅が関東の駅百選に認定される。選定理由は「大正3年誕生、真に歴史を物語るルネッサンス風の赤煉瓦造りの駅舎」。JR東海・営団地下鉄の駅は選定対象になっていない。
  - 3月1日 - 第4プラットホーム使用再開、東海道線用に10番線復旧、9番線使用停止[326]。
  - 9月7日 - 9番線使用再開[326]。
  - 10月1日 - 北陸新幹線（高崎 - 長野）営業開始に伴い、上越・北陸新幹線用20・21番線使用開始。この時12・13番線は22・23番線に改称された[334]。
- 1998年（平成10年）3月17日 - 東海道新幹線の改札口に自動改札機を導入[335]。
- 1999年（平成11年）
  - 3月13日 - 東北新幹線の改札口に自動改札機を導入[391]。
  - 10月 - 石原慎太郎東京都知事と松田昌士JR東日本社長の会談により、丸の内駅舎は創建当初への復原方針となる[341]。
- 2000年（平成12年）11月9日 - 「とうきょうエキコン」最終開催[新聞 7]。
- 2001年（平成13年）
  - 11月18日 - JR東日本でICカード「Suica」の利用が可能となる[335]。
  - 12月 - 「東京駅周辺の再生整備に関する研究委員会」により、丸の内駅舎保存・復原および再開発手法に関する提言がなされる[341][342]。
- 2002年（平成14年）
  - 2月15日 - 石原慎太郎東京都知事と大塚陸毅JR東日本社長の会談により、丸の内駅舎復原へ向けた具体的な作業が開始される[341][344][335]。
  - 6月28日 - 特例容積率適用区域として都市計画決定が告示される[341]。
- 2003年（平成15年）
  - 2月 - JR東海の丸の内中央ビル開業[347]。
  - 4月18日 - 丸の内側の赤レンガ駅舎を重要文化財に指定するよう文化審議会において答申[343]。
  - 5月30日 - 丸の内駅舎を「東京駅丸ノ内本屋」として重要文化財指定の告示[341]。
  - 10月12日 - 東北新幹線、上越新幹線でSuica FREX、Suica FREXパルが利用できるようになる[報道 8]。
- 2004年（平成16年）
  - 4月1日 - 営団地下鉄民営化に伴い、丸ノ内線の駅は東京地下鉄（東京メトロ）が運営を継承する[392]。
  - 4月4日 - 東日本キヨスクが当駅内にある東京みやげ専門店「東京銘品館」を新装オープン[新聞 30]。
  - 9月10日 - 八重洲口のツインタワー（グラントウキョウ ノースタワーおよびサウスタワー）着工[新聞 17]。
  - 10月13日 - 「赤煉瓦コンサート」開催開始[新聞 8][298]。
- 2005年（平成17年）12月10日 - JR東日本のダイヤ改正により、20 - 23番線は東北・山形・秋田・上越・北陸新幹線が方面に関係なく発着するようになった。20・21番線と22・23番線の方面別の使い分けを廃止[335]。
- 2006年（平成18年）
  - 3月17日 - 丸の内南口ドームをスクリーンに見立てて映像を投影する「東京駅ルネッサンス」イベントを開催（31日まで）[新聞 31]。
  - 4月11日 - 東京駅とアムステルダム中央駅（オランダ）が姉妹駅となる[335]。
- 2007年（平成19年）
  - 3月8日 - 日本橋口に「サピアタワー」がオープン[335][新聞 16]。
  - 5月30日 - 丸の内側の赤レンガ駅舎を開業当時の3階建てに「復原」する工事を着工[335]。
  - 10月25日 - 中央地下コンコースにエキナカ商業施設の「グランスタ」がオープン[新聞 32]。
  - 11月6日 - 八重洲口に「グラントウキョウ ノースタワー」および「グラントウキョウ サウスタワー」がオープン[新聞 18]。
- 2009年（平成21年）3月13日 - 寝台特急「はやぶさ」「富士」が廃止。これにより、当駅発着の機関車牽引の定期客車列車がすべて消滅[335]。
- 2010年（平成22年）
  - 3月28日 - 改札内1階にエキナカ商業施設「エキュート東京」がオープン[393]。
  - 11月25日 - 京葉線連絡通路にエキナカ商業施設「KeiyoStreet」先行オープン[報道 9]。
  - 12月4日 - 改札内1階にエキナカ商業施設「グランスタダイニング」がオープン[394]。
- 2011年（平成23年）
  - 3月5日 - 東北新幹線「はやぶさ」が運行開始[395]。これにより、「はやぶさ」を名乗る当駅発着の列車が形を変えて復活。
  - 3月20日 - 京葉線連絡通路にエキナカ商業施設「KeiyoStreet」グランドオープン[報道 9]。
  - 3月23日 - グランルーフ南部先行開業[358]。
- 2012年（平成24年）
  - 8月22日 - 戦災以来失われていた丸の内駅舎南北ドームの時計をこの日の14時に復旧[新聞 33]。
  - 9月22日 - 丸の内赤煉瓦駅舎をスクリーンとしてCG映像を映し出す「TOKYO STATION VISION」を開催（23日まで）[396]。
  - 9月24日 - 旧RTOの壁画を京葉線八重洲改札付近に移設展示[新聞 3]。
  - 9月29日 - 雄勝石絵の壁画を丸の内南口地下改札口外に設置し除幕式を開催[新聞 21]。
  - 10月1日 - 復原された丸の内駅舎が全面開業。「東京ステーションギャラリー」が再オープン[300]。改札内1階にエキナカ商業施設「セントラルストリート」がグランドオープン[新聞 21]。北ドーム内に外国人観光客向けの"JR EAST Travel Service Center"を開設[新聞 21]。
  - 10月3日 - 「東京ステーションホテル」が再オープン[新聞 21]。
- 2013年（平成25年）
  - 3月19日 - アメリカ・ニューヨークのグランド・セントラル駅と姉妹駅締結。グランド・セントラル駅が2013年、東京駅が2014年に開業100周年を迎えることを記念してのもの[報道 10]。
  - 9月20日 - 八重洲口にグランルーフ完成[365]。
- 2014年（平成26年）
  - 10月2日 - 第一回東京駅ミッドナイトツアーを開催[397]。東京ステーションホテルと東京駅（JR東日本）の共同企画（第二回は11月30日）。
  - 12月20日 - 開業100周年記念日。記念Suicaが発売となるが、東京駅でのみ1万5千枚・一名当たり3枚まで販売という限定品だったため前日からの徹夜組も含めて9千人以上が行列を作り、大混乱となった。警察の指示で約8千枚を売ったところで販売が中止となり、販売方法を変えての翌年の1月から2週間の販売となった[398]。
- 2015年（平成27年）
  - 2月12日 - 中華民国(台湾)新竹市の新竹駅と姉妹駅締結[報道 11]。
  - 3月14日 - 上野東京ラインが完成し、宇都宮線・高崎線・常磐線の列車が東京駅に乗り入れ、東海道線との直通運転を開始[報道 4]。
- 2016年（平成28年）
  - 3月26日 - 北海道新幹線が新青森－新函館北斗駅間で開業し、同日より東北新幹線と直通運転開始。これにより、東京駅は新幹線が走行する3島(本州・北海道・九州)すべてへ直通新幹線列車が出る唯一の駅・そして鉄軌道線がある本土4島すべてに直通する定期運行列車が出る唯一の駅となった[注 7][399][400]。
- 2017年（平成29年）
  - 12月7日 - 東京駅丸の内駅前広場の供用開始[報道 7]。
  - 12月8日 - 東京駅丸の内駅前広場からの信任状捧呈式の行列再開[新聞 25]。
- 2018年（平成30年）11月28日 - この日より約3か月間、駅ナカシェアオフィス「STATION WORK」のブース型「STATION BOOTH」の実証実験を、総武地下コンコースにて実施[報道 12]。
- 2019年（令和元年）
  - 8月1日 - 「STATION BOOTH」を本格開始[報道 13]。
  - 9月29日 - びゅうプラザ東京駅八重洲中央口店が閉店。
  - 11月21日 - 駅ナカシェアオフィス「STATION WORK」のコワーキング型「STATION DESK 東京丸の内」が開業[報道 14]。
- 2020年（令和2年）
  - 5月 - 山手線・京浜東北線ホームで、ホームドアが使用開始[報道 15]。
- 8月3日 - 商業施設「グランスタ東京」の拡大開業に伴い、北地下自由通路に直結する「グランスタ地下北口」改札が供用開始[注 8]。
- 2021年（令和3年）12月5日 - 丸の内北口にあるびゅうプラザ東京訪日旅行センターが閉店。
- 2024年（令和6年）12月1日 - 丸の内中央口がICカード専用化され、日中のみの営業に変更[401]。